# Сефевидское государство
Сефеви́дское госуда́рство (перс.  دولت صفویه‎ Dowlat-e Safaviyye), также Сефеви́дский Ира́н или Сефеви́дская Пе́рсия, иногда Сефеви́дская импе́рия — феодальное государство, созданное кызылбашской племенной конфедерацией во главе с шейхом ордена Сефевие Исмаилом I, существовавшее с 1501 по 1722 год, названное по имени правящей династии Сефевидов. Территория государства включала территории современных Азербайджана, Ирана, Армении, Грузии, Туркменистана, Афганистана, Ирака, восточной Турции, Кувейта и Бахрейна, а также части Пакистана, юга Узбекистана с Таджикистаном, востока Сирии и юга России (Дербент). В средневековых источниках государство чаще называлось Кызылба́шским госуда́рством (перс. دولت قزلباش‎ Доулет-е Кызылбаш).
Сефевиды были потомками Сефи ад-Дина, суфия, основавшего на рубеже XIII и XIV веков в Ардебиле тарикат (орден) Сефевие. Потомок Сефи ад-Дина Шейх Джунейд отказался от мирной духовной деятельности и военизировал орден, сплотив вокруг себя значительное количество тюркских (туркоманских) последователей, в дальнейшем известных как кызылбаши. Орден, изначально суннитский, видоизменился под влиянием своих тюркских адептов, приняв популярный среди них синкретический и неортодоксальный шиитский ислам, известный как кызылбашизм. На рубеже XV и XVI веков внуку Шейха Джунейда Исмаилу при помощи своих кызылбашских сторонников удалось основать огромную империю с шиизмом в качестве государственной религии.
Завоевания Исмаила во многом были движимы его претензиями на территории династии Ак-Коюнлу, к которой он принадлежал по матери, а также динамикой противостояния с Османской империей, где усиливающаяся централизация государства маргинализировала большое количество тюркских кочевников, которые, в свою очередь увидели надежду в сефевидском проекте.
Ввиду того, что Сефевиды создали географическую основу для современного государства Иран, созданное ими государство иногда воспринимается как возрождение или создание иранской национальной государственности, однако подобный взгляд часто критикуется за анахронизм и игнорирование тюркского элемента в создании и функционировании государства.

## Название государства
Станет победителем сердара и шахиншаха гази,
Не оставит Кызылбашскому шаху ни Тебриз, ни Шираз.
Официально принятым названием новообразованного государства было «Сефевидское государство» — азерб. Səfəvilər Dövləti или перс. دولت صفویه‎ (Доула́т-е Сафавийе́). В силу тех или иных исторических, историографических, географических, традиционных, этнических обстоятельств, в исторических и современных источниках можно встретить разные варианты наименования Сефевидского государства. В средневековых источниках и русских документах XVI—XVII веков государство чаще называлось «Кызылбашским государством» или «Кызылбашия» — «Девлет-и Кызылбаш», а территории, на которые распространялась власть Сефевидов — «Ульке-и Кызылбаш» или «Мемлекет-и Кызылбаш», правителя же «Падишах-е Кызылбаш». Также в источниках XVI века можно было встретить наименование «Туркманское государство».

## Предыстория

### Происхождение династии
Происхождение Сефевидов достоверно неизвестно. Британский востоковед Эдмунд Босуорт отмечает что хотя Сефевиды и говорили по-тюркски, по происхождению они были, вероятнее всего, курдами. Именно так было указано в первой генеалогии Сефевидов, указанной ибн Баззазом в 1358 году в книге «Савфат аз-сафа», согласно ей род Сефевидов шёл от курда по имени Фируз Шах Зарин Колах. По словам Роджера Сейвори, написавшего монографию о Сефевидах и статью «Сефевиды» в «Энциклопедии Ислама», «похоже, сегодня существует консенсус между учёными, что Сефевиды происходили из иранского Курдистана, однако в V—XI веках уже обосновались в Ардебиле». Однако существуют и другие версии:
- Во время царствования Исмаила I, «официальная» генеалогия Сефевидов обросла дополнительными легендарными сведениями, призванными доказать происхождение рода от седьмого шиитского имама Мусы Казима, а через него восхождение к первому шиитскому имаму Али. Петрушевский полагает, что это произошло ещё раньше, в XIV веке[45].
- Вальтер Хинц высказал предположение, что Сефевиды были по происхождению арабы из Йемена[46].
- Немецкий востоковед Ханс Ромер считал, что тюркское происхождение Исмаила I вне сомнения[47]. Луи Люсьен Беллан также считает, что шах Исмаил I был тюрком из Ардебиля[48]. Мухаммед Исмаил (Кристоф) Марцинковский, рассматривающий происхождение Сефевидов в профильной статье, считает, что Сефевиды имели вероятно тюркское происхождение[49]. Ричард Фрай, автор статьи «Население Ирана» в «Иранике», пишет, что династия Сефевидов была основана азербайджанскими тюрками[50]. Уилер Такстон также считает Сефевидов тюрками[51]. Иранский автор Хафез Фармаян, пишет о тюркском происхождении Сефевидов, отмечая их значительную роль в тюркизации северо-западного Ирана[52]. Ларс Йохансон отмечает, что Сефевиды были по языку тюркской династией[53]. Согласно американскому востоковеду Бернарду Льюису Сефевиды были тюркского происхождения и поддерживались тюркским населением Анатолии[54]. Согласно Девиду Аялону, Сефевиды были по происхождению не персами, а тюрками[55]. Предок Исмаила Первого — Сефи ад-Дин назывался тюркским юношей[56]. В своей поэме на азербайджанском языке основатель Сефевидского государства — Исмаил Первый называл себя «пиром» тюрок[57]. Питер Голден указывает, что принятие короны Сефевидов было частью традиции определенных групп, таких как карабахцев, которые носили специальный головной убор, а Джон Вудс вообще заявляет то, что правление Сефевидов является новым выражением правления Баяндура[58]. Российский тюрколог и востоковед Василий Владимирович Бартольд пишет о тюркской принадлежности Сефевидов[59]. Сефевидская империя была названа тюрко-монгольской империей[60]. Стефан Дейл сравнивал Сефевидов с тюркской империей Тимуридов[61]. Он же утверждает, что Сефевиды — преемники Ак-коюнлу[62]. М. С. Иванов называл империю Сефевидов тюркской империей[63]. Насруллах Фалсафи — иранский ученый, утверждает, что основатель империи Сефевидов — Исмаил Первый, презирал «иранское происхождение и язык»[64]. Бак-Граммонт утверждает, что противостояние Осман и Сефевидов — это не противостояние турок и иранцев, так как Сефевиды — тюрки, и даже больше, чем Османы[65]. Рио Жиль утверждает, что династия Сефевидов является тюркской[66].
- Ахмад Кесрави пришёл к выводу, что Сефевиды были коренными иранцами, однако говорившими на азербайджанском тюркском языке, на котором разговаривало тогдашнее население Азербайджана. Также подробно изучивший генеалогию Сефевидов турецкий учёный Заки Валиди Тоган утверждает, что Сефевиды могли сопровождать курдского принца Мамлана ибн Вахсудана, из рода Раввадидов, в его завоевательном походе на Ардебиль в 1025 году. В то же время Тоган считает Исмаила I тюрком, основываясь на том, что Исмаил говорил на азербайджанском тюркском языке[67].
- Некоторые учёные, в основном не специалисты по средневековому Ирану, высказывают мнение, что Сефевиды были азербайджанского происхождения[68], такого же мнения придерживался Хью Сетон-Уотсон[англ.][69]. Ричард Фрай — автор статьи в «Иранике», пишет, что династия Сефевидов была основана азербайджанскими тюрками[70].

### Язык династии
Роджер Сэйвори хоть и считает, что Сефевиды тюркизировались, но утверждает что они имели тюркский язык в качестве родного, хотя, по мнению В. Минорского, они также владели и персидским, как родным. По мнению ряда историков, первые шейхи Сефевиды жили в Ардебиле и их родным языком был тюркский. Некоторые представители династии писали стихи на тюркском языке и на персидском. В частности, основатель ордена Сефи ад-Дин (1256—1334 века) писал стихи на иранском языке азери, основатель династии и первый шах государства — Исмаил I, писавший стихи под псевдонимом Хатаи, считается классиком азербайджанской поэзии, а шах Аббас II писал тюркские стихи под псевдонимом Тани.

### Орден Сефевие
В 1301 году ученик и зять суфийского шейха Захида Гиляни Сефи ад-Дин Исхак по завещанию первого после его смерти стал муршидом его ордена, таким образом основав тарикат (орден) Сефевие. После Сефи ад-Дина орденом руководили его потомки, известные как Сефевиды. Орден Сефевие придерживался ортодоксального суннитского суфизма (так называемого «высокого суфизма») и анализ текстов Сефи ад-Дина показывает, что его учение было рассчитано на образованную часть населения. Сефи ад-Дин признавался святым человеком, не отходящим от законов шариата, и уважался как современниками (в том числе монгольскими правителями и министрами), так и последующими поколениями ортодоксальных суннитов, даже вельможами Османской империи, которая стала ярым врагов Сефевидов в XVI веке. Орден, базировавшийся в Ардебиле, имел тысячи последователей из Азербайджана, Анатолии, Ирака, Ширвана. При сыне Сефи ад-Дина Садреддине Мусе, который был муршидом ордена в 1334—1391 годах, влияние Сефевие только росло, ильханидские эмиры и аристократы становились мюридами, а богатства ордена были несметными. После Садреддин Мусы сефевидскими мюршидами были Ходжа Али (ум. в 1427 году) и Шейх Ибрагим (ум. в 1447 году). При Ибрагиме могущество ордена было даже большим, чем при его предках — согласно источникам, никто в Ардебильской провинции не смел перечить ему, а «[его] кухни были полны блюдами и посудами из золота и серебра; его манеры были истинно королевскими». Османские султаны ежегодно отправляли в сефевидскую текке (ханаку) подарки, именуемые «çerağ akçesi». Тем не менее орден оставался мирным и без всяких политических притязаний, а ориентировался на образованных горожан.

### Политизация, шиитизация и милитаризация ордена
Поворотный момент в истории Сефевидского ордена наступил, когда после смерти Шейха Ибрагима мюршидом стал его сын Шейх Джунейд, который не хотел ограничиваться тихой жизнью главы ортодоксального ордена. Как только стали очевидны неортодоксальные религиозные взгляды и политические амбиции Джунейда, мюршидство начал оспаривать брат Ибрагима Шейх Джафар. Орден разделился на две группировки. Традиционалисты сплотились вокруг Джафара, в то время как выходцы из кочевых тюркских племен Анатолии и Сирии желали видеть главой ордена Джунейда. Султан Кара-Коюнлу Джаханшах, обеспокоенный притязаниями Джунейда на мирскую власть, вмешался в конфликт и вынудил Джунейда уйти в изгнание.
Джунейд отправился в Анатолию, где он надеялся на поддержку со стороны местных тюркских кочевников. Их исламизация была недавней и поверхностной, и их религиозные взгляды представляли собой «народный» суфийский шиизм, перемешанный с доисламскими верованиями.
Как указывает Фариба Заринбаф-Шахр, Анатолия, будучи фронтиром христианства и ислама и слабо подверженная централизованной власти, представляла собой благодатную почву для развития различных неортодоксальных течений, смешивающих различные исламские и христианские течения и среднеазиатский шаманизм, принесенный сюда тюркскими (туркоманскими) племенами. Этому способствовал и период религиозной терпимости, связанный с Pax Mongolica. Были популярны идеи реинкарнации, проявления Бога в человеческой форме, вера в пришествие Махди, философии Сухраварди, Ибн Араби, шаманистические практики трансцендентального полета, танцев. В XIV веке братства ремесленников (ахи) добавили в религиозное полотно региона шиитские элементы, а в XV веке появилось сильное влияние кабалистической идеологии хуруфизма, особенно через стихотворения азербайджанского поэта и мистика Насими. Бабак Рахими называет анатолийский суфизм (дервишский ислам) наиболее самобытным проявлением перемешивания степных (инструментальных) религиозных практик тюркских кочевников с универсальными (сотериологическими) религиями ирано-семитских и греко-византийских обществ.
В этом социально-религиозном контексте историки предполагают следующие варианты, объясняющие религиозные взгляды и пропаганду Джунейда, контрастирующие со взглядами его предков:
- Либо он, движимый политическими амбициями, осознав религиозные тенденции среди тюркских племен, многие из которых уже были мюридами Сефевидов, привлек их своими мессианическими и шиитскими проповедями[87][91]
- Либо же изменение идеологии Джунейда было связано с постепенным увеличением в ордене Сефевия количества туркоманских мюридов с вышеуказанными религиозными взглядами и Джунейд лишь возглавил эту фракцию, когда произошел раскол туркоман с мюридами-традиционалистами[92]

Так или иначе вокруг Шейха Джунейда образовалась фракция Ордена Сефевие, представляющая взгляды, кардинально отличающиеся от взглядов предыдущих шейхов, и являющаяся синтезом суфистских, алидских, гулатских (радикально-шиитских) и тюрко-монгольских ценностей; более того, Сефевие больше не были тихим традиционным орденом, а представляли собой экстремистское мистически-политическое движение. Современный историк М. М. Маззауи потому для периода до Шейха Джунейда использует термин «суфийский орден», а для последующего периода — «сефевидское движение». Политически амбициозный Шейх Джунейд обосновал свои притязания на мирскую власть, сфальсифицировав свое происхождение от Али, так как, согласно шиизму, лишь потомки Али имеют право возглавлять мусульманские общества.
Взгляды Джунейда представляли отнюдь не ортодоксальный шиизм. Османский историк Ашикпашазаде рассказывает о случае, свидетелем которого был, когда в Конье Джунейд встретился с Шейхом Абдуллятифом, халифе (представителем/местным заместителем) Зейн ад-Дина Хафи, основателя ордена Зейние. Джунейд задал вопрос Абдуллятифу, «кто важнее для отца — сыновья или друзья», намекая на то, что для шиитов, в отличие от суннитов, только представители семьи Пророка Мухаммеда имеют право называться его преемниками. Абдуллятиф, поняв намек, ответил, что в данном контексте друзья важнее, сославшись на определенные аяты, на что Джунейд подверг под сомнение аутентичность аятов, спросив «А был ли ты там, когда писали аяты?». Шокированный Абдуллятиф назвал Джунейда и его последователей неверными. Подобное сомнение в неизмененности Корана не принимается ни ортодоксальным суннизмом, ни ортодоксальным шиизмом, что показывает, что Джунейд имел неортодоксальные религиозные взгляды.
В целом долгое время Джунейда преследовала неудача. Сперва он направился на османские территории, послал дары султану Мураду II и попросил разрешение на установление текке (ложи) в районе Куртбели (англ. Kurtbeli), через который проходил караванный путь между Сивасом и Амасьей. Район находился на восточной оконечности Османской империи и отсюда проходили торговые пути, таким образом облегчалось сообщение с Ардебилем и мюридами в других регионах. Однако султан и его советники разгадали политические амбиции Джунейда и отказали ему. Тогда Джунейд отправился в Конью, где правили давние враги Османов Караманогуллары. Однако ему пришлось уйти и оттуда после вышеупомянутого казуса с Шейхом Абдуллятифом. После этого Джунейд направился к племени Варсак, вассалам Караманогуллары и ярым противникам османской политики централизации. Однако Абдуллятиф написал письмо караманскому беку Ибрагиму, рассказав, что Джунейд хочет подорвать шариат и к тому же хочет стать правителем. Тогда Ибрагим приказал варсакским вождям арестовать Джунейда, но те дали ему возможность уйти. Джунейду удалось привлечь много мюридов из их среды.
Затем Джунейд направился в северную Сирию, где влияние хуруфизма было сильно, и попросил у местного мамлюкского наместника Билал-оглы разрешение заселиться в заброшенную крепость на горе Эрсуз для ведения религиозной деятельности. Наместник дал разрешение, и Джунейд, восстановив крепость, начал вести оттуда успешную пропаганду, посылая миссионеров к тюркским племенам Антакьи, Аинтаба, Мараша и Амука. Османский историк Ашикпашазаде упоминает, что к Джунейду шли из далекой Фракии и Балкан приверженцы Шейха Бедреддина, предводителя мистически-политического антиосманского восстания 1410-х годов. Однако вскоре улемы распознали в пропаганде Джунейда политические и шиитские мотивы и отправили письмо мамлюкскому султану Джакмаку, что «в твоей стране появился Даджжаль». По приказу Джакмака наместник Алеппо послал войско против Джунейда. Погибло 70 мюридов Джунейда, самому Джунейду пришлось бежать.
Убежав из Сирии в 1453 году, Джунейд переселился в Джаник, где, по всей видимости, жил и проповедовал среди туркоманского племени Чепни. В 1455 или 1456 году Джунейд совершил поход против Трапезундской империи с целью основать собственное государство на его руинах. Пользуясь междоусобицами Великих Комнинов, он нанес поражение греческим армии и флоту и осадил Трапезунд. Османский султан Мехмет II Фатих, вассалом которого был трапезундский император, приняв во внимание вред, который Джунейд может нанести его империи, послал против него крупное войско, и Джунейду пришлось бежать в очередной раз.

### Союз и браки с Ак-Коюнлу
После Трапезунда Джунейд отправился ко двору правителя Ак-Коюнлу Узун Хасана, с которым у Джунейда был общий враг в лице султана Кара-Коюнлу Джаханшаха. Сперва Узун Хасан с подозрением отнесся к Джунейду и заключил его под стражу, но затем принял во внимание потенциальную выгоду от союза с Джунейдом. Пропаганда Джунейда уже давала плоды, и у него было много воинственных сторонников среди туркоман. Узун Хасан не только освободил Джунейда, но и породнился с ним, выдав за него свою сестру Хатидже-бегум.
Выгода для Ак-Коюнлу заключалась в военном усилении, благодаря притоку сефевидских воинов-мюридов, а также консолидации власти через авторитет и влияние Джунейда. Сефевидские мюриды участвовали во многих успешных походах Ак-Коюнлу.
Союз и брак с Ак-Коюнлу имели большое значение и для Джунейда. Брак с принцессой Ак-Коюнлу легитимизировал притязания Джунейда на светскую власть. Его престиж сильно возрос. К тому же, находясь при дворе Узун Хасана, он мог продолжать вести свою пропаганду в безопасных условиях.
Однако, проведя три-четыре года в безопасности, в 1459 году Джунейд решил отправиться назад в Ардебиль. В Ардебиле ему не удалось находиться долго из-за противодействия Шейха Джафара (лидера умеренной фракции Ордена Сефевие) и Джаханшаха Ак-Коюнлу. Тогда он собрал свои войска в Ардебиле (на его призыв собрались 10 тысяч мюридов) и отправился в поход против черкесов-еретиков (под черкесами имеются в виду кавказцы в целом). Черкесы, против которых Джунейд собирался воевать, были вассалами ширваншаха Халил-уллы, к тому же Джунейд должен был пройти через подвластный Халил-улле Ширван, а потому тот высказал недовольство походом. Тем не менее Джунейд совершил свой поход, а потом остановился на зимовку в Ширване. Тогда Халил-улла выступил с армией против Джунейда и нанес ему поражение. Сам Джунейд погиб.
Наследником Джунейда стал Шейх Гейдар, который еще не родился на момент смерти Джунейда. Гейдар рос при дворе Узун Хасана, а после того, как в 1467 году Узун Хасан победил Джаханшаха и захватил Азербайджан, он переселился в Ардебиль. Поначалу он рос под наставничеством Шейха Джафара, но со взрослением он начал конфликтовать с Джафаром и прогнал его из ханаки (ложи).

Узун Хасан, желавший упрочить союз с Сефевидами, женил свою дочь на Гейдаре, что еще сильнее увеличило престиж и влияние Гейдара. Будущие придворные историки Сефевидов писали о двойной легитимности династии: через духовную власть Ордена Сефевие и через светскую власть династии Ак-Коюнлу. 

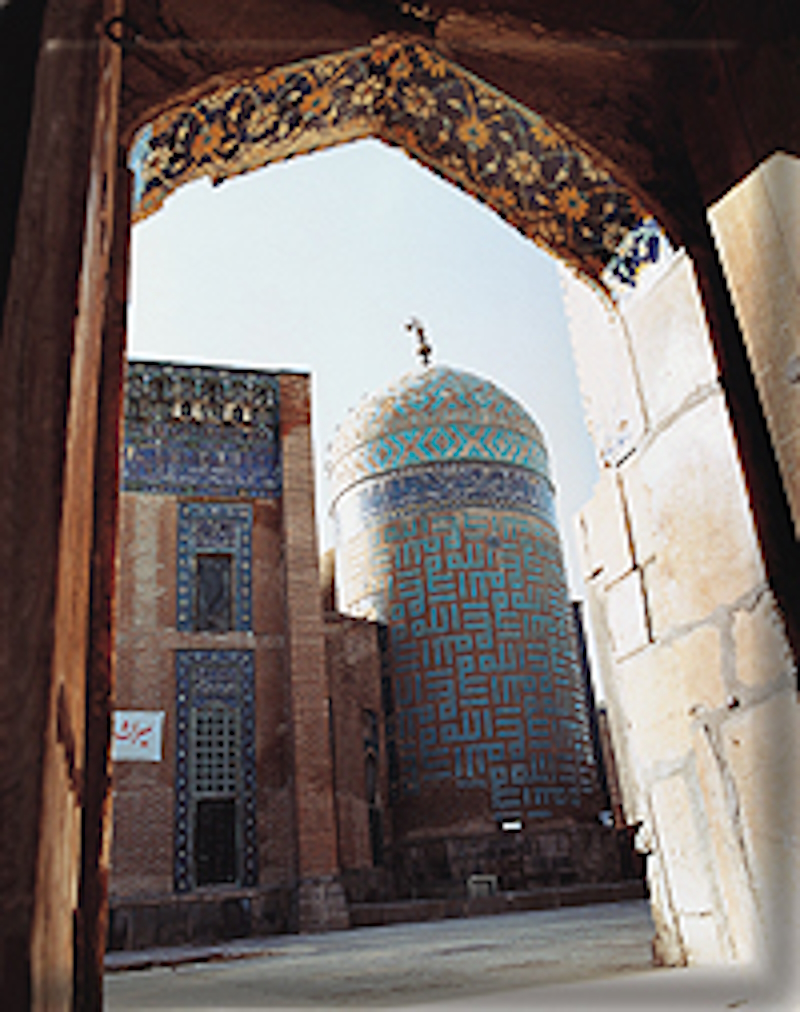
Мавзолей Сефи ад-Дина

### Кызылбаши
В основе успеха сефевидского проекта, наряду с религиозной пропагандой, лежат и социально-политические факторы — антагонизм многих туркоман Анатолии к Османской империи. В первые десятилетия своего существования (XIV век) Османское государство было скорее племенной конфедерацией, в которой туркоман привлекали успешные военные набеги во имя священной войны (газы). В тот период элита государства состояла из племенной аристократии, а духовенство было представлено неортодоксальными суфиями-дервишами (например, Гаджи Бекташ, основатель ордена бекташи). В этом плане раннее Османское государство, будучи неортодоксальным военно-религиозным движением, напоминало будущее сефевидское движение. Однако со временем Османское государство стало превращаться в классическую ближневосточную империю. Теперь государственная элита была представлена бюрократами рабского происхождения и ортодоксальными исламскими учеными-улемами. Костяк армии стали составлять не кочевые туркоманы, а солдаты-рабы янычары и феодальная кавалерия сипахов-тимариотов. Параллельно с централизацией государства происходил и процесс седентаризации, когда кочевых туркоман вынуждали перейти к оседлому образу жизни. Неортодоксальные верования, популярные среди туркоман, подавлялись.
Естественным образом все это вызывало раздражение кочевых туркоман, которые стали видеть в Османском государстве угнетателя. В новом сефевидском движении они увидели как политический строй, где они могли занять достойное место, так и религиозную идеологию, обещавшую уничтожение угнетателя и рай для угнетенных.
Приток восточно-анатолийских последователей в Орден Сефевие при Шейхе Гейдаре был таким сильным, что Адел Аллуш указывает, что консолидация Ордена Сефевие в организованную силу гази (воинов за веру) было скорее следствием давления самих туркоман, нежели решением самого Гейдара.
Где-то между 1470 и 1490 годами появилось наименование туркоманским адептам Сефевидов — кызылбаши (азерб. Qızılbaş, тур. Kızılbaş), то есть красноголовый, в честь специфического красного головного убора. Он представлял собой войлочную или фетровую шапку красного цвета, с тонким высоким столбиком, который либо опоясывали белым шёлком в 12 складок, в честь 12 имамов, либо обвивали вокруг шапки чалму, тоже в 12 белых складок. Согласно сефевидским источникам, этот головной убор носить приказал сам Шейх Гейдар, которому это повелели во сне посланники из потустороннего мира. Головной убор именовался Тадж-и Хайдари (корона Гейдара).

Первоначально кызылбашских племён было семь: устаджлу, шамлу, румлу, афшар, зулькадары, текели и каджар, а большая их часть откочевала в регион из Малой Азии. Кызылбаши имели обычай брить головы и бороды, оставляя чубы и длинные усы. Впоследствии число кызылбашских племён увеличивалось, позже, помимо тюркских племён (падары), в числе кызылбашей можно было видеть курдские племена, и талышей.

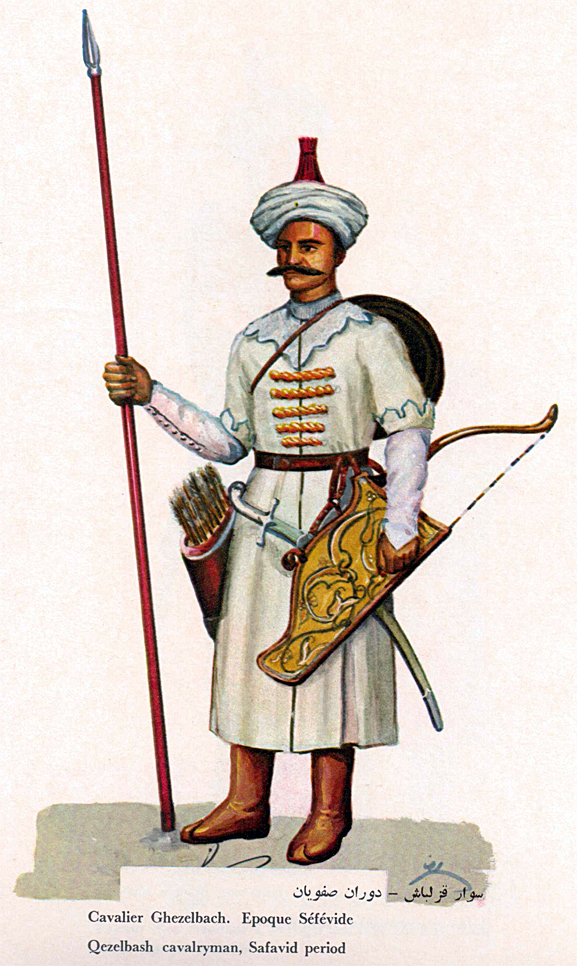
Кызылбаш (XV—XVI века)

Часть племён румлу, шамлу, зулькадары была отдана на службу шейхам ордена Тамерланом, который также запретил феодалам чинить препятствия сторонникам ордена посещать своих шейхов в Ардебиле. Племена афшар, каджар, баяты, переселившиеся в Иран из Средней Азии вместе с монгольскими завоевателями, были в числе первых принявших учение ордена. Другие огузские племена, такие как туркоманы, сформировались путём объединения племён, ранее входивших в состав государства Ак-Коюнлу.
Данные о верованиях кызылбашей неоднозначны. Придворный историк правителя Ак-Коюнлу Султана Ягуба Фазлуллах Хунджи описывал кызылбашей как крайне еретическое движение. Согласно ему, они считали Джунейда Аллахом, а Гейдара сыном Аллаха; пренебрегали намазом и ибадатом. При этом Риза Йылдырым и Ханс Ромер предостерегают от некритического отношения ко словам Хунджи, который, согласно Йылдырыму, вероятно преувеличил «еретичество» кызылбашей ввиду своей суннитской и политической предвзятости. Например, согласно венецианским источникам, кызылбаши смотрели на Гейдара не как на Бога, а скорее как на святого. Тем не менее Йылдырым из текста Хунджи делает следующие выводы: 1. Поклонение шейху у кызылбашей было настолько сильным, что стиралась грань святости и божественности. 2. Кызылбаши считали, что решения шейхов важнее писанных законов религии. 3. Религия кызылбашей не была следствием решения Шейха Гейдара, а наоборот Гейдар находился под влиянием кызылбашей.

### Войны с Ширваншахами и Ак-Коюнлу

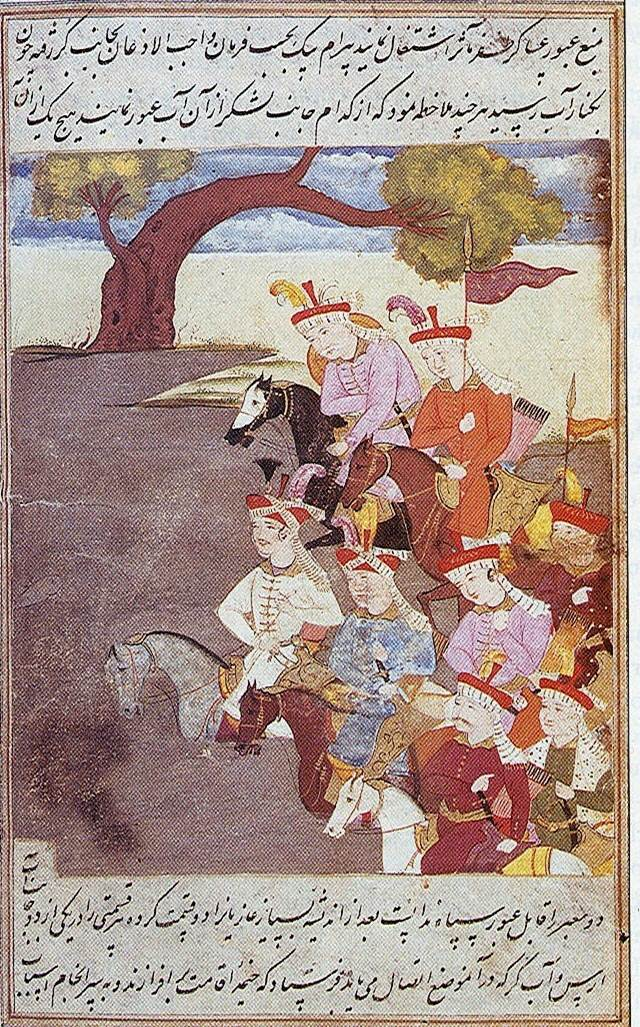
Переход Куры Исмаилом Сефеви во главе кызылбашей в 1500 г. Миниатюра рукописи Британского музея

Шейх Гейдар проводил со своими кызылбашами газават против неверных в Дагестане и Черкесии, и с каждым походом престиж Гейдара рос. Однако после очередного похода кызылбашей в 1487 году правитель Ак-Коюнлу Султан Ягуб (1478—1490), который, в отличие от Узун Хасана, с подозрением относился к кызылбашам, потребовал от Гейдара отказаться от своего «монаршьего поведения» и вести себя «как его предки [ранние шейхи Сефевие]». Тем не менее в 1488 году Гейдару удалось добиться разрешения от Султана Ягуба на еще один поход, однако на этот раз вместо того, чтобы идти на черкесов, Гейдар атаковал Государство Ширваншахов, через территорию которого он всегда шел в газават против черкесов. Ширваншах Фаррух Йасар, осознавая, что своих сил не хватает для отпора, бежал в крепость Гюлистан и попросил помощь у Султана Ягуба, написав в письме, что победа на ширваншахом лишь разогреет аппетит Гейдара. Ягуб, который и без того относился с антипатией к кызылбашам, послал войско против Гейдара, который на тот момент осаждал Дербент. 9 июля 1488 года кызылбаши столкнулись с объединенным войском туркоман Ак-Коюнлу и Ширваншаха и были разбиты. Шейх Гейдар погиб в битве.
После гибели Гейдара шейхом стал его старший сын Султан Али. Однако Султан Ягуб сразу же послал отряд для поимки Султана Али с его двумя младшими братьями и матерью, так как боялся мести с их стороны. В 1489 году молодые сефевидские принцы были заточены в Ширазе в крепости Истахр, где провели четыре с половиной года. Однако, на фоне междоусобной борьбы, которая началась в Государстве Ак-Коюнлу после смерти Ягуба, один из претендентов на престол Рустам-бек освободил принцев в надежде использовать военную мощь кызылбашей в борьбе против другого претендента Байсангур Мирзы, поддерживаемого своим зятем ширваншахом Фаррух Йасаром. В августе 1493 года армии Султана Али и Айбы-султана (один из полководцев Рустам-бека) разгромили армию Байсангур Мирзы и убили его, а кызылбашский эмир Гара Пири победил и убил наместника Исфахана, союзника Байсангура.
После победы над Байсангуром Рустам-бек начал тревожиться по поводу могущества сефевидского ордена. Сперва он заставил Султана Али и его двух младших братьев жить в его лагере под пристальным контролем, а в середине 1494 года вовсе принял решение их убить. Султан Али был предупрежден, и сефевидские принцы бежали, однако вскоре были настигнуты ак-коюнлинской армией в 5 тысяч человек. Осознавая безысходность положения, Султан Али назначил своего младшего брата шестилетнего Исмаила своим преемником и вместе с 300 кызылбашами встретил ак-коюнлинские войска. В неравном бою он погиб, а Исмаил бежал в Лахиджан. Здесь он рос под присмотром семи кызылбашских эмиров, назначенных Султаном Али, и шиитского правителя Гиляна из династии Каркия Мирза Али.
В 1499 году, приняв во внимание то, что принцы Ак-Коюнлу вновь начали войну между собой, тринадцатилетний Исмаил со своими сторонниками выступил в направлении Ардебиля. Решив, что находиться в Ардебиле не безопасно, Исмаил и кызылбаши отправились в Эрзинджан, куда планировалось созвать мюридов из Анатолии, Сирии и Азербайджана. В пути численность сил шейха Исмаила росла, благодаря притоку сторонников. До прибытия в Ардебиль численность сил Сефевидов составляла около 1500 человек. По сообщениям источников у Эрзинджана, численность сил шейха Исмаила достигла около 7000 газиев, причем, в Эрзинджан прибыло намного больше кызылбашей, а 7 тысяч были лучшими воинами, которых Исмаил выбрал для участия в войне. Собрав армию, Исмаил посоветовался со своим окружением и решил нанести удар по ширваншахам. Во-первых, это был враг менее грозный, чем Ак-Коюнлу, а во-вторых Исмаил хотел отомстить за кровь отца и деда

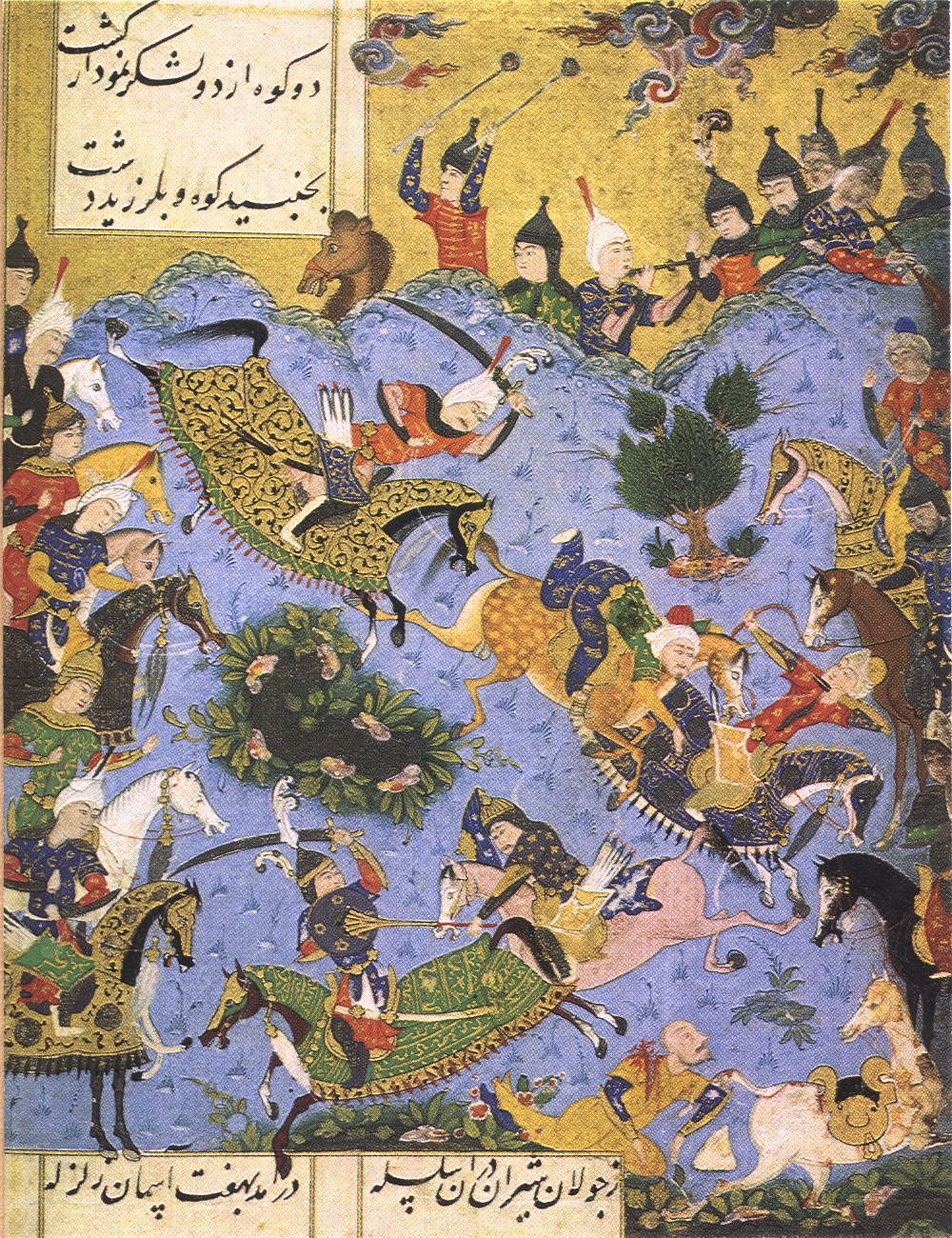
Битва между Шахом Исмаилом и ширваншахом Фаррух Ясаром.

В 1500 году, семитысячное войско кызылбашей вступило в Ширван и захватило Шемаху. У местности Гюлистан было дано генеральное сражение 27-тысячному войску ширваншаха Фарруха Ясара. Первоначально ход сражения складывался не в пользу кызылбашей, фланги были расстроены, но к середине сражения, в бой вступила кавалерия кызылбашей, стоящая в центре, тем самым нанеся сокрушительное поражение войску ширваншаха. Сам Фаррух Йасар погиб. Многие города Ширвана признали власть шейха Исмаила, кроме Баку, в направлении которого и двинулись кызылбаши. Жители Баку были известны своей приверженностью ширваншахам, сам Исмаил пошёл к местности Махмудабад, выслав в направлении Баку, своих полководцев, но им не удавалось взять Баку, тогда Исмаил сам выступил к городу. В ходе битвы, кызылбаши сделали подкоп под стены города, разрушив его, после чего кызылбашским войскам удалось проникнуть в город. Бои развернулись внутри города. Желая уберечь жителей города от поголовного истребления, знать города выступила с просьбой о прекращении боя и признанием власти Сефевидов.
В Ширване ещё продолжали оказывать сопротивления некоторые крепости, против которых намечался дальнейший удар, но в этом время было получено известие о выступлении войска правителя Ак-Коюнлу Алванда, против кызылбашей. Кызылбаши двинулись на встречу с противником в Нахичевань, где в местности Шарур дали генеральное сражение. В ходе битвы Сефевидам удалось нанести сокрушительный разгром 30-тысячному войску Ак-Коюнлу. В том же 1501 году, кызылбаши во главе с шейхом Исмаилом вступили в Тебриз, где он короновался титулом шаха Азербайджана, тем самым было положено начало новому государству.
Война с остатками некогда обширной державы Ак-Коюнлу продолжилась. В 1503 году, шах Исмаил потребовал покорности от правителя Ак-Коюнлу Мурада, который отказался от подчинения, в результате состоявшейся битвы 21 июня 1503 года вблизи Хамадана, кызылбаши нанесли поражение остаткам войска Ак-Коюнлу, тем самым положив конец этому государству. После под власть Сефевидов перешли Фарс и Ирак. Ширван был превращён в вассальное государство.

## Характеристика государства
На протяжении XX века в иранской историографии (как среди иранских историков, так и зарубежных) доминировал взгляд, что Сефевиды сыграли важную роль в появлении современного Ирана, ряд исследователей расценивал Сефевидский Иран как основу современного Ирана и иранской нации. Это базировалось на конфликтах Сефевидов с ближайшими соседями, установлении и защите границ, культурном отделение от турок и арабов, установлении шиизма в качестве государственной идеологии, что привело к обособлению Ирана от других исламских государств, и т. д. Недавние исследования торгового и культурного обмена с регионами Западной и Центральной Азии поставили под сомнение эту точку зрения. Так, согласно Руди Мэти, автору статьи о Сефевидах в Иранике, Сефевидов часто подразумевают началом современной иранской персидской истории, а государство, созданное ими, зарождением национального персидского государства. Сефевиды объединили Персию, перевели общественный уклад с кочевого на оседлый.
Однако Мэти считает анахроничным называть Сефевидский Иран современным национальным государством, отмечая, что Сефевидское государство во многом продолжало традицию монгольских и тимуридских государств, начиная от чеканки монет вплоть до административного устройства. Как указывает японский иранист М. Ханеда, с тех пор как Минорский опубликовал свои вступление и комментарии по сефевидскому руководству по управлению «Тазкират аль-мюлюк», учёные пришли к консенсусу о племенном характере государства.
Что касается официальной терминологии «Иран» и «шаханшах», И. П. Петрушевский указывает, что она не несла в себе какую-либо национальную идею, и со времён Сасанидов в Передней и Средней Азии с этими терминами связывалось теоретическое представление о «всемирной» монархии (так монгольская династия Хулагуидов также использовала «шаханшах» и «Иран»), которой руководствовались и западные монархи, принимавшие архаичный римский титул «император». Ввиду этого Петрушевский считал обозначение Кызылбашского государства «Персидским», «Иранским, „Новоиранским“ до XVII века неправильным.
Несмотря на то, что административными делами ведала опытная иранская знать, Сефевидское государство образовалось и сохранилось более двух веков благодаря военной силе кызылбашских племён, и кызылбаши понимали долг перед ними. Использование таких терминов по отношению к этому государству, как „кызылбашская держава“, „кызылбашское государство“ и „кызылбашское царство“, наглядно показывает это. По аналогии, сефевидский шах назывался кызылбашским шахом, и это указывает на то, что иранские подданные шаха в целом обходились вниманием. Поэтому не должно вызывать удивление, что кызылбаши требовали и получали ключевые должности при Исмаиле I. Иранский учёный Насруллах Фальсафи считал, что основатель государства Исмаил I презирал иранское происхождение и персидский язык, также отвергая версию, что он ниспровержением тюркских правительств и созданием единого государства ставил себе целью восстановление национального и политического единства Ирана. Фальсафи также рассматривал сефевидский период как время доминирования тюркских кызылбашских племён над коренным иранским населением. 
Согласно французскому историку Бак-Граммонту, Шах Исмаил, его кызылбашские воины и его анатолийские сторонники были более тюрками, чем правящие круги Османской империи. Бак-Граммонт отмечает, что Шах Исмаил, который, несмотря на владение персидским языком, говорил и думал на тюркском, был выразителем чаяний полукочевого тюркского мира: тюркские подданные османского султана предпочитали тюркское (как они считали) государство в Азербайджане, нежели централизованную, «оторвавшуюся от истоков» Османскую империю с космополитической элитой. Соответственно, Бак-Граммонт отвергает точку зрения, что османо-сефевидская война 1514—1555 годов была турецко-персидской национальной войной. 
Ряд других историков также отмечали тюркский или кочевой характер Сефевидского государства. Митчел пишет, что черты Сефевидской империи имели тюркские корни, восходящие к огузскому прошлому. Как указывает Владимир Минорский, Сефевидское государство, на раннем этапе своей истории, представляло собой третью стадию туркоманского доминирования в Персии. Питер Голден, Мишель Маззой, Роберт Кэнфилд рассматривают Сефевидское государство в качестве тюркского. Н. Д. Миклухо-Маклай указывает, что в XVI веке в Средней Азии к Сефевидам относились как к преемникам туркоманских государств Кара-Коюнлу и Ак-Коюнлу. По его мнению, Сефевидское государство не было персидским и таковым не рассматривалось. Мартин Диксон также считал, что Сефевидское государство было преемником Кара-Коюнлу и Ак-Коюнлу. Похожей точки зрения придерживался Ремзи Кылыч, считавший Сефевидское государство преемником Ак-Коюнлу. Д. Морган пишет, что шах Исмаил I намеревался создать третье туркоманское государство после Ак-Коюнлу и считал себя наследником Узун Хасана, Стефан Дэйл же пишет, что шах Исмаил считал себя политическим преемником Ак-Коюнлу и своими завоеваниями создавал это государство вновь. Корнелл Флейшер называет Сефевидское государство тюркской империей наряду с Османской, Тимуридами и Великими Моголами. Ирано-американский учёный Амир Арджоманд и турецкие историки А. Гёлпынарлы и П. Н. Боратав называет империю туркоманской. С. Л. Смит указывает, что вряд ли Шах Исмаил был заинтересован в чём-либо ином, кроме создания туркменского государства по образцу Аккоюнлу и, возможно, что он рассматривал себя в качестве преемника своего деда Узун Хасана. Фарук Сюмер считает, что основание Сефевидского государства является ничем иным, как переходом власти к тюркской группе, принадлежавшей к той же национальности и даже к той же географического региона. Сефевидские шахи сознательно считали себя наследниками тюрко-монгольской традиции и, в частности, формировали себя в традициях военачальника XIV века Тамерлана. Шах Тахмасиб I в своей автобиографии настаивает, что он имел обыкновение читать „Тарих-и Теймур“. Особенно в более поздние времена, когда династия перестала быть кланом воинов, это романтическое прошлое было возрождено и преподнесено с особой силой. Турецкий историк Арсланташ приходит к выводу, что Сефевидская империя представляла племенную и кочевую культуру. Сефевидские шахи вели в целом кочевой образ жизни. По словам турецкого историка Лале Улуча, в течение XVI века Османы претендовали на наследие Сасанидов, в то время как их оппоненты Сефевиды были ближе к внутреннеазиатским корням более поздних мусульманских империй. Османские авторы, описывая современные им государства Западной Азии в терминах „Шахнаме“, изображали себя представителями легендарного Ирана, а Сефевидов — Турана.
В то же время Эндрю Ньюман отмечает, что долговечность сефевидского проекта полезнее всего объяснить тем успехом, с которым сефевидское общество признавало, принимало и превосходило разные элементы и идеи, которые достались им от предыдущих эпох, и если это и не определённо персидская тенденция, то по крайней мере она свойственна этому региону. Кристоф Марцинковский указывает, что квазимультикультурный характер Сефевидского Ирана — шиитского государства с персидским в качестве языка администрации и тюркским в качестве языка правителей, а также с арабскими и тюрко-монгольскими корнями государственного управления — особенно подтверждается методами хронологии сефевидских историков. Так, некоторые историки пользовались мусульманским календарем, некоторые хронологией по годам правления (что можно проследить и у Моголов), а некоторые тюрко-монгольским „животным“ календарем.
Отмечая некорректность использования представления о современном национальном государстве по отношению к Сефевидскому Ирану, Роджер Сейвори тем не менее отмечает, что Сефевиды способствовали возникновению современного персидского государства: они обеспечили преемственность традиционных персидских институтов, которые, в итоге, унаследовал и современный Иран; введение шиизма способствовали укреплению обособленной идентичности; создание постоянной армии является необходимым условие национального государства; централизованная административная система в итоге эволюционировала в современную бюрократию.
С другой стороны профессор Дуглас Стройсанд отмечает, что Сефевидская империя не была ни возрождением древних империй Ахеменидов и Сасанидов, ни началом современного государства Иран. Сефевиды не претендовали на то, чтобы быть наследниками или законными преемниками иранских государств. Стройсанд пишет, что „они были не более или менее иранцами, чем их тимуридские и туркоманские предшественники“, и само государство Сефевидов не было иранским. По словам профессора истории при Калифорнийском университете Али Анушаxра, основание Сефевидского государства шахом Исмаилом I рассматривалось в XX веке главным образом как решающий момент в существовании Ирана, и что некоторые учёные усматривают образование Сефевидской империи как возрождение персидской политической самобытности, подчинённой господству „арабов“ или „тюрко-монголов“ со времён коллапса династии Сасанидов. Как отмечает учёный, сторонники этой позиции часто прибегают к этнорасовым аргументам XX века, пытаясь подчеркнуть „арийский“ элемент либо в самой династии Сефевидов (к примеру, подчёркивая светлый цвет кожи, глаз и волос шаха Исмаила или выпячивая курдское происхождение средневекового предка династии, поскольку в курдский язык считается иранским языком в современной лингвистике) или указывая на наличие последователей Сефевидов из „иранских“ областей (таких, как Талыш на берегу Каспийского моря) в противовес сторонникам Сефевидов родом из турецких или анатолийскиx областей. Но согласно Анушахру, подобные представления об этническом национализме являются совершенно анаxроничными и не имеют ни малейшего отношения к рассматриваемому периоду. Он также приводит другой аргумент сторонников теории, в котором утверждается, что созданное завоеваниями Сефевидов и гомогенизированное навязыванием двунадесятного шиизма государство, по сути дела, изолировало Иран от остального исламского мира и таким образом заложило основу того, что позднее станет современным иранским национальным государством. Но профессор отмечает, что аргумент полностью перескакивает через решающую эпоху европейского колониализма в XIX и начале XX веков, и что ни одна генеалогия современного Ирана не может игнорировать значимость русского и британского полуколониализма в Иране и их интерес в поддержании территориальной целостности Каджарского государства и Афганистана в качестве буферной зоны между Британией и Россией. Анушахр приходит к выводу, что оба аргумента в пользу рассматривания возвышения шаха Исмаила в качестве момента зарождения современного иранского национального государства оперируют в рамках ограниченного, анаxронистического и антиисторического национализма. Бэрри Дэвид Вуд также пишет, что суждение о возрождении Сефевидами иранского национального правления, основанное на иранском национализме, является несостоятельным.
На рубеже XVI—XVII веков Шах Аббас Великий провел ряд реформ в политической конфигурации страны (см. раздел «Борьба с феодальной анархией»), которые И. В. Базиленко трактует как начало отхода от опоры на тюркоязычную кызылбашскую военно-кочевую знать. Некоторые востоковеды (В. Хинц, Х. Ремер) на основе реформ Аббаса I сделали вывод о том, что в Иране было создано персидское национальное государство.  Однако, хоть и Шах Аббас положил конец междоусобицам и ослабил кызылбашскую знать, кызылбаши не исчезли со сцены и не были полностью маргинализованы или уничтожены, продолжая играть важную роль в Сефевидском государстве с лишь той разницей, что административная система стала сложнее с большим количеством соперников в борьбе за власть , более того, кызылбаши продолжали быть основной военной и политической силой страны. Всё, что касалось управления за пределами шахского дворца, также лежало на их плечах. Эндрю Ньюман указывает, что кызылбаши продолжили играть важную роль и сражаться бок о бок с гулямами (личными рабами шаха христианского происхождения), а также занимать такие важные посты как правитель области. Главными при дворе Шаха Аббаса всё также были кызылбашские старейшины. На всех важных мероприятиях всё также выступали выходцы из тюркских племён. Как сами кызылбаши, так и тюркский (азербайджанский) язык сохранил как и прежде, своё значение как язык двора, армии и судов. К примеру, то, что кызылбаши сохранили власть, подтверждается борьбой за позицию главного визиря в середине XVII века. К концу правления Аббаса I гулямы не составляли даже одну пятую от всех эмиров,  и кызылбашское доминирование продолжалось.

## История

### Образование государства. Правление Исмаила I Сефеви. Продолжение войн с Ак-Коюнлу. Завоевание Ирана.

Шах Исмаил I Сефеви

В 1500 году, после двух важных и решительных побед, над ширваншахом Фаррух Ясаром в битвах при Гюлистане и взятием Баку, после чего Ширван был превращён в вассальное государство, и победы над правителем Ак-Коюнлу Алвенд-Мирзой при Шаруре, шейх Исмаил с кызылбашами, направились в Тебриз, где в 1501 году, он короновался титулом шаха Азербайджана, тем самым положив начало новому государству. Вновь образованное государство включало в себя, земли, собственно исторического Азербайджана, Арран, части исторической Армении, Гилян, а Ширван стал вассальным от Сефевидов государством. Столицей сделали Тебриз, один из крупнейших городов Ближнего Востока. Между тем в новосозданном государстве, во главу угла была поставлена не этническая, а религиозная самоидентификация. Шиизм имамитского толка был провозглашён официальной религией государства. Перед населением завоёванных областей было поставлено условие перехода в шиизм, в то же время бытующая в историографии мнение о поголовном насильственном обращении в шиизм, не соответствует действительности. Шиизм пользовался поддержкой мусульманского населения и был широко распространён в регионе задолго до прихода Сефевидов к власти. Шиитами были правители государства Кара-Коюнлу. В шиизме простой люд видел средство борьбы против феодальной эксплуатации. Успешная агитации сефевидских проповедников, указывающих, что все беды народа связаны с узурпировавшими власть правителями, и орден Сефевие как их противника, способствовали к массовому переходу в шиизм. Преувеличенными являются утверждения, что сунниты подвергались гонениям и притеснениям. Данные явления в большей мере были следствием политической борьбы, а не религиозной нетерпимости. Довольно большое число суннитского населения проживало во многих областях Сефевидского государства, в частности в Ширване.
Несмотря на решительную победу над Ак-Коюнлу, это государство, хоть и сильно урезанное в своих границах и ослабленное, всё же ещё продолжало существовать. В 1502—1503 годах шах Исмаил потребовал от правителя Ак-Коюнлу, Мурада, полной покорности, взамен оставляя ему в правление его уделы. Получив отказ, в 1503 году вблизи Хамадана Сефевиды нанесли новое и окончательное поражение войску Ак-Коюнлу, положив конец существованию этого некогда сильного государства. В борьбе против династии Ак-Коюнлу Сефевиды опирались на кызылбашские племена „Шамлу, Румлу, Устаджлы, Текели, Афшар, Каджар и Зулькадар“. После этой победы под власть Сефевидов перешли Персидский Ирак, Ирак Арабский с Багдадом, и область Фарс.
В течение последующих семи лет, ежегодно совершая военных походы во внутренние области Ирана, под власть Сефевидов перешла большая часть всего Ирана, вместе с Большим Хорасаном. Через год после провозглашения государства, в 1502 году, Исмаил провозгласил себя шахиншахом Ирана. Многим кызылбашским группам были дарованы пастбищные земли, особенно на северо-западе, где не только были традиционно самые предпочитаемые кочевниками пастбища, но и которая была наиболее близкой к самой большой угрозе государству территорией — границе с Османами. Вождям племён раздаривались целые провинции в качестве губернаторства, взамен на обязательство предоставлять шаху войска. Наиболее могущественные племенные вожди занимали посты в центральном правительстве, возле персоны шаха, источнике всей власти и покровительства. При дворе, и всё более и более без прямого отношения к изначальной племенной лояльности и источникам власти, формировались фракции и ковались союзы. Кызылбашские вожди долго оставались могущественной силой в государстве, и шах далеко не всегда был в состоянии контролировать их так, как он желал. Но без них и военной силы в их распоряжении трудно было обойтись. После завоевания Диярбекира в 1508 году Хан Мухаммед Устаджлы, брат которого уже был женат на сестре Исмаила, был назначен его губернатором. После его смерти его брат унаследовал ему в качестве губернатора и хана племени. Другой устаджлы был губернатором только что завоёванного Тебриза. Что до шамлу, то до Тебриза отец Исмаила — Хейдар — женился на сестре Абди бека Шамлу. Абди бек женился на другой дочери Исмаила, и их два сына от этого брака были впоследствии губернаторами Герата и Хорасана. Один сын, Дурмуш хан, в 1503 году стал первым сефевидским губернатором Исфахана, сражался в битве при Чалдыране в 1514 году, подавил восстание со стороны правителя Решта в 1518 году, был назначен опекуном для третьего сына Исмаила — Сама Мирзы, и был послан в Хорасан в качестве губернатора, где он и умер в 1526 году. Его брат Хусейн унаследовал ему как в качестве губернатора Хорасана, так и в качестве опекуна Сама Мирзы — поста, имевшего большое значение, и его дочь позднее вышла за Сама Мирзу. Другой шамлу был назначен губернатором Герата в 1513—1514 годах. Потомки Дурмуш хана оставались губернаторами Герата, что было само по себе ключевой должностью, поскольку он был традиционной столицей Хорасана и обычно резиденцией наследника престола, и в последовавшем столетии.
Посты губернаторов большинства провинций, напрямую контролируемых Домом Сефевидов, занимались кызылбашскими амирами. У каждого губернатора был военный контингент, набираемый главным образом из его собственного оймака. Различные оймаки таким образом расселялись по всему Ирану с каждым новым назначением. Местные кызылбашские армии использовались для поддержания порядка в провинциях и такжe подлежали мобилизации в шахские армии в периоды государственной необходимости. В правление шаха Исмаила I губернаторы полностью зависели от двора и часто сменялись в качестве наказания или награды. Поскольку шах Тахмасп при своём восхождении на трон находился на милости кызылбашей, то вначале не было изменений на постах губернаторов. Наиболее важными кызылбашскими губернаторами (за пределами Хорасана) в 1524 году были вероятно всего, следующие личности: Чуха султан Текели — в Исфахане; Гараджа султан Текели — в Хамадане; Али султан Зульгадар — в Ширазе; Бадынджан султан Румлу — в Ардебиле; Ибрахим хан Мосуллу (Туркман) — в Багдаде; Ахмад султан Суфиоглу Устаджлы — в Кирмане; и или Ахи султан Текели, или Абдулла хан Устаджлы — в Казвине.
Завоевание Хорасана привело к столкновению интересов Сефевидского государства с новыми завоевателями Мавераннахра, узбеками Шейбанидами.
В период правления Исмаила I горчубаши был менее значимой фигурой, чем главнокомандующий армией. Это продолжалось в период кызылбашского господства между 1523—1533 годами; в самом деле, могущество амира аль-умара очень возросло в этот период. Единственной отсылкой к горчубаши в период кызылбашского междуцарствия является упоминание горчубаши Татароглу Текели, который был казнён в 1529 году из-за вражды между ним и Чуха султаном Текели и горчубаши Дура беке Текели, который был убит во время мятежа текели в 1531 году.
В новообразованном государстве вся государственная элита, военная аристократия, состояла из туркоман (тюрков-кызылбашей), также почти исключительно из кызылбашей назначались военачальники, наместники областей и государственные чиновники. Армия также в основе своей состояла исключительно из кызылбашей. Вся руководящая роль в государстве, вплоть до реформ шаха Аббаса, принадлежала кызылбашской знати. Ираноязычный этнический элемент занимал приниженное и почти бесправное положение. Сефевиды установили политический контроль над большей частью Ирана путём назначения кызылбашских племенных вождей в качестве губернаторов в каждый завоёванный ими регион. Благодаря этому кызылбаши заполучили такое влияние над шахами, что когда Аббас I взошёл на трон, они рассматривали его попросту как марионетку.

### Союз с Бабуром. Война с Шейбанидами.

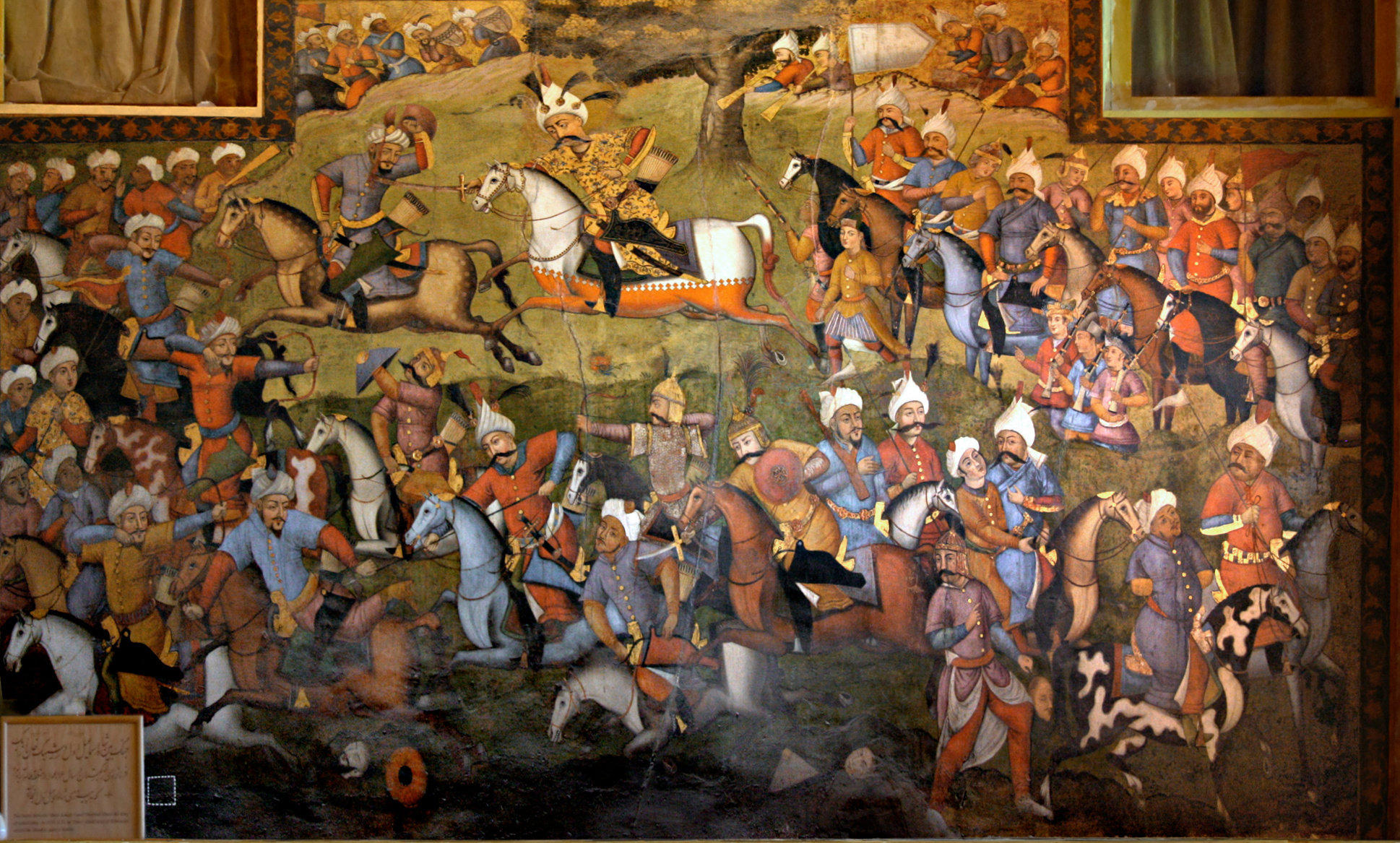
Битва при Мерве, в 1510 году. Миниатюра.

Воспользовавшись междоусобицами в государствах Тимуридов в Мавераннахре и Хорасане, Шейбани-хан вмешался в эту борьбу и пытался создать единое централизованное государство в Средней Азии. Собрав оставшееся ему верным войско, в 1499 году пошёл в поход на юг, в Мавераннахр и завоевал государство Тимуридов, раздроблённое после смерти Тимура. В 1501 году Шейбани-хан окончательно овладел Самаркандом и сделал его столицей своего государства. Бабур, последний тимурид и союзник Сефевидов, был изгнан со своих владений, бежал за помощью к Сефевидам .
Завоевание Хорасана, привело к столкновению интересов Шейбанидов и Сефевидов, самим преследовавших цель покорения Хорасана.
Просьба о помощи со стороны Бабура, ещё более легитимизировала их цели. Конфронтацию также усиливало межрелигиозные распри. Мухаммед Шейбани хан выступал как поборник суннизма, призывая шаха Исмаила не только вернуться в суннизм, но в случае отказа и покарать его. Переписка между правителями не только не способствовало нормализации отношений, но ещё более ухудшило обстановку.
Сефевиды решили действовать незамедлительно. В 1510 году сефевидские войска во главе с шахом Исмаилом выступили в поход. Шейбани-хан до того завоевавший Хорасан распределил свои войска по многочисленным городам и крепостям. Известия о выступлении Сефевидов, привели к массовому бегству шейбанидских наместников с гарнизонами со многих городов. Так на милость шаха Исмаила сдались Астрабад, Мешхед и другие города. Многие узбекские наместники сдались на милость завоевателя и были приняты им на свою службу. Поражение сына Шейбани-хана от казахов, бегства большей части узбекских войско перед наступающими кызылбашами, переход на сторону Сефевидов многих наместников и эмиров, полностью деморализовали силы Шейбани-хана. Ему пришлось спрятаться в крепости Мерва, где он ожидал помощи из Самарканда. Кызылбаши осадили Мерв 2 декабря 1510 года, в ходе осады и состоявшегося сражения 17,000 войско кызылбашей наголову разгромило войска Мухаммеда Шейбани-хана, сам хан пал в битве. Направленное на подмогу осаждённым войско, узнав о разгроме, возвратилось обратно. Сефевидам удалось не только покорить весь Хорасан, но и надолго отбить желание у шейбанидских правителей к завоеванию этих земель.
После изгнания узбеков и завоевания Хорасана, следующей целью было завоевание всего Мавераннахра, но, уже готовясь выступить в поход на Самарканд, шах Исмаил получил известие с просьбой о мире и выражении покорности со стороны правящего дома Шейбанидов и других узбекских эмиров, прося оставить им в правление области по левому берегу Амударьи. Шах Исмаил принял просьбу о мире, но оставив за собой области по левому берегу Амударьи. Узбекские эмиры соседствующие с владениями Сефевидов, приняли власть Сефевидов над собой. Шах Исмаил рассчитывал на изъявление покорности со стороны ханского дома, но переговоры зашли в тупик. Это побудило Исмаила I оказать поддержку тимуриду Бабуру, с целью возврата последнего к власти над Мавераннахром.

### Политика на восточных границах

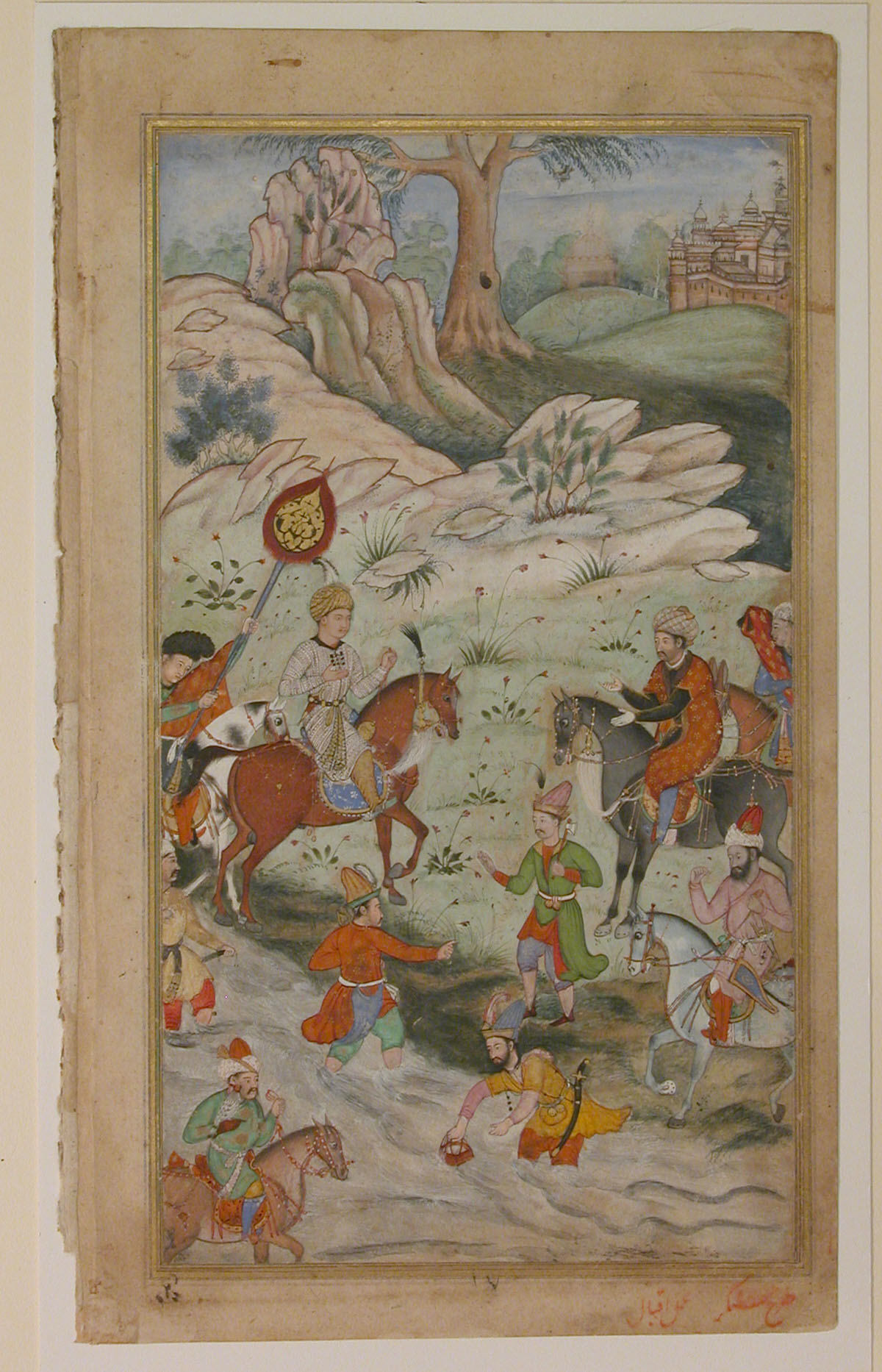
Встреча Бабура с Али Мерзой Сефеви, главой ордена „Сефевие“, братом Исмаила I

Основной целью Сефевидов, на своих восточных границах, было ликвидация узбекской угрозы и распространение власти на Мавераннахр. Бабур, потерявший все свои родовые владения после завоевания Мавераннахра узбеками, укрепился в Кабуле, откуда просил помощи у Сефевидов. После отказа правителя Самарканда признать верховную власть Сефевидов над собой, было решено оказать содействие Бабуру, в отвоёвывании бывших тимуридских владений в Мавераннахре. Но прежде от Бабура потребовали покорности и признания верховной власти Сефевидов. Бабур перешёл в шиизм, и признал сюзеренитет Сефевидов, сделавшись их вассалом.
Бабуру были выделены значительные силы кызылбашей. В ходе последующей военной кампании кызылбашей и Бабура, союзникам удалось практически очистить Мавераннахр от узбеков. Этому также способствовало недовольство населения завоевателями узбеками. Но после взятия Бухары, слишком пренебрежительное отношение к местному населению кызылбашских войск, недовольство людей переходом Бабура в шиизм, признания им верховной власти Сефевидов, чтения на пятничных молитвах хутбы в честь шаха Исмаила, разочаровало местное население в Бабуре, вынудив их обратиться за помощью к своим бывшим врагам. Новое вторжение узбеков, не заставило себя ждать, ответная реакция Бабура, привела к катастрофе при Гиждуване 12 ноября 1512 года, где из-за неумелых действий Бабура во много раз превосходящее узбеков по численности войско Бабура с кызылбашским контингентом было полностью разгромлено. Несмотря на поражение Бабура, Сефевиды не отказались от его поддержки. Следующий крупный поход Сефевидов возглавил сефевидский наместник Наджм Сани, который первоначально нанеся несколько поражений узбекам, после взятия Карши, устроил поголовную резню городского населения, полностью подорвало доверие населения как к Бабуру, так и к Сефевидам. В то же время ухудшились отношения Сефевидов с Османской державой, что привело к столкновению с османами на западных границах. На этом фоне было решено приостановить военные кампании в Мавераннахре, переключившись на противостояние с османами. Воцарение Бабура в Мавераннахре было бесперспективным, столкновение с османами вынуждало переключить все силы на запад, в то же время узбеки не обладали достаточными силами для непосредственной угрозы владениям Сефевидов в Хорасане. На восточных границах воцарилось относительное спокойствие, тем самым Сефевидам удалось обезопасить свои восточные границы.

### Противостояние с Османской империей. Чалдыранская битва

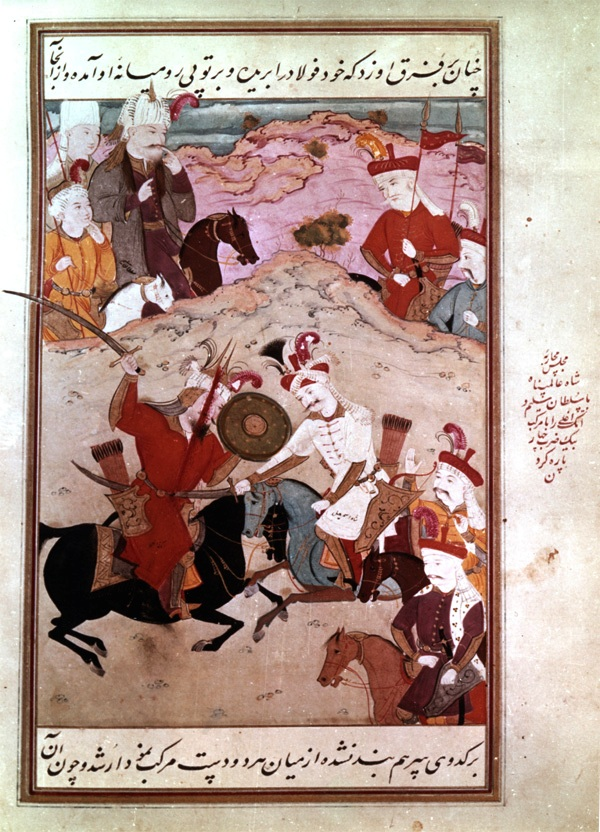
Шах Исмаил убивает в ходе битвы одного из османских командиров

Утверждение шиизма в качестве официальной религии в Сефевидском государстве, несло в себе большую угрозу власти османских султанов.
Султаны Османской империи, претендовавшие на главенство в мусульманском мире, столкнулись по сути с оспариванием их главенствующей роли. Шиитская доктрина отвергала власть суннитских правителей, как наследников Омейядов, главных врагов халифа Али и его потомков, и предполагало право на главенство и правление в мусульманском мире только потомков Али.
Всё вышеуказанное, наряду со стремительным ростом Сефевидской державы, с нескончаемыми и успешными завоеваниями, пропагандой шиизма и освободительных целей борьбы Сефевидов, делали столкновение Османов и Сефевидов неизбежной. В 1511 году произошло восстание шиитов в Малой Азии, на самых границах с Османской империей и в восточных районах Османского государства. Шииты Малой Азии принимали власть Сефевидов, то же самое грозило перекинуться на шиитских подданных османских султанов. Первоначально столкновений удавалось избегать благодаря миролюбивой политике султана Баязида II. Между ним и шахом Исмаилом установились относительно дружественные отношения, кроме того, основной целью Сефевидов было утверждение свой власти в Иране и противостояние с узбеками Шейбанидами в Хорасане, так что до открытых столкновений дело не дошло. Всё изменилось с приходом к власти Селима I, воинствующего султана, поставившего себе цель полного покорения Ближнего Востока. Очередные волнения среди шиитского населения в Малой Азии перекинулись на османские владения. Сефевиды также поддерживали брата Селима I, шехзаде Ахмеда, в борьбе за трон, снаряжая набеги на восточные границы Османской империи. Селим I жёстко подавил выступления шиитов, уничтожив около 40 тыс. малоазийских шиитов, многие бежали под защиту Сефевидов. В 1514 году Селим I объявил войну Сефевидам. Сефевиды старались избежать войны, так как их основные силы были заняты противостоянием с Шейбанидами на восточных границах, но это им не удалось. 23 августа в местности Чалдыран, произошло генеральное сражение между армиями Османов и Сефевидов, закончившееся поражением кызылбашей. Свою роль сыграло более высокое техническое оснащение османских войск, в частности, османы превосходили кызылбашей в артиллерии и огнестрельном оружии. Победа досталась Селиму I большим трудом, хотя после битвы османам и удалось взять Тебриз, но долго продержаться в городе они не смогли и вынуждены были отступить. Несмотря на поражение, кызылбаши продолжали нападать на части османских войск, совершая внезапные набеги. Превосходя османов в манёвренности и быстроте, кызылбашам удалось нанести ощутимый урон тыловым частям турок, а спустя две недели, кызылбаши совершили несколько опустошительных рейдов вглубь османских территорий.
После поражения при Чалдыране Исмаил полагал, что Селим вернётся весной для продолжения кампании. Селим отказался принять предложение мира от Исмаила, арестовав и заключив в тюрьму несколько послов Сефевидов, которые приезжали к его двору в качестве просителей. Исмаил стал искать союзников среди христианских государств, но никто не хотел слышать его призывы: венецианцы сослались на действующее соглашение с османами, португальский вице-король Индии Афонсу ди Албукерки прислал символический подарок из двух маленьких пушек и шести аркебуз, обращения к Венгрии, Испании и папе были отвергнуты.
Несмотря на победу при Чалдыране и последующий захват Тебриза, военная кампания показала тщетность усилий в борьбе с Сефевидами. Хотя мирный договор так и не был подписан, на границах установилось относительное спокойствие, которое было нарушено восстанием малоазийских шиитов под руководством Шах-вели.
В первые месяцы 1520 года шах Исмаил благословил восстание кызылбашей, которых возглавил Шах-вели. Султан мобилизовал армию против возобновившейся опасности, после чего последовало два больших сражения в центральной и северо-центральной Малой Азии. Шах-вели был казнён, его тело было публично расчленено в назидание его сторонникам. После подавления восстания командующему османской армией было приказано провести лето в Малой Азии со своими людьми и быть готовым к новому походу.
В ночь с 21 на 22 сентября 1520 года султан Селим умер, оставив только одного сына — Сулеймана — который взошёл на трон без борьбы. Перед смертью Селим приказал главным духовным лицам страны продлить срок действия фетвы, санкционирующей войну против Исмаила.
После восшествия на престол Сулейман тайно отправил в Тебриз посланников, которым было поручено установить, какую опасность представляют собой Сефевиды. Шах Исмаил утверждал, что все его мысли занимают узбеки, и потому Сулейман отказался от агрессивной политики на востоке и устремился на Запад.
На этом завершился первый этап противостояния между Сефевидами и Османской империей.

### Завоевание Грузии. Подчинение Шеки. Укрепление власти Сефевидов в регионе.
Поражение в битве при Чалдыране не имело далеко идущих последствий для молодого Сефевидского государства, но лишь способствовало усилению устремлений шаха Исмаила по централизации власти. Одной из поставленных целей было максимальное расширение границ государства. Взоры сефевидского правительства прежде оказались направлены в сторону Грузии. Грузия в начале XVI века переживала период феодальной раздроблённости, удачный повод появился, когда самцхийский царь Кваркаваре, до того разбитый имеритийским царём Манучехром, просил помощи у Исмаила.
Первый поход состоялся в 1516 году, под командованием сефевидского полководца Див-султана Румлу. Сефевидские войска с лёгкостью разбили войско имеретинского царя Манучехра, который бежал к османам, прося у них помощи. Трон был возвращён Кваркваре. В следующем 1517 году Манучехр вернулся с предоставленной ему османским султаном, подмогой, под командованием Кызыл Ахмеда-оглу. Див-султан Румлу повторно был направлен против Манучехра и его союзников, и в битве при Двине, разбил союзные войска.
Третий поход вновь возглавил Див-султан Румлу, связано это было с набегом кахетинского царя Левана на Шекинское государство, чей правитель Хасан-бек запросил помощи у шаха Исмаила. Войско сефевидов, перешло реку Алазани и разбило кахетинского царя, затем осадив крепости Зегам и несколько других. Кахетинский царь запросил мира, и прибыв в Нахичевань где находилась зимняя ставка шаха Исмаила, изъявил покорность и согласился на выплату дани, также поступили и другие грузинские цари, Кваркваре, Манучехр и Давут-бек Кахетинский. Тем самым Грузия, с небольшим временными промежутками, связанными с османской оккупацией, вплоть до перехода в состав России, попала под сюзеренитет Сефевидов. Видимо наряду с грузинскими правителями, верховную власть Сефевидов, принял и правитель Шекинского государства, Хасан-бек. В 1524 году кахетинский царь Леван, вновь напал на Шекинские владения, в ответ Сефевиды стали готовить военную кампанию против своенравного вассала, но этому помещала смерть шаха Исмаила.
Шах Исмаил обладал сильным характером и пользовался непререкаемым авторитетом в среде своих последователей, будучи не только светским правителем, шахом, но и духовным наставником, мюршидом всех кызылбашей, что делало его связь с подданными ещё более тесной и крепкой. Но со смертью своего первого правителя, в молодом Сефевидском государстве начали проявляться децентрализаторские явления. Крупная феодальная знать, обязанная всем шаху Исмаилу, не считала себя обязанным перед его наследниками. Вступившему на трон юному десятилетнему Тахмаспу, которого феодальная знать поддержала только из-за его малолетства, тем самым в надежде править самим, в будущем пришлось решить массу задач по удержанию власти и противостоянию феодальной анархии.

### Шах Тахмасп I. Внутреннее положение государства.

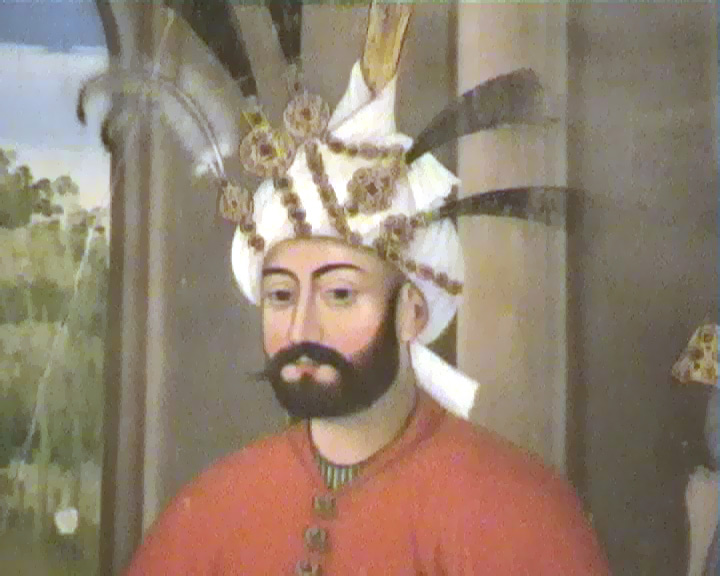
Шах Тахмасп I. Миниатюра из дворца Чехель-Сотун.

Тахмасп I вступил на трон в 1524 году, десятилетним ребёнком. Первую половину своего правления, он по сути не играл никакой роли в общественно-политической жизни государства, являясь лишь инструментом в руках кызылбашской феодальной знати. Начало правления Тахмаспа, совпало с началом феодальной анархии и междоусобиц внутри государства. Кызылбашская знать воспользовавшись малолетством Тахмаспа, стремилось к укреплению своего положения, по сути не считаясь с центральной властью. Уже в 1525 году, разгорелась внутренняя борьба между знатью племён устаджлу и румлу за должность векила (регента) при малолетнем шахе. В 1526 году произошло восстание племени устаджлу. В 1529 году восстал Зульфикар-бек глава племени луров и правитель Кальхура, он овладел Багдадом и всем Ираком Арабским, объявив себя подданным турецкого султана. Восстания и бунты сопровождали всю первую половину правления Тахмаспа.
После 1534 года, когда Тахмасп преуспел в повторном установлении власти шаха в качестве правящего института, политическое и военное значение амира аль-умара снизилось, и политическое и военное значение бывшего подчинённого — горчубаши выросло. Горчубаши Севиндик-бек Афшар был видной персоной с примерно 1538 года до своей смерти в 1562 году. Горчубаши неуклонно расширял свою власть как в политической, так и в военной сфере до тех пор, пока в правление Исмаила II и Мухаммеда Худабенде он не стал наиболее влиятельным должностным лицом в государстве.
В 1535—1538 и 1540—1541 годах подряд происходили восстания различных эмиров в Гиляне, Астрабаде, Хузистане. Все эти восстания Тахмаспу несмотря на юный возраст, удалось подавить, частью подкупом, частью раздачей должностей и привилегий, частью силой. К концу второго десятка лет своего правления, Тахмаспу удалось восстановить порядок в государстве и самому перейти к активным наступательным действиям для упрочнения своей власти и внутреннего положения государства.

### Продолжение войн с Османской империей. Ликвидация Государства Ширваншахов. Бунт Алкас-Мирзы.
Война с Османской империей заняло всю первую половину правления Тахмаспа. Султан Сулейман стремясь расширить границы своей империи и его влияния, а также с целью устранения сефевидской угрозы, после подписания мирного договора с Австрией, в 1533 году направил войска под командованием визиря Ибрагим-паши Паргалы на Тебриз. Сефевидские войска, уклонялись от открытых столкновений, применяя тактику выжженной земли внезапных рейдов на коммуникации османской армии и его тылов. Туркам удалось взять Тебриз в 1534 году, но тяжёлые условия, возникшие вследствие активных действий кызылбашей в тылах турок, вынудили их оставить город, направившись к Багдаду и в том же году взяв его, как и весь Ирак Арабский. В 1538 году турки захватили Ван и его окрестности. В ходе этой кампании сефевидам хотя и удалось вытеснить турок из Азербайджана, но туркам удалось закрепиться в Ираке, где в их руки перешли две святыни шиизма в Наджафе и Кербеле.
Войны с Османской империей официально проходили под оболочкой религиозной борьбы между суннитами и шиитами. В свете этого, османское правительство в ходе военных кампаний стремилось опираться на суннитское население территорий в которых проходили военные действия. Государство Ширваншахов хотя и завоёванное шахом Исмаилом I в 1500 году, не было ликвидировано, получив статус вассального государства, с сохранением местной правящей династии ширваншахов. Сочувствие местного, в основном суннитского населения Ширвана туркам, вынудили Тахмаспа принять меры по упреждению угрозы. В 1538 году сефевидская армия направилась в Ширван, разбив войска последнего ширваншаха, положив конец существования этого государства. Ширван был превращён в эялет, беглярбеком которого был поставлен брат Тахмаспа, Алкас-Мирза.
О причинах бунта Алкас-Мирзы нет достоверных сведений. По одним данным, он попал под влияние местной ширванской знати, стремившийся возродить своё государство, по другим, его личные интересы, стать самостоятельным правителем. В 1547 году Алкас-Мирза взбунтовался, решив отмежеваться от Сефевидов. Назревавшую войну удалось пресечь кызылбашским эмирам, которым удалось примирить братьев. На Алкас-Мирзу была наложена повинность ежегодно выплачивать в шахскую казну тысячи золотых туманов и тысячу кавалеристов к шахскому двору.
Но в том же году, произошло осложнение отношений между племенами афшар и зулькадар, перешедшее в открытое противостояние. Шахскому правительству пришлось направить свои усилия на умиротворение ситуации. Воспользовавшись ситуацией, Алкас-Мирза вновь взбунтовался. Он стал чеканить монеты и читать хутбу в мечетях с поминовением своего имени, это являлось правом самостоятельных государей. Тахмасп направил войска против своего брата в Ширван, в двух битвах кызылбаши разбили войска Алкас-Мирзы, который бежал в Крым, а оттуда в Стамбул ко двору османского султана Сулеймана.
Султан Сулейман, счёл это удобным поводом для начала новой кампании против Сефевидов, поддержав Алкас-Мирзу. В 1548 году, турецкие войска вновь направились против Сефевидов. Туркам не удалось захватить Тебриз, поход продолжился в глубь Ирана, был временно захвачен Исфахан, но оставлен вследствие тяжёлых условий, и успешных действий кызылбашей. Ожидаемая поддержка от Алкас-Мирзы также оказалась напрасной. Выяснилось что Алкас-Мирза не пользуется никакой поддержкой. В последующие годы боевые действия происходили с переменным успехом, вторая кампания Сулеймана вновь оказалась безрезультатной. Кампания цель которого было завоевание всего Сефевидского государства, завершилась лишь взятием небольшой крепости Ван.
Третья кампания Сулеймана была связана с наступлением сефевидских войск на территории Османской империи. Целью Тахмаспа стал возврат недавно потерянных территорий. Кызылбашские войска совершили глубокие рейды в глубь османских территорий. Правителям восточных провинций Османской империи не удавалось в одиночку противостоять сефевидам. В 1554 году Сулейман возглавил войско идущие в поход. Но военная кампания превратилась в череду столкновений и стычек с переменным успехом.
Безрезультативность войны с Сефевидами, тяжёлые условия и большие потери с обеих сторон, в итоге привели обе державы к заключению мирного договора. В 1555 году был подписан мирный договор в Амасье, по которому к Османской империи отошли Ирак Арабский, западная часть Армении (область Вана) и запад Грузии. Сефевиды сохранили за собой восточную часть Армении и Грузии.

### Войны с Бухарским ханством. Отношения с Османской империей.
Войны с Бухарским ханством Шейбанидов продолжились и при Тахмаспе. Несмотря на сильнейшее поражении от шаха Исмаила, узбекские эмиры не оставили планов завоевания Хорасана. Воспользовавшись тяжёлым положением Сефевидского государств на его западных границах, войска узбекских эмиров предпринимали неоднократные попытки вторжения в Хорасан. Несколько раз узбекам удавалось захватить и города, в том числе Герат. В 1528 году, войска сефевидов нанесли сокрушительный разгром войскам Убайдуллы-хана при Турбети Шейх Джаме. Несмотря на победы над узбеками, сефевидское правительство не имело ресурсов для удержания своих побед, кызылбашские войска по завершении боевых действий, отзывались назад, направляясь к западным границам с Османской империей, что давало узбекам возможность совершать набеги. Постоянные стычки продолжались с 1547 по 1567 гг., но узбекам так и не удавалось закрепится в Хорасане.
Отношения с Османской империей, после подписания мирного договора в Амасье, также нормализовались. Силы обеих сторон в значительной степени были истощены, при том что туркам они требовались в Европе, а сефевидам для войны с узбеками, что подталкивало стороны к сохранению приобретённого мира.
В 1559 году, Баязид, сын турецкого султана Сулеймана, в борьбе за трон, взбунтовался против своего отца, пойдя войной на Селима, своего старшего брата и наследного шахзаде (принца). В битве при Конье войска Баязида были разбиты, сам Баязид бежав искал убежища при дворе шаха Тахмаспа. Тахмасп благожелательно принял мятежного шахзаде, решив поддержать Баязида, что вызвало недовольство турецкого султана, требовавшего выдать мятежного шахзаде и грозившим разорвать мирный договор. В этих условиях, Тахмаспу в надежде избежать новой войны, пришлось выдать Баязида посланникам султана. После двух лет переговоров, Тахмаспу удалось выторговать определённые условия, хотя его требования вернуть Багдад были отвергнуты султаном Сулейманом, но оставшимся верным Баязиду войскам было позволено остаться в Сефевидском государстве, и быть включённым в войска шаха, также Тахмаспу отправили денежный подарок в размере 400 тысяч золотых монет.

### Отношения с Великими Моголами. Военная помощь и поддержка Хумаюна.

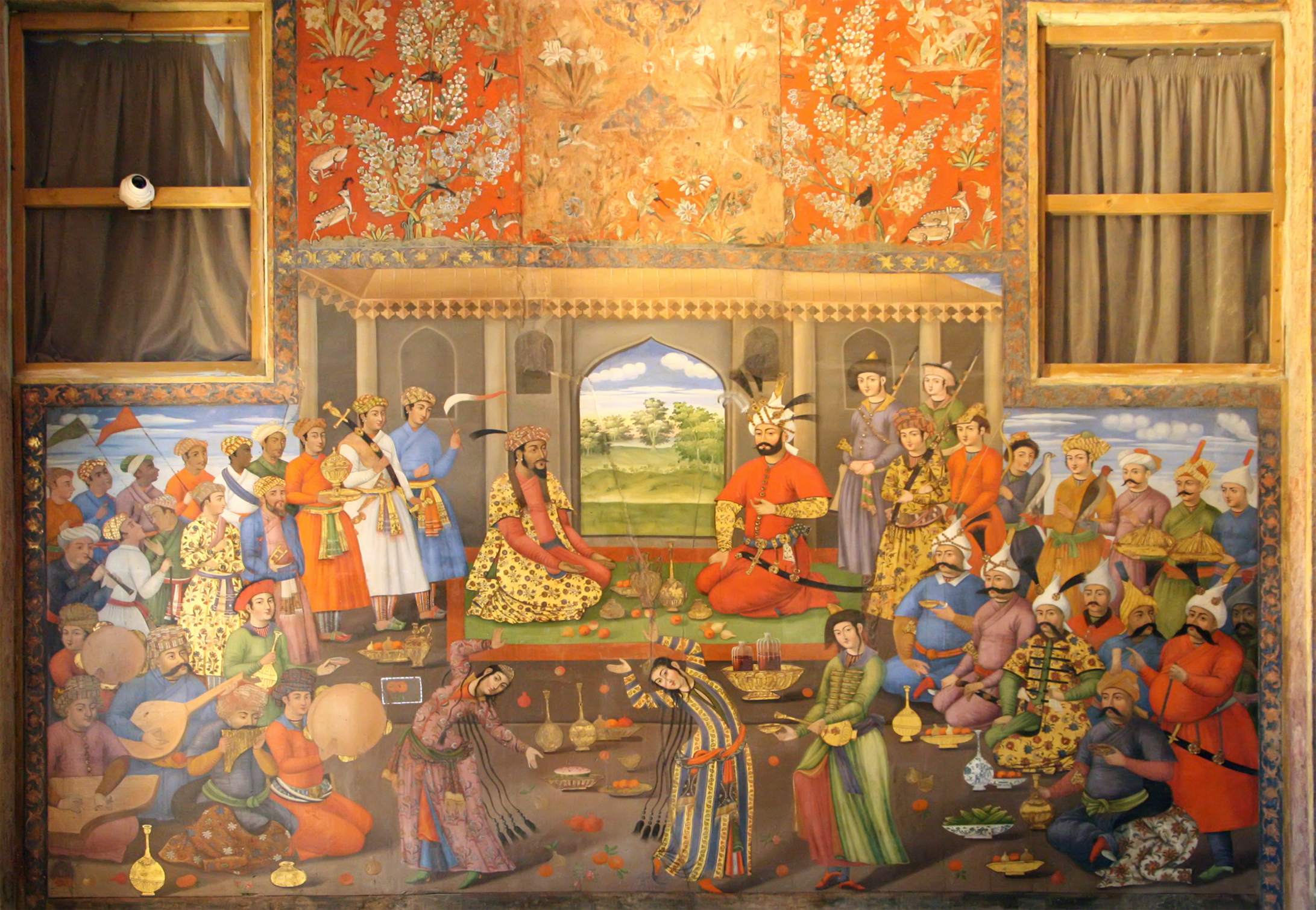
Шах Тахмасп принимает Хумаюна при своём дворе в Исфахане.

Одним из важнейших направлений внешней политики Сефевидов были взаимоотношения с Великим Моголами. Сефевиды были в определённой степени причастны к самому образованию государства Великих Моголов, чей основатель Бабур первоначально пользовался поддержкой шаха Исмаила I и признал себя вассалом Сефевидов. Отвлечённость Сефевидов войной с Османской империей, поражения при Чалдыране, череда междоусобиц и разразившийся политический кризис в Сефевидском государстве, заметно ослабили влияние Сефевидов на Бабура. Завоевав Индию и создав новое государство, Бабур отрёкся от шиизма, перестав признавать себя вассалом Сефевидов. Несмотря на резкое изменение отношений между Бабуром и Сефевидами, отношения между двумя государствами оставались относительно дружелюбными. При Сефевидском дворе помнили о вассальной присяге Бабура, но в силу объективных причины не могли реализовать свои цели по отношению к Великим Моголам. Удобный случай подвернулся, после смерти Бабура в 1530 году. Вступивший на трон сын Бабура, Хумаюн, в результате мятежа его брата Камрана-мирзы, а также битвы с войсками афганского наместника Шер-хана Сура в 1540 году, потерпев поражение, был вынужден бежать к Сефевидам с просьбой о помощи.
Хумаюн был принят при дворе шаха Тахмаспа. Взамен за обещанную военную помощь, Хумаюн передал Сефевидам Кандагар, а также признал себя вассалом Сефевидов.
При помощи сефевидских войск, Хумаюну удалось разгромить своих противников, вернув себе трон. На период правления Хумаюна между двумя державами установились мирные и дружественные отношения, но Кандагар, переданный Хумаюном Сефевидам, стал камнем преткновения в дальнейших отношениях между двумя державами, привёдшей к войнам в 1622-23 гг. и 1649-53 гг.

### Исмаил II. Мухаммед Худабенде. Феодальная анархия.
К старости лет, шах Тахмасп стал допускать к управлению государством своего третьего сына Хайдар-мирзу. К 1571 году, когда Хайдар-мирзе было всего 18 лет, он, по сообщению Аллесандри, он был „заместителем“ шаха. Всего у Тахмаспа было 12 сыновей, но в качестве наследников рассматривались лишь трое старших: Мухаммед-мирза, Исмаил-мирза и Хайдар-мирза. Хотя Мухаммед-мирза и был старшим сыном, из-за тяжёлого заболевания (прогрессирующей слепоты) его шансы занять трон были ничтожны. Вторым и самым главным претендентом на трон, даже несмотря на благосклонность Тахмаспа к Хайдар-мирзе, рассматривали именно Исмаила-мирзу.
Исмаил-мирза был вторым сыном Тахмаспа и Солтаным, дочери Иса-бека Мосуллу Туркмана, эмира кызылбашского племени Туркоман. С юности Исмаил-мирза проявил себя как активный политик и полководец, будучи непримиримым противником Османской империи. С 14 лет он был назначен наместником Ширвана вместо Алкас-мирзы, опального брата шаха Тахмаспа. Чуть позже он возглавил кызылбашские войска в войнах с турками показав яркие полководческие способности, своими рейдами по тылам османской армии нанеся им существенный урон, в 1552 году блестящим манёвром разгромив османские войска под командованием губернатора Эрзурума Искандер-паши. Его молниеносные рейды вглубь османских владений доставили ему славу удачливого полководца. Мирный договор, подписанный в Амасье в 1555 году хотя и удовлетворил самого шаха, но вызвал недовольство среди знати, в том числе и у самого Исмаила-мирзы. До того безоблачные отношения между Тахмаспом и Исмаил-мирзой стали напряжёнными. Тахмапс очень дорожил установленным миром с Османской империей и стремился во что бы то ни стало погасить недовольство части знати этим договором. Знать опиралась на Исмаил-мирзу, по сообщению Искандера Мунши: Исмаил позволил себе многое того что его отец не одобрял. Это вынудило Тахмаспа отдалить Исмаила-мирзу от двора, отправив его в качестве наместника в Герат, взамен его старшего брата Мухаммеда-мирзы. В качестве наставника — „леле“ над ним был поставлен Мухамед-хан Шерифаддин Текели. Исмаил-мирза отстранил своего „леле“ от дел и стал управлять самостоятельно, не ставя в известность даже шаха. В это время он стал разрабатывать план войны против османов, рассылая письма и грамоты кызылбашским эмирам собирать и готовить войска для похода, вопреки воле шаха. Это неповиновение вызывало опасения у Тахмаспа; он был вынужден издать указ об аресте и заключении Исмаил-мирзы, которого поместили под арест в крепости Каахка (совр. Туркменистан). В заключении Исмаил-мирза провёл девятнадцать с половиной лет, выйдя из заключения в сорокатрёхлетнем возрасте, морально надломленным и физически истощённым, что превратило его в жестокого и мстительного человека.
Даже несмотря на разлад между Тахмаспом и Исмаил-мирзой и его последующее длительное заключение в крепости, он пользовался популярность среди части знати и простого населения. Сам Тахмасп также продолжал рассматривать его как потенциального наследника. Предчувствую свою скорую смерть и зная о наличии противников у Исмаила-мирзы, Тахмасп озаботился усилением его охраны и защитой от покушений.
Историки расходятся во мнении, кого хотел видеть своим наследником Тахмасп. С одной стороны, на следующий день после смерти Тахмаспа была обнародована бумага, где Тахмасп завещал трон Хайдар-мирзе (в современной исторической науке данный документ считается подделкой), написанной самим Хайдар-мирзой. Тахмасп, благоволя Хайдар-мирзе, в то же время заботился о безопасности Исмаила-мирзы, что вызвало многие толки по поводу завещания Тахмаспа.
В конечном счёте всё это привело к феодальной смуте после смерти Тахмаспа. Одна часть знати во главе с племенем Устаджлу поддержала Хайдар-мирзу, другая, во главе с Афшарами — Исмаил-мирзу. Хайдар-мирза не сумел разобраться в обстановке, оставаясь во дворце в Казвине, в котором он и его сторонники считали себя в безопасности, в то время как сторонники Исмаила-мирзы действовали более активно. Противостояние вылилось в открытые столкновения, во время одного из которых Хайдар-мирза был убит в Казвине. В пятницу в городской мечети Казвина была прочтена хутба в честь воцарения Исмаила-мирзы. Все эти события происходили без личного участия Исмаила-мирзы, за которым было отправлено войско, чтобы сопроводить его в столицу, уже как шаха. Исмаил-мирза был коронован под именем Исмаила II 22 августа 1576 года.
Правление Исмаила II не было счастливым. Подозрительный и мстительный, по восшествии на престол он стал расправляться не только со всеми своими противниками, но и с недавними сторонниками, которые вызывали хоть какие-то подозрения. Государство и без того находившееся в состоянии внутреннего напряжения, было на грани междоусобной войны. Не все кызылбашские племена были довольны воцарением Исмаила II, в особенности одно из крупнейших кызылбашских племён Устаджлу, лишённое по указу шаха многих привилегий и власти. Уничтожение своих братьев и ближайших родственников, как тех, кто хоть как-то мог претендовать на трон, вызвало бурю возмущения в государстве. Все эти непопулярные среди знати и простого населения меры нового шаха подкрепились его просуннитской политикой. Точные причины симпатии нового шаха к суннизму не известны. Вполне вероятно, они были следствием ставшей миролюбивой по отношению к Османской империи политики нового шаха. Но религиозные реформы Исмаила II осуществлялись крайне радикальными методами. Так, выражавшая хоть какое-то несогласие или сомневающаяся в таких переменах часть духовенства и знати подвергалась гонениям. Всё это не могло пройти бесследно для шаха. 24 ноября 1577 года Исмаил II в пьяном состоянии вышел в город в поисках развлечений и на следующий день был найден мёртвым в доме придворного кондитера. Выдвигались многие причины его смерти, но наиболее вероятной была версия, изложенная Искандером Мунши, по которому вино, поданное шаху, было отравлено по приказу Перихан-ханум, сестры Исмаила II, много сделавшей для его воцарения, но в итоге отстранённой от власти новым шахом.
После смерти Исмаила II государство снова оказалось на грани гражданской войны. Проблемы, появившиеся после смерти Тахмаспа, нерешённые в междуцарствие и при Исмаиле и новые, не были решены, давая о себе знать и грозя перерасти в открытый конфликт внутри страны. Однако конфликт удалось избежать благодаря решительным действия визиря Мирзы Салмана, созвавшим на дворцовую площадь Казвина эмиров всех племён и высших сановники государства для обсуждения сложившегося положения. После долгих переговоров удалось примирить эмиров ранее враждовавших племён. После было решено выбрать нового шаха. Несмотря на многие кандидатуры, выбор пал на единственного оставшегося в живых после преследований Исмаила II, младшего сына Тахмаспа, полуслепого и слабовольного Мухаммеда-мирзу. По причине его неполной дееспособности, регентство было решено отдать его старшей сестре Перихан-ханум.
Кандидатура нового шаха устраивала все стороны, знать получила в свои руки безвольную марионетку без претензий на власть, от его имени правила его властолюбивая сестра Перихан-ханум, которая разделила власть со знатью. Знать, поначалу согласная с Перихан-ханум, со временем старалась обособиться от столь властолюбивой регентши. Государство было поделено на фактически самостоятельные владения с формальной шахской властью.
Под уговорами визиря Мирзы Салмана, высказывавший опасения по поводу усиления Перихан-ханум, новый шах решил переселиться из Шираза, где ранее находился, в столицу Казвин. Перихан-ханум, стремясь не допустить этого, мобилизовала своих сторонников, но уже по приближении свиты шаха, большая часть её сторонников покинули её, перейдя на сторону нового шаха.
Новый шах вошёл на престол 13 февраля 1578 года. Сразу после восшествия на престол, были казнены: Перихан-ханум, её дядя Шамхал-солтан, а также сын Исмаила II, Шахходжа.
С новым шахом, власть оказалась в руках его жены Хейр ан-Ниса-бегим, более известной как Махди Улья. С новым шахом, государство оказалось полностью децентрализованным, эмиры на местах совершенно не считались с центральной властью, крупные денежные вознаграждения и подарки с целью подкупить лояльность знати, а также полная единовременная выплата всех долгов по жалованью армии и чиновникам истощили некогда богатую казну, оставленную в наследство Тахмаспом, что немедленно сказалось на ухудшении экономического положения государства. Децентрализацией власти, воцарившейся феодальной анархией в областях, экономическим кризисом, охватившим государство, воспользовались противники Сефевидов. Один за другим начались бунты и восстания, часто подстрекаемые османским правительством. Так, в 1577 г. восстали курдские племена, проживавшие на османо-сефевидском приграничье, затем был бунт Абубекра в Ширване, в итоге началась новая война с Османской империей в 1578 г. Несмотря на отдельные успехи Сефевидов в новой войне, из-за неспособности шахского правительства управлять и контролировать страну и эмиров, успехи носили локальный характер и не могли изменить общий ход войны. Сефевиды в итоге потеряли контроль над Закавказьем. Это привело к бунту в среде кызылбашской знати, которая в 1587 году отстранила и казнила жену шаха Махди Улью, чуть позже скончался и покинутый всеми шах Мухаммад Худабенде.
Государство на фоне наступления османских войск, захвата ими Закавказья и Азербайджана, вторжением узбеков в Хорасан оказалось полностью разложенным и практически развалившимся. В такой обстановке к власти пришёл младший сын Мухаммеда Худабенде, Аббас-мирза.

### Шах Аббас I Великий. Возрождение державы.

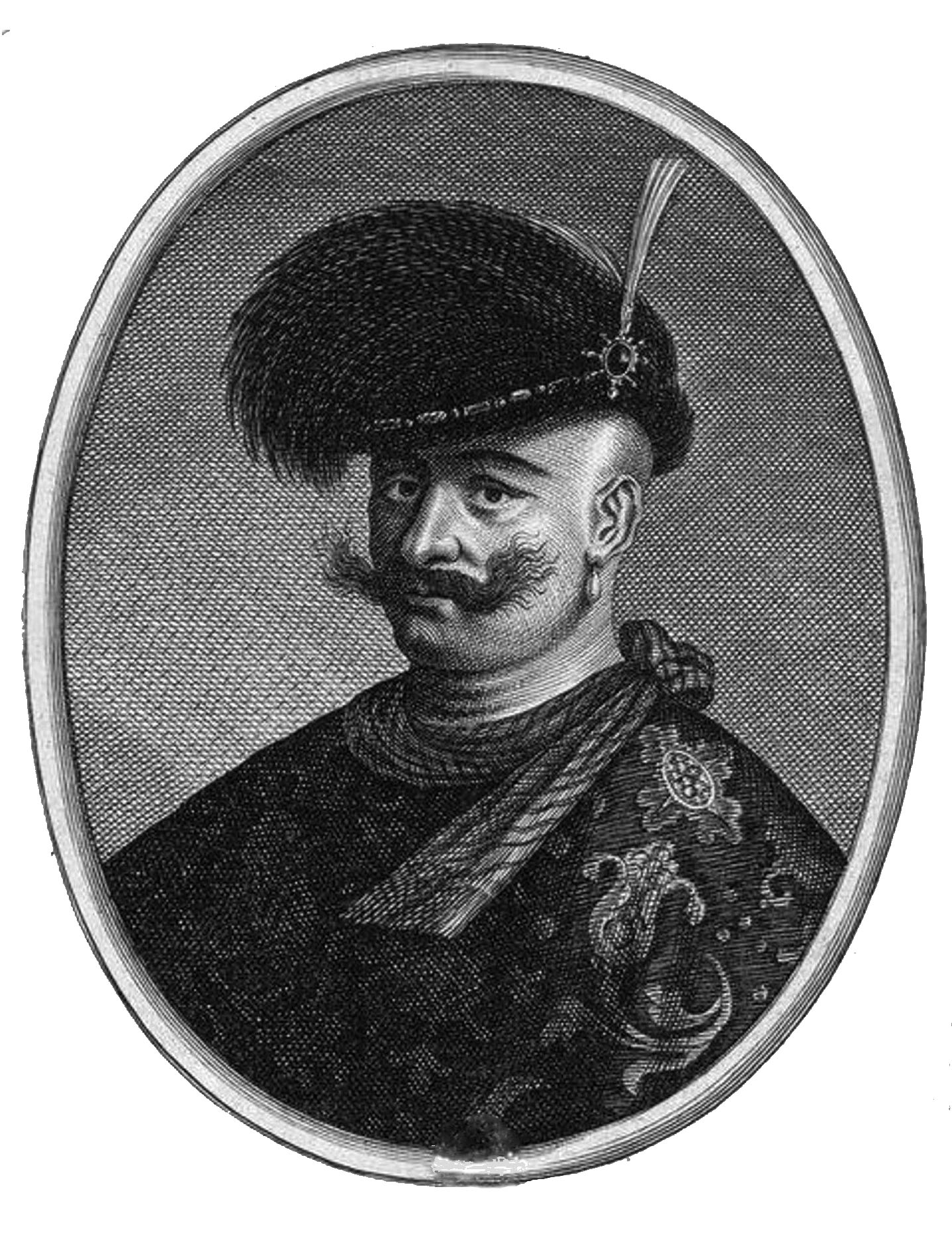
Шах Аббас I Великий. Неизвестный художник. Национальная библиотека Франции.

Аббас-мирза короновался под именем Аббаса I, в 1587 году, получив в наследство государство переживавшее тяжёлый экономический и политический кризис. Азербайджан и Закавказье были захвачены турками, Хорасан узбеками-шейбанидами, само государство было разложено на отдельные, порой независимые де-факто уделы.
Аббас пришёл к власти при поддержке кызылбашских племён Устаджлу и Шамлу. Перед молодым шахом стояли вопросы неотложных преобразований в стране. Аббасу, несмотря на юный возраст (стал шахом в 17 лет) пришлось избавиться от попечительства эмиров племён Устаджлу и Шамлу. Понимая невозможность ведения войн на два фронта, он подписал мирный договор с Османской империей, с тяжёлыми условиями, отдав ей Азербайджан и Закавказье. После, его усилия были направлены на борьбу с разгулом феодальной анархии и укрепления собственной власти. Шах Аббас не ограничился приведением под контроль государствообразующего элемента — кызылбашей. Он также покончил с местными феодальными правителями Гиляна, Мазендарана, Систана, Лара и Луристана и укрепил власть Сефевидов в этих областях. Он даже переселил в некоторые из них тюркское население.

#### Борьба с феодальной анархией.
Верхушка кочевой знати не желала полностью подчиняться шахской власти, что вынудило молодого шаха опереться в деле государственного управления на гражданских чиновников. Большая часть которых состояла из этнических персов. Другие меры были направлены для ослабления влияния кызылбашской знати на дела государства. Шах пытался ослабить свою зависимость от военных дружин кызылбашей, однако последние всё ещё являлись опорой государства — их ослабление значило ослабление государства. Этого Аббас себе позволить не мог, особенно когда часть страны была под оккупацией османов. Аббас решил эту проблему реформированием и созданием новой армии, состоящей из гулямов — грузинских, армянских и черкесских христиан, пленённых во время сефевидских кампаний на Кавказе (небольшое количество грузинских аристократов присоединилось добровольно), обращённых в ислам и обученных службе шахскому дому или администрации. Гулямы по своей организации были схожи с османским корпусом капы-кулы с тем различием, что первые не нанимались на регулярной основе. Гулямы были людьми шаха, а не племени. Тем самым они играли большую роль в спорах шаха с кызылбашами, однако если племенные вожди могли сами экипировать войско, тяжесть содержания гулямов легла на государство. В краткосрочной перспективе создание гулямских отрядов решило дилемму шаха. В долгосрочной перспективе это ослабило государство, так как гулямы не имели боевых качеств кызылбашей.
Аббас преуспел в ослаблении кызылбашского владычества, однако, кызылбаши не исчезли со сцены и не были полностью маргинализованы или уничтожены, продолжая играть важную роль в Сефевидской империи лишь с тем изменением, что административная система стала сложнее с бо́льшим количеством соперников в борьбе за власть. Эндрю Ньюман указывает, что кызылбаши продолжили играть важную роль и сражаться бок о бок с гулямами, а также занимать такие важные посты как правитель областей. Более того, кызылбаши продолжали быть основной политической и военной силой. Согласно Искендер-беку Мунши, во времена Шах Аббаса из 94 эмиров 21 (22 %) были гулямами и 73 (78 %) кызылбашами. Эндрю Ньюман также указывает, что гулямы составляли лишь 1/5 часть эмиров государства ко смерти Аббаса, Владимир Минорский даёт соотношение эмиров-гулямов и эмиров-кызылбашей как 20 к 80.
Ликвидации были подвергнуты лишь части племен текели и зулькадар, чья верность была под сомнением. Как сами кызылбаши, так и тюркский язык сохранил, как и прежде, своё значение как язык двора, армии и судов. К примеру то, что кызылбаши сохранили власть подтверждается борьбой за позицию главного визиря в середине XVII века.
Из кызылбашей же составлялась вновь созданная шахская гвардия — шахсевены (любящие шаха), куда набирались воины из всех кызылбашских племён, лично преданных шаху, которые также составляли личную охрану шаха. Шахсевенские племена расселялись по всему государству, являясь опорой шаха на местах.
Гулямы не стали ни независимой или особенно крупной частью войск или группой командующих, бывших ни самой видной военной силой, ни политической силой. Хоть и они обеспечивали Аббаса командирами и ополчением, военная и, следовательно, политическая власть при Шах Аббасе осталась у традиционных племенных контингентов и межплеменных войск курчи. Искандер-бек Мунши указывает, что гулямы возводились в эмиры только тогда, когда умирал кызылбашский эмир или наместник и ни одно племя не было способно его заменить. Хоть и во времена Аббаса гулямы были наместниками в 8 из 14 областей, главные посты в центре и основные провинции продолжали оставаться в руках кызылбашей. Особенно видными на этих постах и эмирствах были племена зулькадар и шамлу, так последние ко времени смерти Аббаса составляли 7 из 73 кызылбашских эмирств. Также в этот период кызылбашские племенные лидеры занимали такие видные посты как диванбеги и курчибаши. Браки Сефевидов с кызылбашами также подтверждают превосходство негулямских элементов.

#### Реформы
Денежная реформа стабилизировала экономическое положение в государстве, были подписаны торговые договоры со многим странами Европы, в самой стране были созданы торговые фактории Англии, Голландии и Франции, что значительно оживило внешнюю торговлю. Оживились и внешнеполитические связи, дипломатические миссии были направлены ко многим дворам Европы. Столица была перенесена из Казвина, в более безопасный и отдалённый от границ Исфахан.
Административная реформа позволила шаху прямо контролировать наследственных владетелей ульков на местах, беглярбеками назначались те эмиры, что отличились личной лояльностью перед шахом. В целом реформы превратили Сефевидское государство, в относительно абсолютистское и централизованное государство, с неограниченной шахской властью. Но даже несмотря на это, Аббасу не удалось полностью подчинить себе кызылбашских эмиров, они продолжали обладать хоть частично и ограниченной, но властью в своих ульках, и шахскому правительству, в той или иной степени приходилось считаться с этим.

#### Разгром узбеков. Победоносные войны с Османской империей
После смерти шаха Тахмаспа I в 1576 году, Сефевидское государство впало в череду междоусобиц связанных с борьбой за власть различных группировок знати. В промежутке с 1576 по 1587 года сменилось два правителя, от деспотичного Исмаила II до болезненного и безвольного Мухаммеда Худабенде. Воспользовавшись внутренними неурядицами в Сефевидском государстве восстановив к 1578 году, вопреки договору, крепость Карса, турки перешли в наступление и захватили в 1578 году восточную часть Самцхе-Саатабаго, 10 августа разбили сефевидские войска при Чилдыре, вторглись в Восточную Грузию и Чухур-Саад и заняли Ширван. Осенью 1578 года сефевидская армия перешла в наступление, 27 ноября 1578 года османская армия была разгромлена под Шемахой, войско крымских татар в битве при Моллахасане, тем самым Ширван был очищен от османских войск. В руках турок оставался только Дербент, но сказались внутренние конфликты между кызылбашсикими эмирами и правящим домом, в результате чего поход на Дербент был отложен, а государство ввергнуто в пучину междуклановых разборок, что позволило османам вновь перейти в наступление и захватить Ширван. В то же время узбеки начали наступление на Хорасан, заняв почти все крупные города области. Пришедшему к власти Аббасу, требовалось время на реформирование как государства, так и армии, и в этих условиях он согласился на подписание мирного договора по которому Сефевиды уступали Османской империи, Азербайджан, Ширван, Арран, Чухур-Саад, Грузию и Ирак Арабский. Получив столь долгожданный мир, Аббас направил все свои усилия на реформирование армии. До столкновения с Османской империей, первоочередной задачей было укрепление и обеспечение безопасности восточных границ, ликвидации узбекской угрозы восточным границам государства. С новой армией Аббас начал военные действия против узбеков в Хорасане. В апреле 1598 года сефевидская армия вторглась в Хорасан, один за другим захватывая города и крепости, 9 августа 1598 года нанёс сокрушительный разгром в битве при Мешхеде узбекскому войску под командование Дин-Мухаммед-хана, к концу того же года Хорасан был полностью очищен от узбеков. Под власть Сефевидов перешли Мешхед, Герат, Нишапур и другие города Хорасана. В ходе этой кампании Аббасу удалось также полностью подчинить своей власти Гилян и Мазендаран.
В 1602 году новый узбекский хан Баки-Мухаммед-хан, вновь вторгся в Хорасан и поначалу смог захватить Герат, а также часть других городов, что вынудило Аббаса к началу второй кампании против узбеков. Несмотря на то что в битве при Балхе в июне 1602 года сефевидские войска потерпели крупное поражение, но в целом итог этой битвы не сказался на ходе всей кампании. Весь 1603 год сефевидская армия ведя беспрестанно наступательные действия против узбеков, к концу 1603 года полностью очистила Хорасан от узбеков. Обессиленные войной узбекские ханы не решались на продолжение боевых действий, граница была стабилизирована. После победы в военных кампаниях против узбеков, в ходе которых была снята угроза восточным рубежам Сефевидского государства, Аббас стал готовиться к военной кампании против Османской империи.

### Сефи I
Аббас Великий скончался в январе 1629 в Мазендаране и ключевые лица государства, опасаясь возможных проблем в случае задержки в наследовании, быстро признали внука Аббаса, 18-летнего Сефи, новым шахом. В феврале, через несколько недель после смерти Аббаса, Сефи был коронован как Шах Сефи во дворце Али Гапы в Исфахане. Однако правление нового шаха ознаменовалось внутренними и внешними проблемами.
Всего через 6 месяцев после прихода Сефи к власти возобновилась после недолгого перерыва война с Османской империей, привёдшая в к захвату Хамадана (1630), Иривана и разграблению Тебриза (1635). Последний был возвращён в 1638 году, однако в тот же год Сефевиды уступили Кандагар Моголам, а османам Багдад и ряд священных городов. В период правления Сефи I также произошло 11 незначительных узбекских вторжений, разграбление португальцами города Кешм и небольшие восстания арабских племён Багдада и Хорасана вскоре после смерти Аббаса I.
За смертью Шах Аббаса также последовал ряд религиозных восстаний. В Гиляне началось мессианское восстание Гариб-шаха, потомка свергнутой Сефевидами местной шахской династии Каркия. Повстанцам удалось разграбить Решт и Лахиджан, однако вскоре восстание было подавлено, а Гариб-шах и 2000 его сторонников казнены. Некто, объявивший себя братом Гариба, возглавил другое восстание в Мазендаране. В июле 1631 года началось религиозное восстание в Казвине во главе с Дервишом Ризой, провозгласившем себя скрытым имамом. Восстание было быстро подавлено, а его предводитель казнён, однако оно получило значительную поддержку в стране, в том числе видного гуляма и сына одного из наместников.
Кроме того, отсутствие чёткого престолонаследия привело к дворцовым интригам и династическим распрям. В июне 1630 года по приказу Сефи I был казнён возможный претендент на престол, его дядя Имамкули, ослеплённый тремя годами ранее по приказу Аббаса I, а через год были убиты зять Аббаса I Иса-хан Сефеви, его три сына и внук. Та же участь постигла всех возможных претендентов на престол. Визирь Халифа Султан, тоже зять Шах Аббаса, был арестован, а его 4 сына ослеплены. Сыновья других зятьёв предыдущего шаха также были ослеплены. Вскоре оставшиеся соратники предыдущего шаха, в верности которых Сефи I сомневался, были смещены с должностей, некоторые казнены.
Частично образовалась новая политическая элита из тюрок, персов и гулямов во главе с мазендаранским визирем Сары Таги, заменившая политическую элиту времён Шах Аббаса. В августе 1634 года Сары Таги стал главным визирем Сефевидского государства. Он сумел контролировать эту элиту, не дав стране впасть в затяжную гражданскую войну как после смерти Исмаила I и Тахмаспа I.
При Сефи I также произошли финансовые изменения. Сары Таги предпринял ряд мер по сокращению расходов и повышению доходов — были наложены тяжёлые налоги по всему государству, в том числе и на исфаханских армян, занимавшихся торговлей, и проверены источники дохода бывшего наместника Гиляна, Фарс был объявлен шахским владением. Кроме того, Сефи I отменил дорогостоящий проект своего деда по изменению русла реки Карун к Исфахану. Хоть и шах отменил монополию двора на торговлю шёлком, скорее всего, в обмен на большую и необходимую финансовую помощь от армянских торговцев, Сары Таги и его близкие родственники сумели держать производство и торговлю шёлком под контролем. Сары Таги натравливал иностранные торговые компании друг против друга и на армянских торговцев. Однако, в конечном итоге, это вынудило голландцев искать более дешёвый шёлк в Бенгалии и Китае.
Наиболее важным событием правления Сефи I был Зухабский мирный договор, положивший конец османо-сефевидской войне 1623—1639. Согласно договору, Сефевиды признавали потерю Восточного Ирака, в том числе Багдада и святынь, однако сразу же стали очевидными преимущества договора, внёсшие вклад в благосостояние государства в последующие десятилетия — теперь торговый путь через Левант стал более надёжными и доходными. Как только голландцы уменьшали закупку иранского шёлка через Персидский залив, джульфинские армяне начинали посылать больше шёлка через Левант. Растущая роль Индии в качестве торгового партнёра Ирана и наземный маршрут через Кандагар ещё более ослабили роль Персидского залива в торговле.
Покровительство персидской культуре показывает попытку Сефи I сохранить поддержку персов на фоне внешних и внутренних проблем.
Хоть и почти все западные авторы приняли вердикт Шардена, что все преемники Аббаса I были неэффективными правителями, политика фракций Сары Таги и предыдущего визиря Халифа Султана помогла сохранить государство на фоне внутренних и внешних проблем, появившихся после смерти Аббаса. Из двух фракций, фракция Сары Таги оказалась более успешной, получив признание в пределах государства. Экономический рост после Зухабского мира отразился на постепенном возобновлении дворцовой застройки и увеличении покупательной способности непридворных элементов. Это ещё более укрепило позиции Сары Таги, позволив его фракции остаться у власти и после смерти Сефи I в мае 1642.

### Аббас II
Наследником Сефи I стал его девятилетний сын от черкешенки Анны-ханум Мухаммед Мирза, который был коронован в мае 1642 под именем Аббаса II. Фракция Сары Таги продолжала держать власть в своих руках. Наследование от Сефи I к Аббасу II прошло более гладко, чем от Аббаса I к Сефи I.
Исключением был лишь шахский двор, в котором вновь началась борьба за доминирование. В начале 1643 по приказу Сары Таги был казнён за неподчинение его личный враг, военачальник Рустам-бек, который был в Мешхеде с целью освободить от Моголов Кандагар. Брат Рустам-бека диванбейи Али-кули был смещён с должности. Сары Таги попытался заключить союз с другим влиятельным человеком государства, Джани-ханом Шамлу, гурчибаши (начальник шахской гвардии) с 1638, путём брака своего племянника с его дочерью. Однако этот союз провалился. Затем Сары Таги оказался причастен к заговору с целью сменить Аббаса II другим Сефевидом. В 1645 году при поддержке армии, финансовое положение которой ухудшилось после Зухабского мира и попыток Сары Таги увеличить доходы центра, Джани-хан Шамлу и его сторонники из племён шамлу, шайхаванд и устаджлу убили с одобрения молодого шаха Сары Таги. Спустя несколько дней диванбейи из племени Шамлу, два гуляма и несколько эмиров убили Джани-хана. Сторонники Джани-хана и Сары Таги были убиты в последующие дни. К ноябрю 1645 в центре образовалась новая коалиция. Халифа Султан, прадед молодого шаха, зять Аббаса I и бывший главный визирь в 1624—1632 годах, был назначен вновь главным визирем. Хоть и баланс власти между основными элементами государства — кызылбашами, таджиками и гулямами — слабо отличался от баланса при Сефи I, семейные отношения усилили власть. Аббас II получил, наконец, всю полноту власти.

#### Внутренная политика
Правление Аббаса II отметилось справедливостью и стабильностью. В 1655 шах учредил собрание (маджлис), созывающийся два раза в неделю с целью поддерживать общественную справедливость; кроме того в его правление простолюдины всё ещё могли подавать ему прошения. Также правление прошло довольно мирно. Единственными событиями внутри государства были восстание бахтияров в 1644, подавленное Сары Таги, и восстание исфаханского населения против грузинского префекта, Парсадана Горгиджанидзе.
На западных и восточных границах государства было относительно спокойно, но были другие проблемы. При Сары Таги интерес европейских торговых компаний к иранскому шёлку упал. Сефевидский центр, имея по Зухабскому миру торговлю через Левант и зная непостоянность европейских торговцев, стал твёрже в вопросах уступок и привилегий компаниям и повышения их интереса к иранскому рынку. Однако голландцы в 1642 создали схему, по которой шёлк закупался в Леванте, а затем индийскими купцами деньги, полученные от торговли, доставлялись через Иран в Индию к голландцам. Это приносило большую прибыль, чем закупка иранского шёлка, но подрывало сефевидскую экономику в результате оттока денег. Сары Таги в 1644 запретил вывоз денег в Индию, но реальной силы это решение не имело.
Продолжающееся разочарование голландцев в условиях торговли привело к бомбардировке голландцами Бендер-Аббаса и захвата острова Кешм в 1645. Это вынудило Сары Таги пойти на некоторые уступки, тем не менее с 1645 по 1651 голландцы не покупали иранский шёлк, продолжая использовать свою схему. Англичане, которые реже покупали шёлк, с 1642 также прекратили покупку шёлка, используя схему по вывозу денег.
Армянские, еврейские и баньянские купцы были сильно задействованы в вывозе денег, поэтому визирь Халифа Султан через месяц после возвращения к должности начал вынуждать их принять ислам. В том же году, а также в 1648, Халифа Султан провёл девальвацию денег.
Халифа Султан также придерживался политики предшественника по отношению к Голландской Ост-Индской компании, однако затраты на войну с Моголами в 1649 вынудили сефевидский центр изменить своё отношение к торговым требованиям голландцев. Тем не менее в 1652 году из-за англо-голландской войны голландцы решили приостановить торговлю иранским шёлком. Так, несмотря на новый договор 1652 года, голландцы закупали мало иранского шёлка, довольствуясь больше бенгальским.
Визирь Халифа Султан умер в 1654 году, и новым главным визирем стал армянский гулям Мухаммед-бек. Он заключил в 1657 торговый договор с Османской империей, таким образом ещё больше усилилась роль анатолийских торговых путей и армянских торговцев. Однако отток денег и религиозная нестабильность продолжила наносить вред государству. В первую зиму после назначения Мухаммед-бека визирем начались голод и инфляция. Новый визирь сместил грузинского префекта, непопулярность которого привела к демонстрациям, поддерживаемым гильдиями. Под давлением гильдий также был смещён каджарский диванбейи. В 1657 году Аббас II издал указ о запрете вывоза денег и слитков золота из страны.
Мухаммед-бек, хоть и был армянином и бывшим префектом джульфинских армян, начал кампанию против армян и евреев, использовав их в качестве козлов отпущения в вопросе продолжающегося оттока денег и трудностей, от которых прежде всего страдали низшие слои населения. В этом Мухаммед-бек был продолжателем политики Халифы Султана. Армяне изгонялись из Исфахана, а евреи обращались в ислам. Несмотря на предпринятые меры, Голландская Ост-индская компания вывезла рекордную сумму денег.
В 1659 году были уточнены доходы, подлежащие обложению налогом, в том числе доходы торговых компаний. Дополнительные земли были переведены к хассе (землям, принадлежащим короне). Процесс перевода земель, контролируемых полунезависимыми наместниками, в земли, принадлежащим короне начался ещё при Тахмаспе I, сильно усилился при Аббасе I и достиг кульминации при Аббасе II. Визирь Сары Таги считал, что ввиду отсутствия войн надобность в полунезависимых наместниках исчезла. Процесс замедлился при Халифе Султане, так как правительство нуждалось в помощи тюркских племён для взятия Кандагара, и продолжился при Мухаммед-беке.
Продолжающиеся экономические проблемы лишь усиливали влияние „народного“ суфизма среди городских ремесленников и торговцев, чьи средства к существованию были непосредственно подорваны. Сефевидский центр старался вести двойную игру, сохраняя баланс между „народным“ суфизмом и духовенством.
С одной стороны, теперь Аббас II поддерживал более публичный интерес к суфизму, открыто ассоциировавшись с рядом видных деятелей, явно связанных с такой „народной“ идеологией. С другой стороны, шах пригласил к суду нескольких ключевых клириков, доказавших свою лояльность центру в явном стремлении восстановить союз придворного духовенства Аббаса I и поощрить этих священнослужителей, как и сам Аббас I, пропагандировать ортодоксальную идеологию на персидском языке, и тем самым уменьшая религиозный накал. Эти священнослужители, как и при дворе Аббаса I, также поддерживали расширенную роль высшего духовенства в отсутствие Имама. В их число входил Таги Маджлиси, ранее подвергшийся критике за связь с народной религиозной идеологией и почитание Абу Муслима, и Файз Кашани, который отклонил аналогичное приглашение от Сафи в первые годы его правления. Аббас II попросил Кашани возглавить пятничные молитвенные службы города, явно надеясь, что Файз сможет смягчить, если не контролировать, различные группы Исфахана. Однако усилия Кашани ещё более усугубили положение, и он покинул пост. Как и после смерти известного имамитского священника Али Караки в предыдущем веке, пятничная молитва могла быть прекращена.
В 1661, пока религиозное беспокойство царило в столице, если не во всей державе, Мухаммед-бек был смещён с должности главного визиря. Сеид и садр Мухаммед Махди, сын Хабибуллы Караки и потомок Али Караки, был назначен новым главным визирем и находился на этом посту до 1669 года. Новый визирь продолжил стараться остановить отток денег и поддерживал сухопутный торговый путь через Левант. Тем не менее, в 1660-х годах кризис ухудшился. Например, засуха в Азербайджане в 1663 и 1665 привела к банкротству местных торговцев, что усугублялось оттоком денег.
Мухаммед Махди Караки, чей отец, Хабибулла, был известен своей враждебностью к суфизму, оставил политику своих предшественников заигрывать с противоположными религиозными идеологиями. Действительно, обвинения против суфизма усилились после смещения Мухаммед-бека и назначения Мухаммеда Махди.

#### Внешняя политика
Внешняя политика Аббаса II выделялась осторожностью и расчётом. Во время его правления Сефевидский двор поддерживал постоянные дипломатические отношения с Османами, Моголами Индии, Россией, Эфиопией и европейскими торговыми компаниями (Голландская Ост-Индская компания и Английская Ост-Индская компания).
Правление Аббаса II ознаменовалась рядом военных действий, в том числе освобождением
Кандагара, захваченного Великими Моголами в 1639 году. Это было главной военной авантюрой Аббаса II и последней крупной победой Сефевидов. Первая попытка захвата города была сделана вскоре после воцарения шаха, но она оказалась неудачной. Летом 1648 года 40-тысячная (по другим данным 50-тысячная) армия Сефевидов двинулась на восток, взяв город Бост, начала осаду Кандагара в январе 1649 года и после короткой осады захватила город 11 февраля. При захвате города Сефевиды понесли большие потери, так дезертировали 6000 кызылбашей из-за жестокого обращения командующих, плохого жалованья и непривычных условий ведения боя. Наместником Кандагара был назначен грузинский гулям Мехра-хан, а через год, после его смерти, наместником стал другой грузин, Отар-хан, который продолжил укреплять крепость. В 1651 и 1652 годах моголы делали попытку вернуть Кандагар, но отступили, первый раз из-за начала зимы, второй раз из-за вторжения узбеков. В 1653 году сын Джахан-шаха Дара Сокох сделал последнюю попытку захватить Кандагар, также безуспешно. В дальнейшем моголы прекратили попытки взятия города, так как поражение слишком било по имиджу могольского султана, а победа была бы незначительной.
В 1648 году по приказу Аббаса II вассальный правитель Картли Ростом вторгся в Кахетию и разбил царя Теймураза I, положив конец его надеждам объединить Грузию. Чтобы раз и навсегда положить конец сопротивлению в Кахетии, Аббас II возродил идею Аббаса I заселения региона туркоманами. Однако это привело к крупному восстанию в 1659. Хоть и повстанцы помешали заселению Кахетии туркоманами, им не удалось пошатнуть власть Сефевидов в регионе.
В 1651—1653 годах произошёл военный конфликт между Сефевидским государством и Россией на Кавказе из-за начала казацких грабительских походов и обращений грузинского царя Теймураза за помощью к русским. Конфликт завершился разрушением ряда русских крепостей на Карья-Су.
После Зухабского мирного договора граница с Османской империей была спокойна. Был лишь инцидент в Басре, который был улажен дипломатическим путём. Более проблематичным оказалась хорасанская граница на северо-востоке. В 1656 году калмыки разорили Астрабад. Также продолжились узбекские нашествия, многолетняя проблема, которая усилилась в 1649—1650, 1652, 1656 и 1664—1666 годах. Однако ни один из этих походов не представлял существенной угрозы для Сефевидского государства. Аббас II также стремился сохранить лояльность племенной периферии, так он кооптировал дагестанских лезгин, обеспечив их ежегодными денежными выплатами взамен на обещание прекратить набеги. Также были достигнуты договорённости с узбеками, взамен на прекращение угона людей из Ирана.

#### Итог правления
Аббас II умер 25 сентября 1666 года от венерической болезни или чрезмерного пьянства. У него была два сына, Сефи Мирза и Хамза Мирза. Сефи Мирза был коронован под именем Сефи II.
Такие проблемы как не подлежащий контролю отток денег и продолжавшийся и связанный с предыдущей проблемой религиозный раздор не мог затмить положительные стороны 24-летнего правления Аббаса II. Хоть и 4 человека были на посту визиря в этот период, их управление делами показывает преемственность как в политике, так и в составе. Было столько же признаков, если не больше, динамичной, здоровой экономики и культуры, чем их отсутствия. Действительно, самодостаточность двора подтверждается дворцовыми хрониками. Авторы этих текстов начинали своё повествование с самого Сефевидского периода, опуская длинную политическую и религиозную родословную, на которой базировалась легитимность Сефевидов предыдущего века.
Таким образом можно сказать, что на момент смерти Аббаса II государство было таким же процветающим и стабильным как и в 1629 году, когда умер Аббас I, если не больше.

### Сефи II, он же Сулейман I
После смерти Аббаса II юзбаши Сулейман-ага созвал знать и эмиров с целью избрания нового шаха. Выбор был между 20-летним сыном Аббаса Сефи Мирзой и 7-летним братом последнего Хамза Мирзой, и хоть и некоторые выступили за коронацию второго, визирь Сефевидского государства Мухаммед Махди Караки выступил за Сефи Мирзу. Последний был коронован в ноябре 1666 под именем Сефи II. Однако два плохих урожая, землетрясение в Ширване и казацкие набеги Степана Разина убедили всех, что коронация была проведена в неправильное время. В марте 1668 прошла вторая коронация, на этот раз шах короновался под именем Шаха Сулеймана.
Наследование от Аббаса II к Сулейману было самым гладким в сефевидской истории на тот момент. Шах был признан основными элементами государства — кызылбашами, таджиками и гулямами, что показало, что они могут взаимодействовать на пользу сефевидского проекта.
Границы государства остались спокойными. Несмотря на просьбы антиосманских деятелей в Месопотамии, Басре и ряде европейских государств, и даже после сокрушительного поражения осман под Веной в 1683 году, сефевидский центр не предпринял ни единой попытки нарушить Зухабский договор 1639 года. Действительно, договор добросовестно соблюдался до 1720-х годов, торговцы беспрепятственно пересекали границу двух держав, и всё это способствовало уменьшению накала в этот период. На востоке были небольшие вторжения племён, не связанных с узбекским двором, с которым Сефевиды наладили хорошие отношения. Туркмены, начавшие поход на Астрабад, были разбиты сефевидскими войсками в 1676—1677. Хоть и казацкие набеги нанесли серьёзный урон шелководческим регионам, и сефевидские войска, посланные против них, были разбиты, сами казаки вскоре были разгромлены русскими войсками.
Османский султан Мехмед IV отправил посольство во двор шаха Сефи II. Привезённые посольством богатые подарки были рассчитаны на смену настроения Сефевидского двора и они достигли своей цели. Мехмед IV умилостивил Сефевидскую империю и обеспечили продолжение мирных отношений с Сефевидами путём выплаты им денег и смягчением ограничений на поток паломников в Мекку. Османы даже, как представляется, упрашивали Сефевидов о помощи против христианских держав на основании общности религии. На эту просьбу шах Сефи II предположительно отреагировал объявлением о том, чтo Сефевиды не собираются принимать чью-либо сторону и вмешиваться в конфликт. Он ответил схожим образом на османские ходатайства упоминанием о давно утраченном Багдаде, объявив, что
„…когда ему будет возвращён Вавилон, он, возможно, согласится помочь Порте, но что в противном случае, когда закончится война с христианами, его целью будет возвращение этой крепости, которая издревле принадлежала его царству“.
Кризис, бывший во времена Сулеймана, являлся прежде всего внутренним, как и ранее природного, экономического и религиозного характера. Природные катастрофы поражали Сефевидское государство на протяжении всего правления Сулеймана. В Исфахане последствия плохого урожая 1666 и 1667 были усугублены возвращением королевской свиты в город прежде, чем меры по обеспечению были организованы. В результате цены сильно возросли. В 1669 были ещё один плохой урожай и чума. В 1670-х годах наблюдались засуха, суровые зимы, нашествия саранчи, голод и землетрясения. В 1678—1679 около 70 000 человек погибли от голода в Исфахане, а чиновники были забиты камнями разгневанной толпой. В 1681 году Армения и Азербайджан были поражены голодом. Чума разразилась в Гиляне в 1684—1685, распространилась в Ардебиль, где погибло около 80 000 человек, а оттуда — в Хамадан. В 1686-7 чума поразила Азербайджан, Мазандаран, Астарабад и Исфахан. В 1689 году чума убила тысячи человек в Ширазе и нанесла удары от Баку до Басры, Мосула и Багдада. В начале 1690-х годов чума ударила по Северу и Западу, особенно по Баку и Тифлису, Басре и Багдаду, где в 1691 погибало по 1000 человек в день. Юго-восточный Иран также был поражён, и через два года после смерти Сулеймана, в 1696 году, в Фарсе начались засуха и голод.
В 1667 году для борьбы с кризисом шах собственно провёл ряд мер для контроля инфляции в столице. Два года спустя, в 1669 году был смещён визирь Мухаммед Караки. Он был заменён курдом Шейх Али-ханом. Хоть и курдское племя, к которому он принадлежал, было суннитским, оно долго служило Сефевидам, как и сам Шейх Али. Новый главный визирь назначил на ключевые позиции власти членов своей семьи и другие курдские элементы.
Шейх Али предпринял ряд мер, направленных на сокращение издержек и увеличение доходов. Быстро осознав невозможность полностью сократить отток денег, в 1670 году он установил 5%-ный налог на серебро, перевозимое из Исфахана в Персидский залив, а оттуда в Индию. Он также попытался расширить контроль над сахаром, используемым при дворе и простым народом. Визирь также наложил налоги на армянские церкви столицы, а в 1670-е годы, продолжая политику козла отпущения, возобновил усилия по обращению в ислам армян.
В 1672 году, во время особенно холодной зимы и, в результате увеличения цен и сокращения товаров, Сулейман сместил с должности Шейха Али, но повторно назначил его примерно четырнадцать месяцев спустя из-за слухов о возможной войне с османами. Возобновив свои усилия по увеличению доходов царства, визирь перешёл на сдерживание военных расходов и направил сборщиков налогов в провинции, требуя выплаты налогов и наложил штрафы в тех провинциях, где имелась задолженность. Учитывая, что таможенные доходы были выше при Аббасе II, в 1674 году шах провёл меры, которые привели к заметному сокращению случаев мошенничества на таможне. Он также подтвердил политику налогообложения армянских церквей и в 1683 году приказал провести перепись зороастрийцев Кермана для переоценки их налоговой задолженности.
Что касается внешней торговли, Шейх Али попытался навязать голландцам покупку всего шёлка поставляемого в Исфахан с берегов Каспийского моря. После неудачных переговоров в 1684 году голландцы захватили остров Кишм, однако им пришлось его покинуть для новых переговоров. В целом, новый договор был благоприятен голландцам, однако согласно ему голландцы обязывались давать отчёт об импорте и экспорте. Попытки Шейха Али остановить отток денег, проводимый европейскими компаниями, также не увенчался успехом. Мухаммед Тахир, видный персидский деятель и автор „Аббаснамы“, назначенный в 1691 году на должность визиря, вакантную со смерти Шейх Али в 1689 году, продолжил противодействовать оттоку денег, обесценивая деньги и конфисковывая армянский экспорт на голландских кораблях.
При Сулеймане I продолжилась борьба с „народным“ суфизмом, нарастающая популярность которой угрожала государству.
Активно проводилось строительство дворцов, мечетей, школ. Также двор Сулеймана I покровительствовал крупным художникам. У многих художников прослеживалось европейское влияние, было нередким смешивание европейского и персидского стилей. Процветало ковроткачество, также за рубежом большую популярность имела иранская керамика.

### Султан Хусейн
Сулейман I умер от болезни, и менее чем через две недели, в августе 1694, Султан Хусейн, старший из его 7 сыновей, был провозглашён шахом при помощи своей влиятельной тёти и ряда придворных. Воцарение Султан Хусейна, как и его отца, Сулеймана I, прошло гладко, однако уже скоро государство оказалось перед лицом серьёзных проблем.
Голландская Ост-Индская компания к моменту прихода Султан Хусейна к власти не закупала шёлк с 1691 года. И даже несмотря на новый договор в 1702 году, с 1697 по 1710 годы голландцы закупали шёлк лишь в 1703 и 1704 годах. В 1714 году было закуплено заметно больше шёлка, однако это был последний год, когда голландцы покупали иранский шёлк. Сефевидский центр становился всё меньше заинтересованным в торговых договорах с иностранными компаниями. Отток денег, к которому были причастны эти компании, продолжал оставался серьёзной проблемой, ставшей одной из причин повсеместного голода, привёдшего к голодным бунтам в столице в 1706 году. Пользуясь этим, дагестанские племена напали на Грузию, а в 1709 году восстал местный военачальник в Ширване. Иностранные источники сообщали о волнениях в Курдистане, Луристане и Мешхеде, белуджских набегах на Керман около 1713 года, движении узбеков на Мешхед и Моголов и афганцев на Кандагар.
Александр Великий в бытность свою [в Иране] не мог так разорить и чаю, что сия корона, к последнему разорению приходит. - посол России с 1715 по 1718 гг. Артемий Волынский..
Сефевидский центр среагировал быстро. Грузинские войска, отправленные в Исфахан, для подавления беспорядков, справились со своей задачей. Были заменены ряд официальных лиц и чиновников. Восстание гильзаи во главе с Мир Вайсом Хотаки, поднятое в 1704 году, также было подавлено, однако Мир Вайс был прощён. В 1709 году Мир Вайс поднял ещё одно восстание и при помощи племён абдали разбил сефевидское войско. Среди погибших был царь Картли Георгий XI. Однако после этого Мир Вайс больше не создавал проблемы и умер в 1715 году в Кандагаре.
Продолжился религиозный кризис, связанный с различными сектантскими движениями против официального духовного дискурса государства.
В 1715—1716 годах государство потрясли беспорядки в Исфахане ввиду увеличения цен на пшеницу, чума в прикаспийских зонах, производящих шёлк, восстание гилянских крестьян и голодные бунты в Тебризе и Исфахане. В 1718 году произошли набеги арабов, узбеков и белуджов, а туркмены вторглись в Хорасан.
Сефевидским правительством предпринимались меры по увеличению доходов ввиду финансового кризиса. Были наложены налоги на животных, деревья, колодцы, мельницы и т. д., а также дополнительные налоги на случай военной кампании. Продвигалось половничество, а также налаживалась ирригационная система для увеличения производительности шахских и нешахских земель. Различные ремёсла были взяты под надзор различных правительственных структур. Должностные лица должны были каждый год дарить подарки своим начальникам, а также подарки по особым случаям, например, на праздник Новруз. Кочевники могли включать в свои подарки деньги и/или военные силы на пользование государства, иностранные компании также должны были дарить подарки, оказывать услуги должностным лица и платить взносы. Также теперь Сефевидский двор получал пятую частую трофеев в ходе военной кампании и шах наследовал всё имущество тех, кто умер без наследника, и тех, кто становился банкротом.
При Султан Хусейне продолжало процветать искусство, что говорит о покупательной способности общества, несмотря на экономический кризис.

### Падение Сефевидского государства
По мнению американского историка Эндрю Ньюмана, мало что предвещало падение Сефевидского государства.
В 1717 году Оман захватил у Сефевидов Бахрейн и другие острова Персидского залива. В 1719 году началось восстание лезгин и ширванцев. Восставшие курды захватили Хамадан и почти достигли Исфахана. В Хузестане начались волнения среди секты Муша’ша’иййа. Белуджи начали грабительские набеги на Бам и Керман.
Государство было не состоянии справиться со всеми этими проблемами, поэтому сконцентрировалось на подавлении восстания курдов и войне с Оманом. Великий визирь Фатх-Али-хан Дагестани доверил своему племяннику Лютф-Али-хану, наместнику Фарса, вторгнуться в Оман на португальских кораблях, однако этому не было суждено произойти.
Сефевидское правительство не разглядело главную угрозу, что, впрочем, было невозможно, которая шла с Афганистана, откуда и пришёлся роковой удар по государству. В 1717 году сын Мир Вайса Мир Махмуд Хотаки убил своего дядю Мир Абд ул-Азиза, заявившего о своём желании помириться с Султан Хусейном. Вряд ли сефевидский двор вообще знал о возможности заключения договора с Абд ул-Азизом. Также сефевидское правительство не сумело извлечь выгоду из конфликта между абдали и гильзаи. Занятое курдами и оманцами, оно временно признало Мир Махмуда местным правителем. Он был назначен наместником и получил от шаха титул Хусейнгулу-хан.
После разграбления Кермана Мир Махмудом в ноябре 1719 года и ослабления оманской угрозы всё внимание Сефевидов было обращено на восток. Однако с приближением сефевидского войска афганцы отступили. В связи с этим, войско под каджарским командованием направили на слишком независимого правителя Систана, однако оно было разбито.
Фатх-Али-хан Дагестани, Великий визирь с 1715 года, пытался организовать крупную кампанию в Кандагаре, в которой должен был участвовать и сам шах со своим двором. Кампания началась в октябре 1720 года, но двор не двинулся дальше Тегерана. Фатх-Али был не только лезгином и неиранцем, но и суннитом, из-за чего его Кандагарская кампания вызвала противодействие его противников. Сфальсифицировав письмо Фатх-Али курдским вождям, они обвинили его в участии в суннитском заговоре по свержению шаха и захвата власти. Без всякого расследования Султан Хусейн снял Фатх-Али-хана Дагестани с должности и приказал его ослепить и бросить в темницу. Племянник Великого визиря Лютф-Али-хан также был брошен в темницу. О продолжении Кандагарской кампании речи быть и не могло, и двор вернулся в Исфахан в апреле 1721. Поздним летом 1721 с новой силой вспыхнуло восстание лезгин, обозлённых смещением и заточением Фатх-Али-хана Дагестани. Совместно с ширванскими суннитами они захватили столицу Ширвана Шемаху, жестоко отомстив за притеснения суннитов, и перейдя под власть Османской империи.
В октябре 1721 года Мир Махмуд вновь подошёл к Керману, но жёсткое сопротивление вынудило его отойти к Йезду. Йезд ему также покорить не удалось, и в марте 1722 года он со своим войском расположился у селения Гулнабад, в менее чем 30 км от Исфахана. Здесь, 7 марта, его встретила 42-тысячная сефевидская армия. Начавшаяся на следующий день битва при Гулнабаде началась успехом Сефевидов, однако в конечном итоге, ввиду полного отсутствия координации, сефевидское войско было разгромлено. Три дня спустя началась осада столицы Сефевидского государства. После полугодовой осады город пал. Султан Хусейн оказался пленником Мир Махмуда и 23 октября объявил его своим преемником. Через два дня Мир Махмуд был торжественно коронован, что положило конец 220-летней Сефевидской империи и являлось началом недолгого правления афганцев в Иране.

### Восстановление и правление Надира (до 1736)
Сефевидский Тахмасп (с титулом Тахмасп II) искал помощи у русских. К нему в Мазандеран явились на помощь также астрабадские тюрки-каджары, а из Хорасана пришёл с отрядом добровольцев тюрк-афшар Надир (часто называемый „князь-слуга Тахмаспа“, „Тахмасп-кулы-хан“). К 1730 году Надиру удалось изгнать из Персии диких афганцев, грабивших её. В 1732 году он свергнул Тахмаспа и сделал шахом его сына, ребёнка Аббаса III, а после его смерти (1736) сам вступил на трон под именем Надир-шаха (1736—1747).

## Культура в период правления Сефевидов
Архитектура периода XVI—XVII вв. представлена высокохудожественными памятниками. К этому периоду относится мечеть Сефевидов в Ардебиле, а также мавзолей Харун Вилайет и мечеть Месджид-и Али в Исфахане. Исфахан, став столицей при правление шаха Аббаса I, был полностью перепланирован.
Новый период расцвета искусства миниатюры пришёлся на XVI — первую половину XVII в.в. Крупнейшим представителем гератской школы миниатюры, являлся Бехзад. Один из мастеров, сложившейся в XVII веке исфаханской школы живописи, Мухаммад Заман иллюстрировал миниатюрами поэмы Низами и Шах-наме.

## Административно-политическое устройство

### Этно-политические элементы Сефевидского государства (кызылбаши, таджики и гулямы)
Сефевидское государство унаследовало существующее со времён Сельджуков этно-политическое разделение на тюрок (кызылбашей) и таджиков (персов), которые традиционно занимали различные должности. В целом таджики, которых называли людьми пера, в Сефевидском государстве занимали бюрократические посты как при дворе, так и в наместничествах. Таджиками были визири (при этом был ряд кызылбашей и гулямов, также занимавших эту должность), главной задачей которых было финансовое управление, и многочисленный класс чиновников в шахской канцелярии, а также счетоводы, клерки, сборщики налогов и другие чиновники финансовой администрации. Персами и, в некоторых случаях, персианизированными арабами также были большинство членов класса богословов (улемов) — муджтахиды, кади, сейиды, хатибы, и другие функционеры религиозных организаций. Глава учреждения по делам религии, садр, всегда был персом. В противовес таджикам, которые, согласно турецкому историку Фаруку Сумеру, не играли важной политической роли и для которых военная карьера была почти невозможна, кызылбаши, будучи „людьми меча“, являлись военной аристократией государства, занимая господствующее положение как в политических, так и военных делах; как указывает Фарук Сюмер, на них опиралось Сефевидское государство, они были его создателями и защитниками. В ранний период Сефевидского государства кызылбаши являлись наместниками большинства областей и занимали самые важные должности в государстве. Посланники также выбирались из среды тюркских эмиров. Такое положение вещей кызылбаши считали ничем иным, как долгом Сефевидов перед кызылбашами за своё восшествие на престол.
По мнению британского историка Майкла Эксуорти, многие династии, которые правили Большим Ираном между 12 и 20 веками, использовали деление таджик/тюрк и помогли сохранить доминирующую персидскую языковую и культурную самобытность своих государств, хотя сами династии были неперсидского (например, тюркского) происхождения. Отношения между тюркоязычными „турками“ и персоязычными „таджиками“ были симбиотическими, однако между ними существовала некоторая форма соперничества. Поскольку первые представляли „народ меча“, а вторые, „народ пера“, официальные посты высокого уровня, естественно, были зарезервированы для персов (визири, финансисты и т. д.). Действительно, так было на протяжении всей персидской истории, даже до Сефевидов, со времен арабского завоевания. Шах Тахмасп внес изменения в это, когда он и другие сефевидские правители, которые сменили его, стремились стереть ранее определенные границы между двумя языковыми группами, взяв сыновей тюркоязычных офицеров в царский дом для их обучения персидскому языку. Следовательно, они постепенно смогли занять административные должности в районах, которые до сих пор были исключительной территорией этнических персов.
К концу XVI века Сефевидское государство погрузилось во вторую в его истории гражданскую войну между могущественными кызылбашскими племенами — власть Сефевидов была подорвана. Краткосрочным решением этой проблемы были военно-политические реформы Шах Аббаса, обуздавшие власть кызылбашей. Эти реформы ознаменовали превращение гулямов, верных шаху и обращённых в ислам представителей кавказских христианских народов, в отдельный военно-политический элемент, что в свою очередь привело к увеличению возможностей маневрирования шаха между кызылбашами и таджиками и изменению административной системы государства. Так, к концу правления Аббаса гулямы занимали пятую часть высших административных должностей. Также Аббас поднял статус визиря, главного представителя таджикских элементов.
Тем не менее, вопреки некогда распространённому среди иранистов мнению, кызылбаши в результате этих реформ не исчезли из военно-политической жизни Ирана, а, наоборот, продолжили быть основной политической и военной силой государства. Так, согласно Искендер-беку Мунши, во времена Шах Аббаса из 94 эмиров 21 были гулямами и 73 кызылбашами, причём, гулямы возводились в эмиры только тогда, когда умирал кызылбашский эмир и ни одно племя не могло его заменить. Также в этот период кызылбашские племенные лидеры занимали такие видные посты как диванбеги и горчубаши. На последнюю должность, которая в персидских текстах указывается как „наиболее важный пост Высочайшего Дивана“, назначали исключительно кызылбашей.
Браки Сефевидов с кызылбашами также подтверждают превосходство негулямских элементов.

### Правительство и администрация
В Сефевидском государстве изначально была форма теократии без разделения религии и государства. Сефевиды, провозгласив о своём алидском происхождении, объединили в себе религиозную и политическую власть. Согласно сефевидской теории государственности, сефевидский шах был эманацией божества, тенью Бога и представителем Скрытого Имама через якобы своего предка Седьмого Имама. Подобное обоснование власти предполагало беспрекословное подчинение подданных и греховность выступления против сефевидской власти, ввиду чего, из теократии вытекал абсолютистский характер сефевидской власти, но, как указывается в Кембриджаской Истории Ирана, сефевидский абсолютизм имел чёткие границы. Обычно используемым в отношении сефевидских правителей титулом был шах. В официальных же источниках в обязательном порядке писалось султан, хан, бахадур хан. Титул хаган часто встречается не только в летописях, но и в официальных документах. Все эти титулы применялись и в отношении основателя государства — шаха Исмаила I.
Сефевидский шах управлял государством через правительственный аппарат, который был разделён как этнически (на кызылбашей и таджиков, позже ещё и гулямов), так и так называемой „красной нитью“ (понятие ввёл Бартольд), традиционно делящей в исламских государствах администрации на дворцовую (даргах), также называемую коронной (хассе) и канцелярскую (диван), также называемой государственной (мамалик). В раннесефевидский период доминировала канцелярская ветвь (диван) власти, однако, начиная с правления Шах Аббаса I, стала усиливаться ветвь мамалик.
Кембриджская История Ирана выделяет три периода развития сефевидской администрации — первый (раннесефевидский) период с 1501 по 1588 годы, когда между полномочиями различных должностей не было чётких границ, они постоянно менялись и корректировались, полномочия одного должностной лица нередко сталкивались с полномочиями другого; второй период с 1588 по 1629 годы, представляющий правление Шах Аббаса I, при котором произошла полная реорганизация администрации; третий период с 1629 по 1722 годы, во время которой административная система переживала стагнацию, а затем упадок.
Правительственный аппарат Сефевидского государства:
- Векил — являлся фактически заместителем шаха в делах управления государства, руководства административным аппаратом, и в духовных делах.
- Эмир-аль-умара — третье по властным полномочиям должностное лицо в государстве. Глава кызылбашских племён, фактически исполнявшего роль министра по военным делам.
- Шахский курчибаши — командующий кызылбашской племенной кавалерией, считался самым важным военным командующим в государстве[231]. В персидских текстах указывается как „наиболее важный пост Высочайшего Дивана“, что подтверждается рядом непосредственных наблюдателей от Шаха Аббаса до Султан Хусейна. Согласно „Тазкират аль-мюлюк“, описывающей государство и администрацию в конце эпохи Сефевидов, горчубаши „является самым важным из эмиров — опор Великолепного Государства“[230]. Всегда назначался из числа кызылбашей[231].
- Визирь — глава гражданской бюрократии, ведал большим количеством визирей низших рангов, секретарей и других чиновников, каждый из которых ведал отделением департамента визиря — шахского секретариата. Различные отделения следили за распределением доходов, пенсий, грантов; жалованием солдатам, различными военными записями, архивами. Ведение финансовыми делами также входило в полномочия визиря, но в действительности управлением финансовыми делами занимался мустауфи аль-мамалик, контролёр финансовых дел государства. С расширением коронной ветви администрации, также появилась должность мустауфи-и хассе, ведающий финансовыми делами хассе (короны)[238].
- Назир-и буютат — заведующий шахским дворцом. Шахские покои и гарем, так называемый внутренний дворец, не находились в ведении назир-и буютата и обслуживались чиновниками и служащими, которые именовались мугарраб аль-хаган. Мугарраби аль-хаган были преимущественно евнухи, однако ряд должностей занимался не евнухами — шахский астролог, шахский врач, хранители печати и т. д. Служащие, ведавшие входом внутреннего дворца, именовались мугарраб аль-хазрат. Среди них были привратники, церемониймейстеры и т. д[239]. Во время третьего периода сефевидской административной системы, диванбеги считался одним из высокопоставленных чиновников и входил в диван[240].
- Садр — глава духовного ведомства.

При шахе и вышеупомянутых должностных лицах также состояли:
- Эшикагасыбаши — церемониймейстер двора.
- Мухрдар — хранитель печати.
- Миршикарбаши — глава шахских охотников.
- Халифат аль-хулафа — управляющий делами ордена Сефевие.
- Мунши аль-мамалик — государственный секретарь.
- Муаййер аль-мамалик — глава монетного двора.
- Мухтасиб аль-мамалик — глава по торговле и ценовой политике.
- Лешгерневис — заведующий войсковой канцелярией.

При шахе также состояли ясавулы — следящие за порядком и дисциплиной в шахском дворе и в присутствии шаха.
В общем государственная административная система Сефевидского государства продолжала традицию Государства Ак-Коюнлу. Сефевидские шахи также вели кочевой образ жизни вместе со своим лагерем.

### Административно-территориальное деление

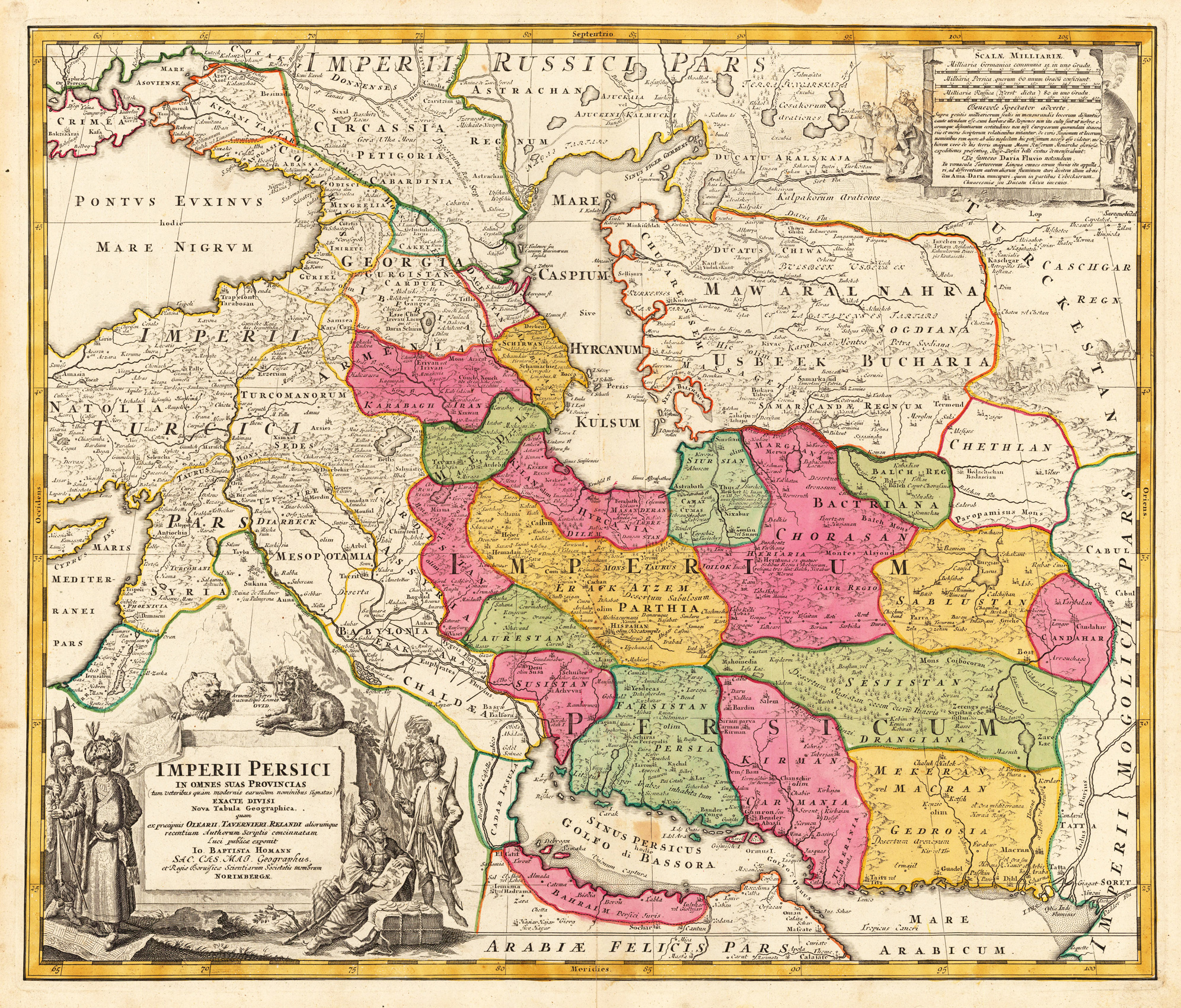
Области Сефевидского государства на 1700 год.

Сефевидское государство в административно-территориальном плане делилось на эялеты (области). В разные периоды количество эялетов в зависимости от политической ситуации могло меняться. Так, изначально в числе эялетов значились Ирак Арабский вместе с Багдадом, а также область Карса и Диярбекира, утраченные в ходе османо-сефевидской войны и вновь отвоёванные при Аббасе, — эти территории впоследствии были включены в состав других эялетов. Эялеты были образованы на основе наследственных ульков, дарованных кызылбашским племенам. К концу 16 — началу 17 века государство было разделено на 13 эялетов, во главе которых стояли назначаемые шахом наместники — беглербеги. Часто сами эялеты назывались беглербегствами: Ширван, Карабах, Чухур-Саад, Тебриз (Азербайджан), Казвин, Каламрови Али-Шакар (Хамадан), Кух Гилуйа (Фарс), Керман, Астрабад, Мешхед Мукаддаси Муалла, Герат, Мерви Шахиджахан и Кандагар. Во главе каждой из областей были поставлены эмиры с титулом хана из соответствующего кызылбашского племени.
Должность беглербега со временем стала наследственной. Несмотрия на попытки шаха Аббаса I урезать полномочия и привилегии беглербегов, удалось это лишь отчасти, фактически беглербеги сумели сохранить наследственную власть над областью и высокую степень автономности от центрального правительства. Так, к примеру, в Ширванский эялет, который, как и Чухур-Саад, был ульком племени устаджлы, назначались беглербеги из числа эмиров этого племени, Карабахом управляли представители Зиядоглу каджар — ветви племени каджар, эялет Азербайджан — племён туркоман и текели, Керман — афшаров, Фарс — племени зулькадаров, Хамадан — текели, Герат — шамлу. В некоторых эялетах, которые были поделены на ульки между двумя племенами (как в случае с эялетом Азербайджан) должности во внутриобластной иерархии были поделены между представителями племён. Во внутренней политике беглербеги были практически независимы, выплачивая в шахскую казну положенные налоги и иные подати, практически безраздельно властвовали над подчинёнными им эмирами.
Эялеты (беглербегства) были по сути военно-административными единицами, беглербеги отвечали за оборону и общую безопасность области, имея личные регулярные и иррегулярные дружины, являясь командующими всеми войсками, расположенными в пределах своих областей, отвечали за набор войска, его подготовку, были обязаны по приказу шаха выставлять определённое количество войск. Сами эялеты делились на вилайеты, в состав которых входили кадилики (qəza) (во главе с кади), кадилики делились на магалы во главе с наибами или меликами, магалы также делились на нахийе, во главе которых стояли мелкие беки. В состав каждого нахийе включались кенды (деревня с округой) во главе с кендхудой, и оба (фундаментальные кочевья) во главе с юзбаши (сотник).
В составе каждого эялета также имелись племенные оймаки, дарованные тем или иным кызылбашским племенам или отдельным родам, во главе которых стояли оймакбеки — калантары.
Помимо собственных административных районов, в состав Сефевидского государства входили вассальные государственные и полугосударственные образования, напрямую подчинённые шаху.

### Судебная система
Юстиция Сефевидского государства была довольно запутанной. В раннесефевидский период судебная система контролировалась уполномоченным по религиозным делам садром. Однако контроль над судебной системой наряду с садром других религиозных деятелей, как то шейх-уль-ислама и кади аль-кудата, приводил к проблеме разграничения полномочий. В определённый период была создана должность диванбеги для управления судебными делами. Хоть и судами по тяжким преступлениям продолжал выступать садр, диванбеги имел высшие полномочия в системе юстиции. Также суд диванбеги был высшим апелляционным судом. Во время третьего периода сефевидской административной системы, диванбеги считался одним из высокопоставленных чиновников и входил в диван.

## Население
Каких-либо точных данных о населении Сефевидского государства нет. Ряд современных историков, среди которых был Владимир Минорский, оценивали население в Сефевидском государстве в 5—10 млн человек, ряд других же считал оценку даже в 5 млн человек сильно завышенной. Исламовед Стивен Фредерик Дейл оценивает население Сефевидского государства на пике могущества при Шах Аббасе, захватившего Ирак, в 7—8 миллионов человек и в 5—6 миллионов человек после потери Ирака. Население делилось по религиозному и этническому признаку, по классу и по образу жизни.
Религиозный состав населения был практически гомогенным — большая часть населения исповедовала ту или иную форму ислама; изначально преобладали неортодоксальные формы ислама и народные верования, который со временем уступил государственной религии — иснаашаритской ветви шиизма. Как указывает западный иранист Руди Мэти, уже к XVII веку большая часть городского населения Сефевидского государства была представлена шиитами-двунадесятниками. Как указывает Дэвид Морган, то, что Надир-шаху, правившему в 1736—1747 годах, не удалось обратить население Ирана в суннизм, показывает, что уже к концу существования Сефевидского государство, население Ирана было уже бесповоротно шиитским. При этом, полный переход населения к шиизму так и не произошёл, и в Иране до сих пор сохраняются суннитские группы. Религиозные меньшинства были представлены евреями, зороастрийцами, индуистами и христианами (среди которых были армяне, грузины, ассирийцы, халдеи, католики).
Этнический состав населения Сефевидского государства, хоть и был более разнообразным, чем религиозный состав, был представлен в основном тюркским элементом, именуемым в источниках сефевидской эпохи „кызылбаш“ или „тюрк“ (множественная форма — „этрак“), и персидским элементом, именуемым '„таджик“' (множественная форма — '„таджикан“' или же „таджикиййе“). Последние также получили от тюрков наименование „тат“, означающее „не тюрк“ или „не говорящий по-тюркски“. Кызылбаши являлись господствующим элементом и, как указывает М. Б. Диксон, в целом после завоевания шаха Исмаилом население Ирана стало делиться на два замкнутых класса: на кызылбашей и „всех остальных“. Наряду с тюркским и персидским населением были также арабское, белуджское, курдское, лурское, афганское, армянское, грузинское, черкесское, лезгинское меньшинства. Итальянский путешественник Пьетро делла Валле, посетивший Сефевидскую империю в период правления шах Аббаса I писал, что единственной знатью в государстве была туркоманская военная элита, монополизировавшая все посты провинциальных губернаторов и большинство важных должностей со дня установления правления Сефевидов в начале XVI века. Он также описывал, что персы жили под невыносимым порабощением туркоманов. В фундаментальной работе по Сефевидскому государству „Сефевидский мир“ перечисляются языки населения государства по географическому признаку. Так, в Кавказском регионе разговаривали на азербайджанском, армянском, грузинском и различных кавказских языках; в Азербайджане на азербайджанском, персидском, армянском, сирийском, в то время как на курдском (Курдистан), лурском (Лурестан), арабском (Арабистан) говорили в западной и юго-западной части государства. В Каспийских провинциях использовались талышский, гилянский, мазендаранский и туркменский, на юго-востоке белуджский, в Кандагаре пуштунский, а также различные иранские диалекты в остальном Иране. Азербайджанский язык постепенно распространялся за пределы своих границ на 1500 год из-за переселения туркоманских племен в различные части Ирана, кроме того, ввиду того, что азербайджанский был языком двора, каждый с политическими амбициями должен был его знать.
По образу жизни население Сефевидского государство делилось на кочевое и оседлое, причём положение кочевых племён было лучше, нежели положение оседлых крестьян-земледельцев, что было обусловлено рядом причин. Кочевая знать составляла значительную частью элиты и получала большую часть своих доходов в изымании ренты с пожалованных им ра’ийятов-земледельцев, к тому же, кочевники составляли основу военной силы государства, и большая налоговая ставка на них могла понизить их эффективность. Среди самих кочевников особыми привилегиями пользовались кызылбашские группы, освобождённые от податей в диван и имевшие лучшие пастбища: в Эриванской области — каджары-ахчалу, устаджлу, баят; в Нахичеванском крае — устаджлу-кенгерли; в Азербайджанской области — туркоман, шамлу, карадаглу; в Урмийском крае — афшары (с начала XVII в.); в Карабахской области — каджары-зиядлу и других аймаков, зулькадар-шамсаддинлу (шамшадиль), казахлу; в Ширванской области — румлу, алпаут, баят и др. И. П. Петрушевский указывает, что бесправное положение оседлого населения замедляло переход кочевых племён к оседлому образу жизни, и лишь усиление социального расслоения могло побудить беднейшие слои кочевых племён перейти к оседлому образу жизни за неимением пастбищ. В течение XVII и XVIII вв. некоторые племена превратились частично в полукочевников, занимаясь земледелием и в то же время, откочёвывая летом со стадами летом на высокогорные яйлаги. Такой образ жизни, например, вело азербайджанское племя кенгерли, ветвь кызылбашского племени устаджлу, в Нахчеванском крае.

## Экономика

### Монетная система
Монетная система Сефевидов состояла из
1. счетных единиц (динар и туман, 1 туман = 10 000 динаров; все денежные суммы описывались только в динарах и туманах),
2. линейки отчеканенных монетных номиналов (в разное время это были шахи, мухаммади, аббаси и др.),
3. монетного стандарта (нормативное содержания серебра в тумане и меди в тумане)[249].

Обычно сефевидские шахи от своего имени чеканили только серебряную и золотую монету, которая обращалась по всему государству. Серебряные монеты были наиболее распространенными деньгами, в то время как золотые чеканились преимущественно в церемониальных целях. Выпуск медной монеты (фулусов) был отдан местным правителям, а сами фулусы обращались только в области своего выпуска. Однако с 1560-х и до 1629 г. шахи выпускали также и медную монету, сосредоточив в своих руках всю монетарную эмиссию (монетный триметаллизм).
Число монетных дворов (перс.-тюр. заррабхане) в Сефевидском государстве доходило до 130, однако одновеременно работало от 15 до 50-60. Наиболее продуктивными были столичные дворы Тебриз и Исфахан, несколько уступали им в активности монетные дворы Гянджа, Нахичевань, Ереван, Шемаха, Тифлис, Загем, Ардебиль, Решт, Ховейзе. Центральные монетные дворы представляли собой довольно сложное производство, с большим числом цехов и рабочих, подробно описанных в позднесефевидском руководстве 1730-х гг. „Тазкират ал-мулук“.
До конца XVII в. в Сефевидском государстве отсутствовала централизованная монетная чеканка. Монеты разного веса и дизайна чеканились в отдельных монетарных зонах — западной зоне, восточной зоне, в Мазендаране, в Хузестане и т. д. Только в правление шаха Сулеймана I произошло окончательное объединение монетных зон.
В начале правления Сефевидов, при Тахмаспе I, основным номиналом стал введенный при нём cеребряный шахи, приравненный 50 счетным динарам и весивший 9,36 г серебра. На протяжении XVI в. вес основной единицы снизился почти вчетверо, так что в 1596 году при Аббасе I была введена новая основная монета — аббаси, равная уже 200 счетным динарам, но весившая практически столько же, сколько шахи Тахмаспа I — 9,22 г серебра. Реформа 1596 г. была успешной и сопровождалась изъятием из оборота более ранних серебряных монет. Вообще, в течение почти 350 лет правления Сефевидов нормативное содержание серебра в тумане уменьшилось в восемь раз.

Монеты, отчеканенные от имени правителей Сефевидского государства в Музее истории Азербайджана (Баку)
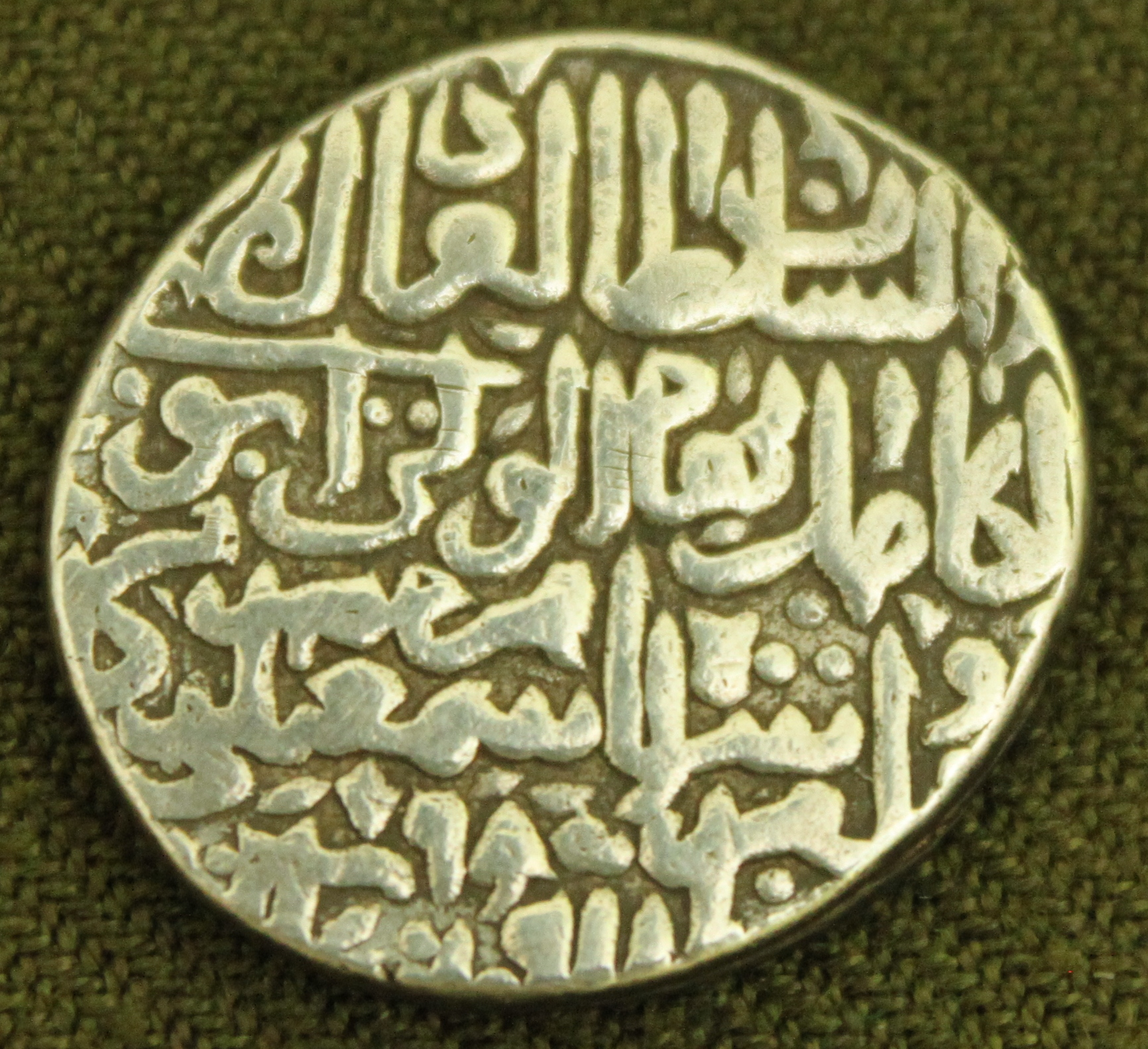
Шах Исмаил I, серебряный шахи, 1504 год
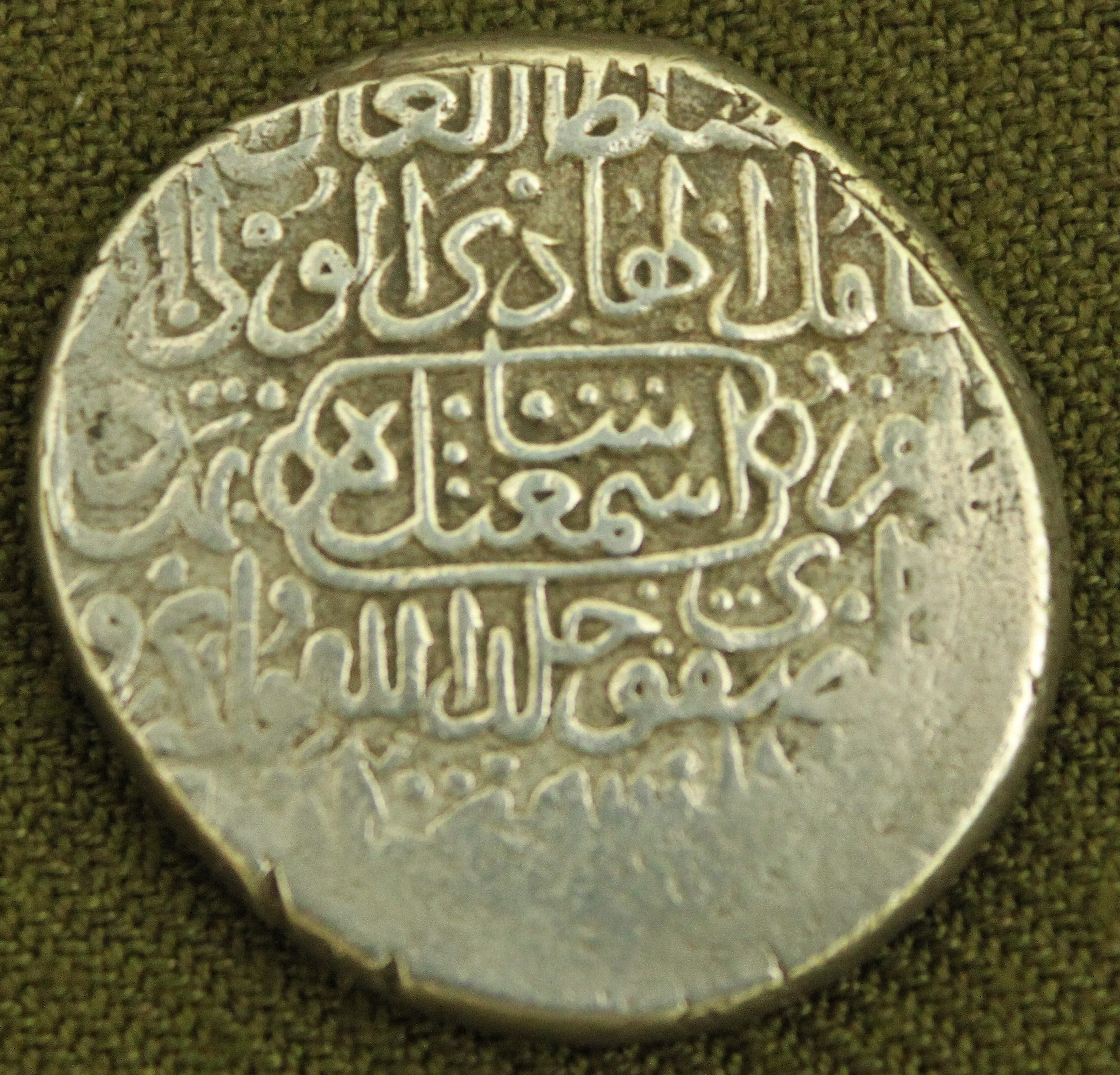
Шах Исмаил I, серебряный шахи, 1506 год
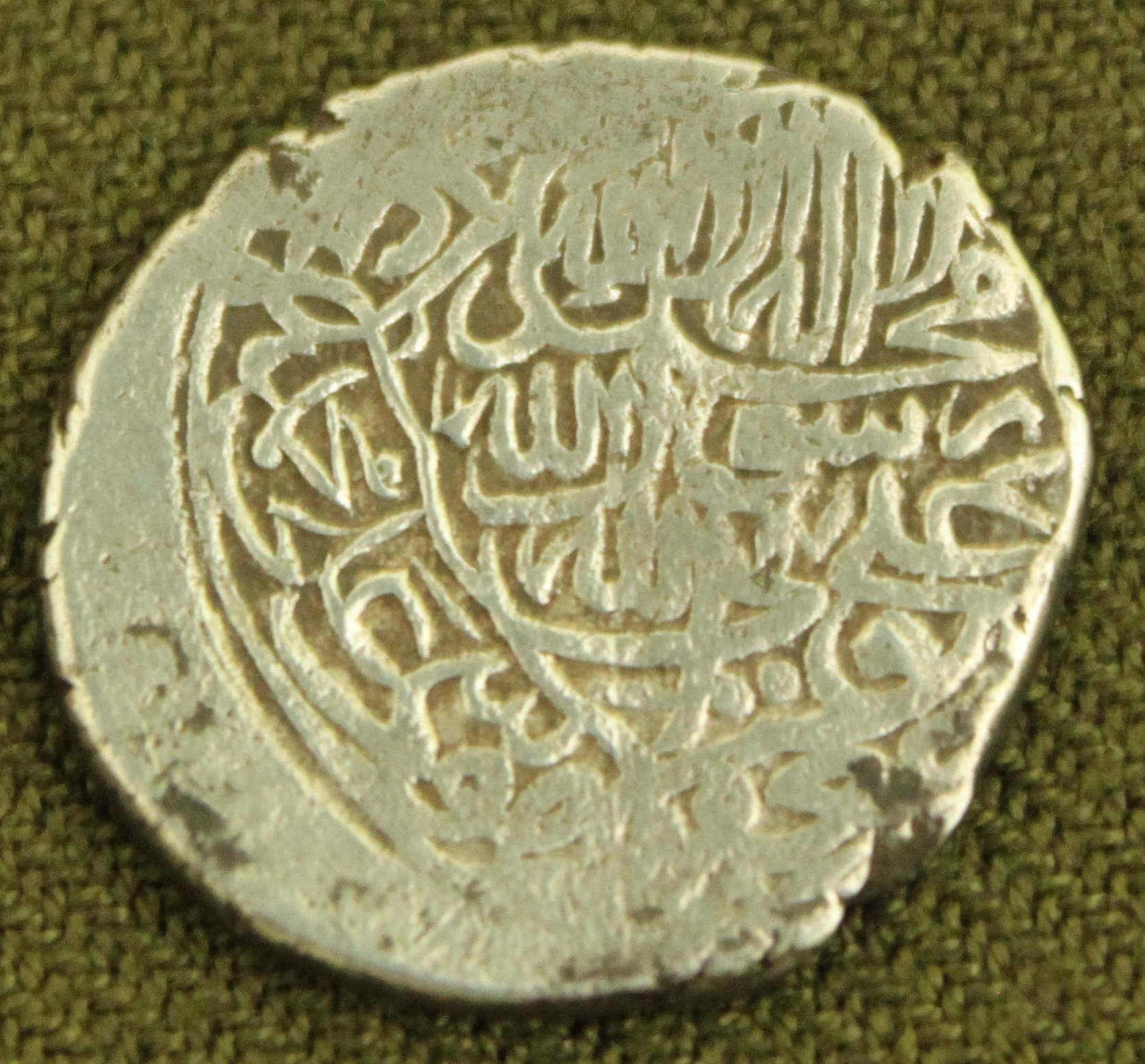
Шах Тахмасп I, серебряный шахи, 1567 год
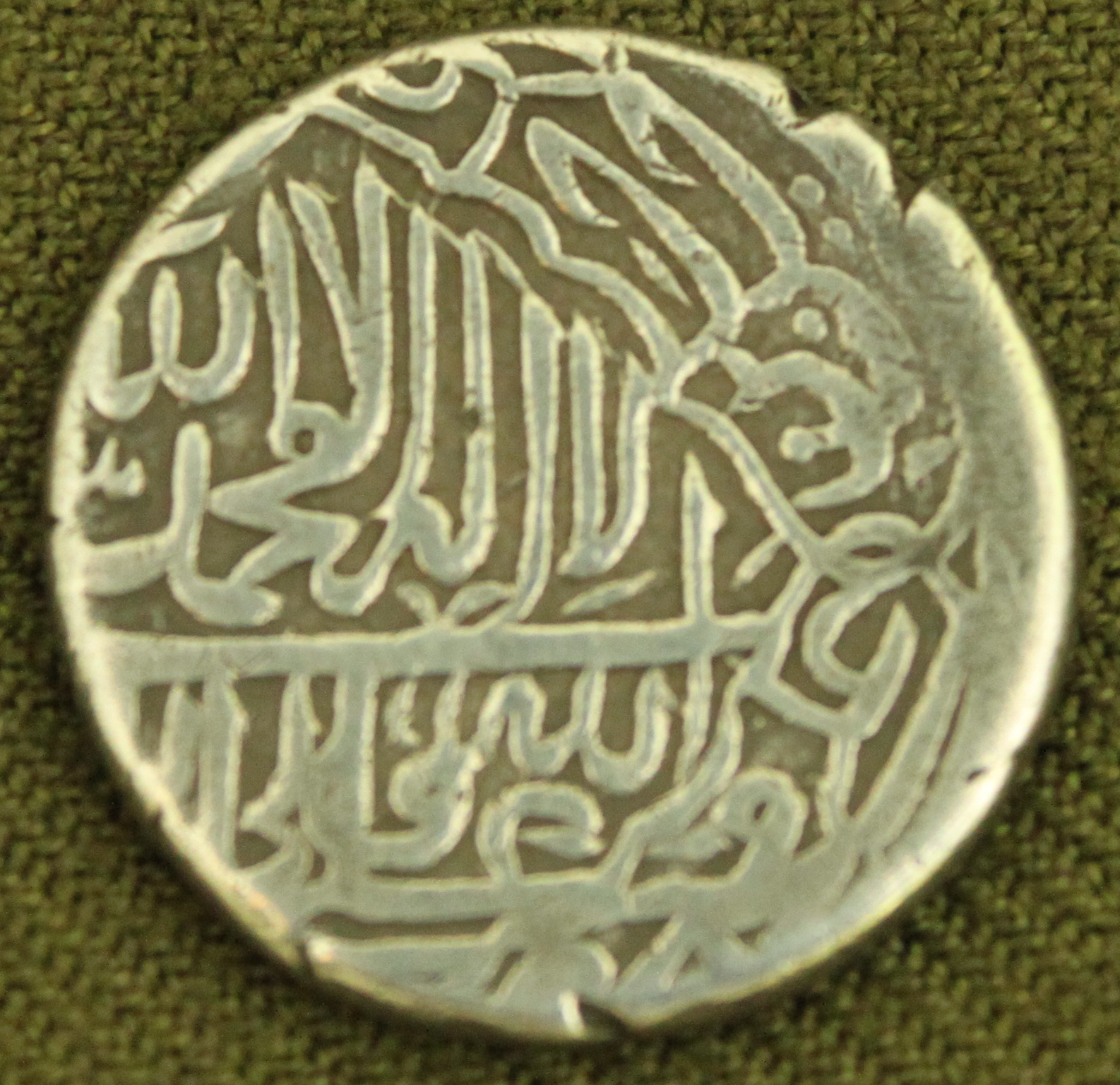
Шах Аббас I, серебряная монета, 1587 год
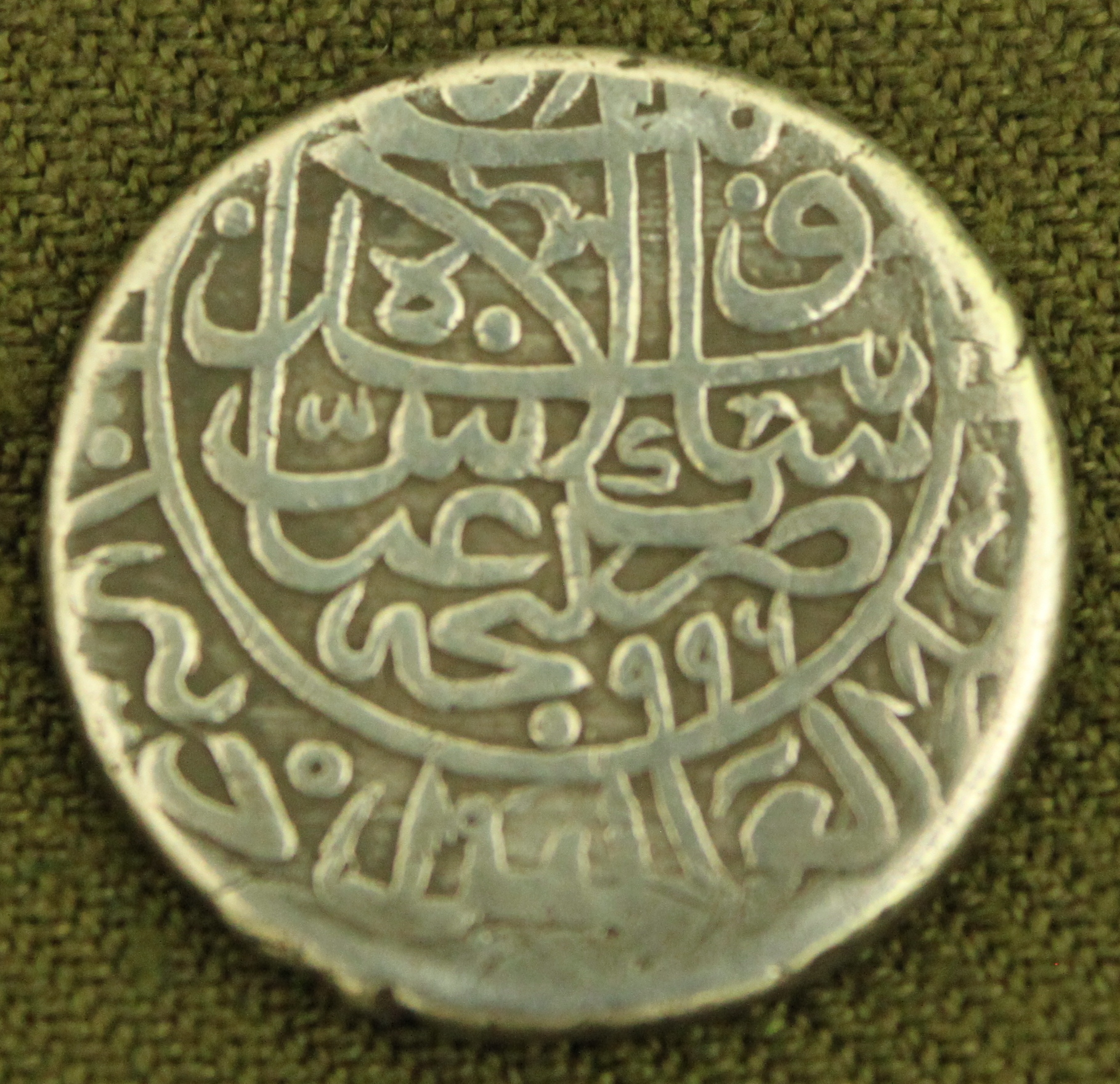
Шах Аббас I, серебряная монета, 1587 год

### Сельское хозяйство
Экономика Сефевидского государства в значительной степени была основана на сельском хозяйстве и доходов получаемых с неё. Сельское хозяйство при Сефевидах, состояло из кочевых (полукочевых) и оседло-земледельческих хозяйств и методов хозяйствования. Благодаря наличию прекрасных лугов и пастбищ известных ещё с древности равнин Аррана (Муганская и Мильская степи) горно-луговых пастбищ, способствовало развитию мясо-молочного скотоводства, овцеводства, коневодства. Весьма значимую роль играло земледелие, поставлявшая пшеницу, бахчевые, хлопок, табак, рис, шёлк-сырец, что составляло весьма значительную часть экспорта.
Малое число крупных рек, которые было возможно использовать для орошения, стало причиной интенсивного развития искусственного орошения и ирригационных сооружений.

### Торговые пути и дорожная инфраструктура

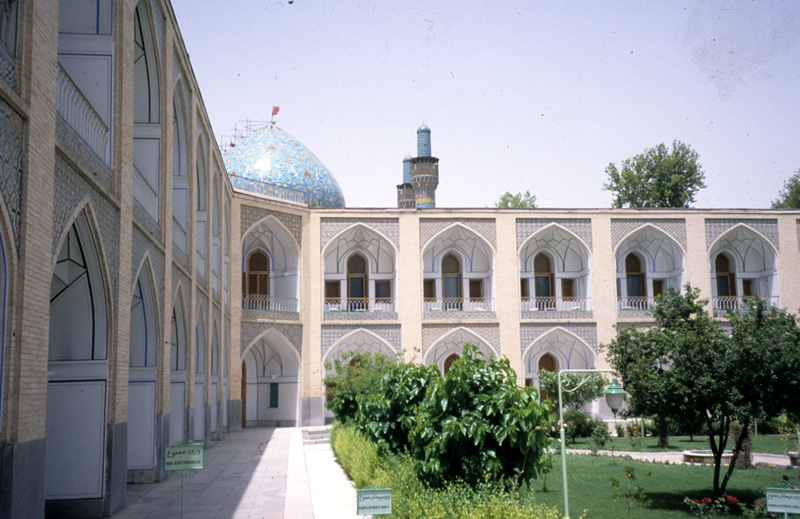
Каравансарай в Исфахане, построенный при шахе Аббасе I, XVII в.

Международная торговля, в том числе транзит по территории государства приносил высокие доходы государству, чему способствовало выгодное географическое положение Сефевидского государства. Развитию торговли уделялось большое внимание начиная со времён правления Исмаила I, при котором устанавливались не только политические, но и экономические союзы, заключались торговые договора со многими европейскими и восточными странами. Строительству дорог, содержанию их в надлежащем порядке, развитию торговой и дорожной инфраструктуры уделялось значительное внимание.
По всем наиболее важным стратегическим направлениям были проложены хорошие дороги и построены караван-сараи. Развитие путей и придорожной инфраструктуры в Сефевидском государстве было на более высоком уровне чем даже в Османской империи. При шахе Аббасе I, строительство новых дорог и инфраструктуры по Великому шёлковому пути приобрело новых размах, были построен и отремонтировано сотни мостов, караван-сараев, базаров, дороги были охраняемы, что гарантировало безопасное путешествие и торговлю.

## Язык
Придя к власти, Исмаил I, утвердил родной для себя и кызылбашей азербайджанский тюркский язык в качестве языка армии, двора и суда. В то же время персидский язык сохранил своё значение, как язык гражданской администрации и дипломатии. После реформ шаха Аббаса, приведшего к усилению ираноязычного влияния в Сефевидском государстве (перенос столицы в Исфахан, допуск персам к высшим эшелонам власти), тюркский язык сохранял за собой прежний статус языка армии, двора и судов, являясь таким вплоть до самого фактического падения династии в 1722 году. В период правления Сефевидов азербайджанский тюркский или, как его еще называли в то время, „кызылбашский тюркский“, занимал важное место в обществе, на нём говорили как при дворе, так и в простом народе. Хотя в Сефевидском Иране широко говорили на этом языке, этот факт редко упоминается.
Так, по сообщению Адама Олеария, посетившего Персию во времена правления шаха Сефи I, при дворе Сефевидов говорили на тюркском языке, а персидскую речь можно было услышать крайне редко, и поэтому большинство персов учили в дополнение к своему языку и тюркский. О том, что языком двора был тюркский, упоминают и другие посетители Сефевидского двора. Так, в 1607 году кармелиты сообщали, что „тюркский язык обычно используем Шах Аббасом, вельможами и солдатами“. Пьетро делла Валле писал, что кызылбаши ему сказали, что „тюркский язык мужественный и подходит воинам, поэтому шах и эмиры говорят на нём“. Во времена Шах Аббаса II, кармелиты сообщали, что „тюрки (тюркский язык) язык двора и широко распространен в Исфахане и на севере страны“. Жан Шарден писал о кызылбашах, что „эти люди, как и их язык, так распространены на севере страны и при дворе, что всех иранцев называют кызылбашами“. В 1660 году Рафаэль дю Манс писал, что „повседневный язык Ирана персидский для простолюдинов и тюркский для двора“. Согласно Кемпферу, посетившему Иран в 1670-х, „тюркский язык общепринятый язык при иранском дворе, а также родной язык Сефевидов, в отличие от языка простолюдинов. Использование тюркского распространилось со двора на магнатов и знать и, наконец, до тех, кто желает получить выгоду от шаха, так что сегодня считается почти позорным не знать уважаемому человеку тюркский“. Французский миссионер Сансон, который жил в Иране между 1684 и 1695, писал, что иранцы регулярно взывали к духовной силе шаха с выражениями „qorban olim, din imanum padshah, bachunha dunim“ (азерб. qurban olum, din imanım padşah, başına dönüm)». По свидетельству иностранных посетителей, разговорный тюркский был распространён среди всех слоёв населения страны, как лингва франка.
Сам шах Исмаил I, известен не только как основатель государства, но и один из крупнейших классиков азербайджанской поэзии, писавшим под псевдонимом Хатаи. Вклад в развитие тюркоязычной литературы внёс также шах Аббас II, писавший под псевдонимом Тани. Сефевиды покровительствовали тюркской литературе. В Исфахане творили такие азербайджанские поэты как Ковси Тебризи, Мухсин Тесир, Месихи, Саиб Тебризи и Мелик-бек. Эвлия Челиби сообщал, что на момент его посещения Тебриза там творили не менее 78 поэтов.
Как указывает иранист А. Х. Мортон, основным языком общения при сефевидском дворе был именно тюркский язык. Он был родным языком Сефевидских шахов, хоть и они к тому же знали персидский, а господствующим элементом населения был именно тюркоязычный элемент.
Турецкий историк Доган Авджиоглы, принимая во внимание сильные позиции тюркского языка в Сефевидском государстве и политику переселения курдских племён, проводимой Османской империей в Восточной Анатолии, пишет, что, если бы Восточная Анатолия осталась бы в руках Сефевидов, то регион тюркизовался бы.
Турецкий историк Джихат Айдогмушоглу отмечает, что официальная переписка Сефевидов с другими правительствами велась преимущественно на фарси, но также и на тюркском. Роджер Сейвори также утверждает, что переписка во времена Шах Исмаила с тюркскими правителями велась на тюркском. Например, на тюркском языке были написаны письмо Шаха Исмаила I Муса-беку Тургутлу из бейлика Караман (1512; хранится в архиве Топкапы), письмо узбекского хана Абдулмумина Шах Аббасу I (1592; из сефевидской хроники «Nekâvetü’l Âsâr fi Zikri’l Ahyâr»), письмо Шах Аббаса II ширванскому беглербеку (1659/1660; из сефевидской хроники «Ravzatü’s Safa-yı Nâsırî» и «Аббаснаме».
Виллем Флор и Хасан Джавади указывают на то, что переписка «кызылбашских царей» с русскими царями велась на азербайджанском тюркском и персидском, так русские источники сообщали, что «Великие посланники (России) пожелали в разговорах с придворными, Ильхтам-Давлетом и его коллегами, чтобы ответ Шаха был на Тюркском, но на Татарском шрифте».
В то же время персидский язык продолжал доминировать в бюрократии и литературе, и азербайджанские тюрки также изучали персидский. Примерами азербайджаноязычных кызылбашей, которые превосходно писали на персидском языке являются Хасан-бек Румлу и Искандер-бек Мунши, оба авторы сефевидских хроник. Однако персидским языком пренебрегали менее склонные к литературе азербайджанские тюрки.

## Армия
С начала по конец XVI века армия Сефевидского государства — Гошун, по своей структуре и организации была типичным средневековым иррегулярным феодальным войском унаследовавшим все особенности организации, комплектации и управления войсками у своих предшественников государств Ак-Коюнлу и Тимуридов. Это были в основном конные отряды племенного ополчения — (мулазимов), созываемые эмирами племён, снабжавшиеся и содержавшиеся за их счёт. Само войско состояла из двух частей, личной шахской гвардии — шахских курчи, в которую набирались лучшие воины из различных племён, и непосредственно отдельные дружины кызылбашских племён. Воины прежде всего подчинялись своим племенным эмирам, связанные с ним родовой верностью и традициями.
Боевой порядок состоял из центра, левого и правого крыла. Шах обычно командовал центром, в отсутствие шаха войском командовал один из знатных эмиров.
Ещё при Исмаиле I, несмотря на общий иррегулярных характер войска, была создана регулярная шахская гвардия — шахских курчи (телохранителей).
При шахе Исмаиле I численность шахских курчи составляла около 3000 человек, при Тахмаспе I его численность возросла до 5000. Сами курчи также располагали своей военной свитой — мулазимов, вместе с которыми их численность могла достигать 12 000 человек. К моменту смерти шаха Тахмаспа общее число юзбаши высокого ранга, занимавших должности, горчу и других офицеров в присутствии при дворе составляло 6000 человек. Из этого числа 4500 человек были горчу шахской охраны, и 1500 человек иных служащих — а именно, горчиан-и даш, ясавулов (адъютантов), букавулов (распорядителей), доверенных горчу, эшикагасы, ясавулбаши арсенала и главной ставки, миршикаров (охотников) и топчибаши (артиллерийских офицеров). В каждой категории и группе было много тех, кто заслуживал быть эмиром, и хотя они не были удостоены звания эмира, тем не менее в почёте они не уступали эмирам. Каждый офицер имел соответствующее количество подчинённых ему подготовленных слуг; количество колебалось от 5 до 50, так что примерно 6 тысяч этих слуг были входили в штат прислуги шахского двора. Но если точно сосчитать этих слуг и служителей, их число возможно составило бы 12 тыс. человек. Доблесть и отвага горчиев была так знаменита, что сотня человек из личного войска шаха были равны тысяче человек из других категорий воинов.
Кавалерия, основной вид войска, состояла из двух частей, лёгкой и тяжёлой кавалерии. Несмотря на устоявшееся мнение об отсутствии огнестрельного оружия у Сефевидов вплоть до реформ шаха Аббаса, таковое в наличие всё же имелось. Как сам шах Исмаил, так и Тахмасп, несмотря на все трудности, уделяли значительное внимание внедрению огнестрельного оружия и артиллерии в войсках. Источники упоминают о применении пушек при осаде Баку. При шахе Тахмаспе, источники сообщают о появлении многих видов артиллерийских орудий у Сефевидов — топ, фаранги, зарбзаны, а также отряде аркебузиров, численностью около 3000—4000 человек. Учитывая, что данные описания касаются периода малолетства шаха Тахмаспа, то без сомнения это было наследием шаха Исмаила.
Существуют разные оценки численности сефевидской армии до реформ шаха Аббаса I. Так, согласно одним данным, первоначально численность армии колебалась от 7000 (военная кампания против ширваншахов) до 20 000 — 40 000 (битва при Чалдыране) человек. После Чалдыранской битвы, численность армии была сокращена и достигала численности не более 18 000.
При шахе Тахмаспе I, согласно данным Винченцо ди Алессандри и Жан-Баттиста Векьетти, общая численность войск Сефевидского государства, которое мог выставить шах, не превышало 60 000 человек.
По сообщению Кази Ахмеда, современника шаха Тахмаспа I, очевидца смотра и парада войска, общая мобилизационная способность сефевидского государства составляла 120 000 человек, с учётом всего военного потенциала державы. Стоит принять к сведению, что шахскому правительству, по разным причинам никогда не удавалось собрать воедино все войска, которые также включали в себя гарнизоны городов, крепостей, отряды отводимые для охранных и милицейских функций, а также число некомбатантов, таким образом численность выступавшего в поход войска, не могла превышать 60 000 — 70 000 человек, а зачастую численность выступавшей в поход войска редко когда превышало 25 000 — 35 000.
Несмотря на многократные попытки сефевидских шахов улучшить техническое оснащение войска, особо успеха они не имели. Техническое отставание от главного противника Османской империи стало ещё больше сказываться к концу XVI века. Ещё большим отрицательным явлением в сефевидском войске было крайне низкий уровень управляемости войск, связанная с особенностями племенной организации войска.
Вступившему на престол молодому шаху Аббасу I, в условиях противостояния с Османской империей на западе, Бухарским ханством на Востоке, и внутренними неурядицами в государстве, пришлось решать вопросы реорганизации и реформирования войска.
Система комплектации войска со времён шаха Исмаила I по племенному признаку, подчинявшиеся прежде своим племенным эмирам, а не шаху, полностью изжило себя, показывая не только низкую управляемость, но и весьма ограниченные мобилизационные возможности. Реформируя государственный аппарат и управление, устраняя феодальную и племенную своевольницу, шах Аббас ставил целью улучшение управляемости войска и повышения мобилизационных возможностей.
Новое сефевидское войско состояло из пяти основных частей: шахсевенов — иррегулярного войска, шахских курчи — тяжёлой кавалерии, шахских гулям — кавалерия, а также тяжёлая и лёгкая пехота по образцу турецких янычар, тюфенгчи — мушкетёры и артиллерии.
Кызылбашские племена прежде подвластные только своим эмирам, были переподчинены напрямую шахской власти, отныне между шахом и племенем не стоял племенной эмир. Общая организационная структура кызылбашской племенной конфедерации также была полностью видоизменена и преобразована в новую, напрямую подчинённую шаху племенную организацию — шахсевены. Общая численность шахсевенов достигала 100 тыс. семей. Шахсевенские племена были расселены по всему государству, и выступали в качестве иррегулярных войск, не только выступая в поход по указу шаха, в мирное время ведя пограничную и охранную службу в выделенных им областях, но также являясь основным ресурсом при комплектации другого основного подразделения нового сефевидского войска — шахских курчи.
Второй основной частью войска были шахские курчи — регулярная тяжёлая кавалерия, комплектуемая из числа наиболее лучших воинов шахсевенских (быв. кызылбашских) племён.
Третьей частью войска, стали вновь созданная в Сефевидском государстве регулярная кавалерия (хотя могли действовать и как тяжёлая пехота) — шахские гулямы. Набираемые с детского возраста из числа подвластных народов (в основном на добровольной основе), гулямы обучались военному делу по европейскому образцу при помощи английских инструкторов. Численно они уступали корпусу шахских курчи. Гулямы обучались владению практически всеми видами оружия, как холодным, так и огнестрельным. Из числя шахских гулямов выдвигались военачальники и наместники в провинциях. По разным оценкам численность корпуса шахских гулямов составляло примерно до 20 000. Гулямы не превратились в военную элиту в отдалённых провинциях, как в османском Египте, а были вынуждены иметь дело конкуренцией соперничавших социальных групп и политических фракций в центре империи. Жан Шарден писал, что «эти рабы не столь многочисленны, не растут вместе и не так хороши».
Четвёртой частью войска стали тюфенгчи — мушкетёры, иррегулярная пехота также обучаемая по европейскому образцу. Общая численность тюфенгчи по разным оценкам колебалась между 35 000 — 50 000. Корпус тюфенгчи набирался из числа крестьян по особым наборам, на каждые из 4—5 тюфенгчи выделялся мул для перевозки боеприпасов и провианта. Часто при дальних походах и при боевых действиях для повышения мобильности и манёвренности тюфенгич снабжались лошадьми. Раз в месяц служащие корпуса по месту своего проживания обязаны были являться на смотр и обучение.
Также шах Аббас I озаботился сформированием довольно многочисленной артиллерии. Общая численность служащих артиллерии достигала 10 000 — 11 000.
По всему государству были устроены военные арсеналы и склады оружия и продовольствия. Крупные отряды тюфенгчи и артиллерии, наряду с шахсевенами были рассредоточены по всей державе.

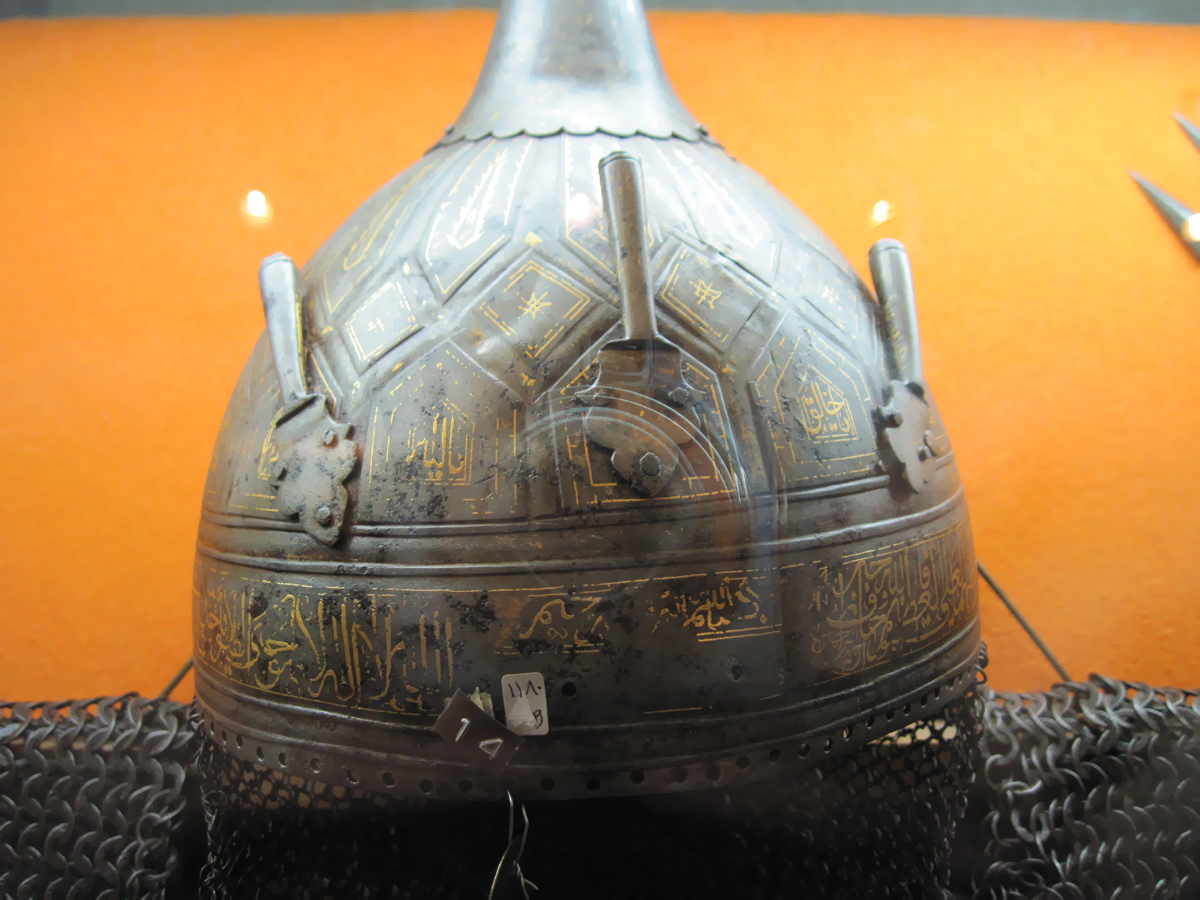
Шлем шаха Исмаила I.
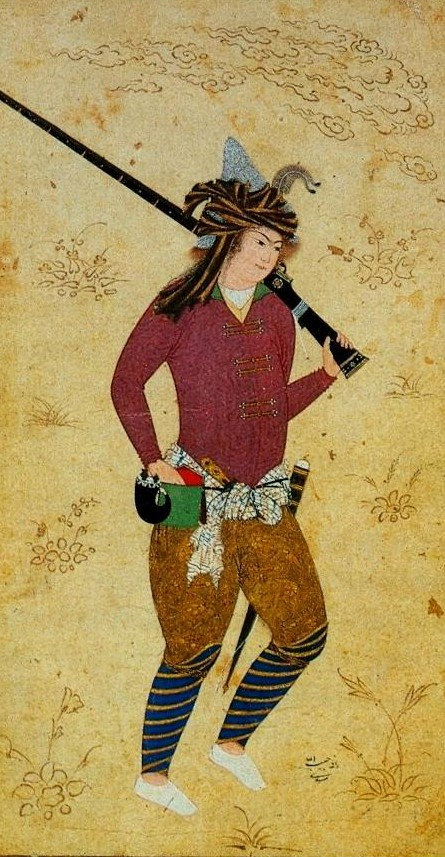
Сефевидский мушкетёр. Миниатюра XVII века
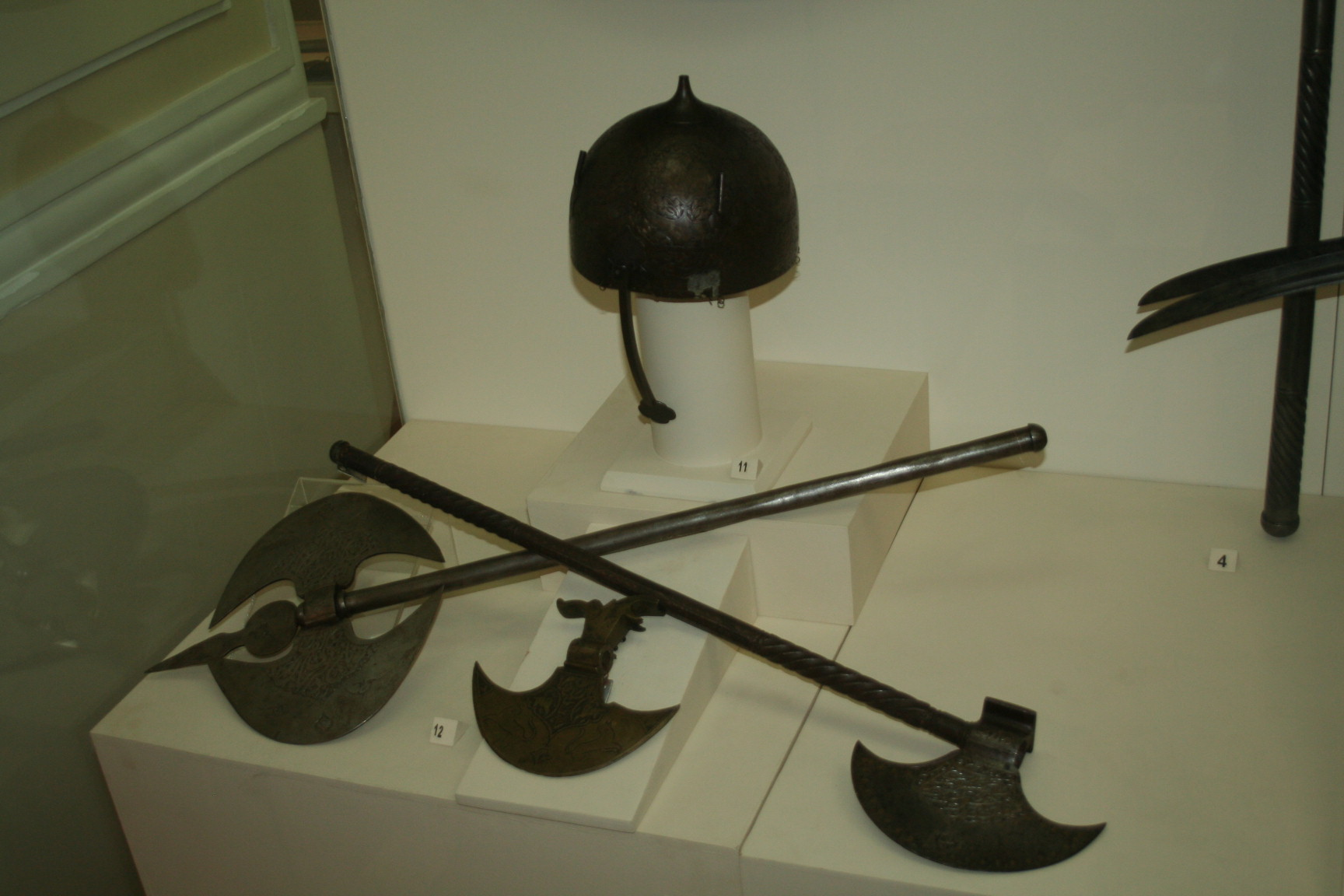
Оружие эпохи Сефевидов (XVI—XVIII вв.)
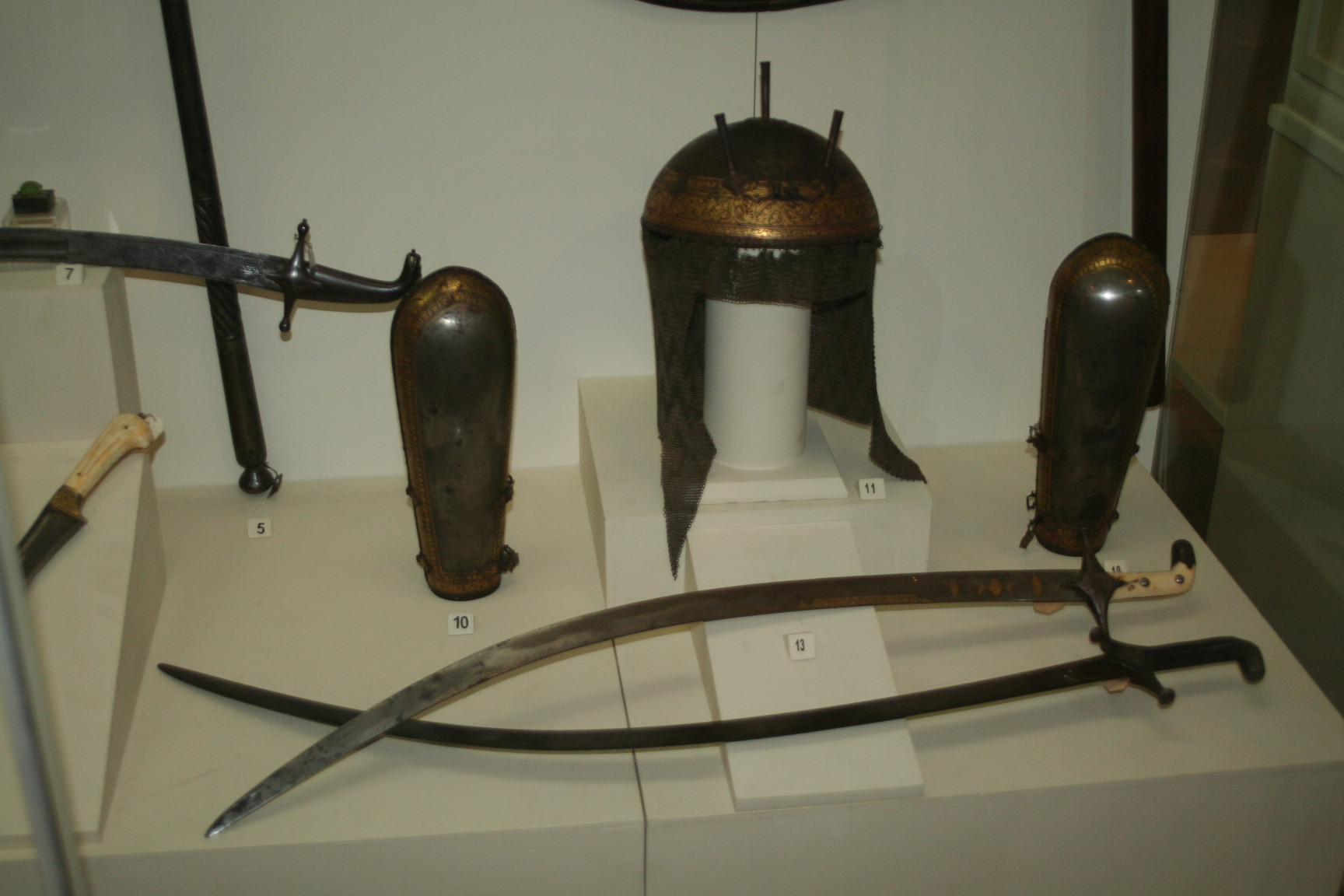
Оружие эпохи Сефевидов (XVI—XVIII вв.)

## Правители Сефевидского государства
- 1. Абу-л-Мозаффар Шах Исмаил I, сын Шейха Хайдара, р. 1487, шейх Ардебиля 1497—1502, шах Азербайджана с 1501, шаханшах Ирана 1502—1524
- 2. Абу-л-Фатх Шах Тахмасп I, сын Шаха Исмаила I, р. 1513, шаханшах Ирана 1524—1576
  - Див-султан Румлу (регент 1524—1527)
  - Чуха-султан Устаджлу (регент 1527—1530)
  - Хусейн-хан Шамлу (регент 1530—1533)
- 3. Абу-л-Мозаффар Шах Исмаил II, сын Шаха Тахмаспа I, р. 1537, шаханшах Ирана 1576—1577
- 4. Абу-л-Мозаффар Шах Мохаммад I Ходабенде, сын Шаха Тахмаспа I, р.1531, шаханшах Ирана 1577—1587, ум.1595
  - Махд-и-Улийа, жена (de-facto 1578—1579).
  - Хамза Мирза, сын (de-facto).
- 5. Абу-л-Мозаффар Шах Аббас I Великий, сын Шаха Мохаммада I, р. 1571, шаханшах Ирана 1587—1629
  - Муршид Кули-хан Устаджлу (регент 1587—1588)
- 6. Абу-л-Мозаффар Шах Сефи I, сын шахзадэ солтан Сефи-мирзы, р. 1611, шаханшах Ирана 1629—1642
- 7. Абу-л-Мозаффар Шах Аббас II Сефевид, сын Шаха Сафи I, р. 1632, шаханшах Ирана 1642—1666
- 8. Абу-л-Мозаффар Шах Солейман Сефи (Сефи II), сын Шаха Аббаса II, р. 1647, шаханшах Ирана 1666—1694
- 9. Абу-л-Мозаффар Шах Хосейн I, сын Шаха Сефи II Солеймана, р. 1668, шаханшах Ирана 1694—1722, ум. 17261

1722—1729 афганское завоевание.
- 10. Абу-л-Мозаффар Шах Тахмасп II, р. 1704, сын Шаха Хосейна I, р. 1668, шаханшах Ирана 1724—1732, ум. 1736
  - Мир Махмуд (регент 1722—1725, в Кандагаре с 1716)
- 11. Шах Ахмад (шаханшах Ирана), сын Мирзы Абу-л-Касима, шаханшах Ирана 1726—1728, правил в Кермане и Фарсе
- 12. Шах Аббас III, сын Шаха Тахмаспа II, р. 1732, шаханшах Ирана 1732—1736, ум. 1740
  - Надир Кули-бек Афшар (регент 1732—1736)

### Сефевидские шахи

Шах Исмаил I
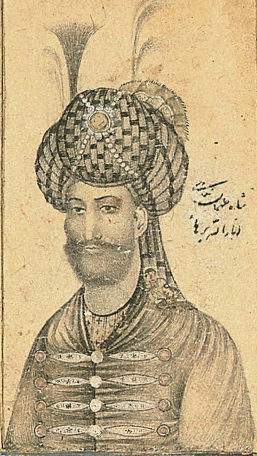
Шах Тахмасп I
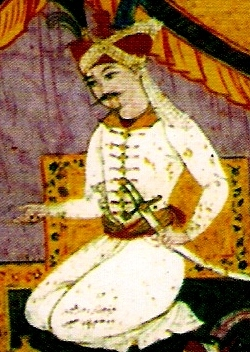
Шах Исмаил II
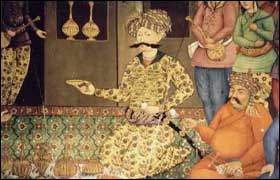
Шах Аббас I
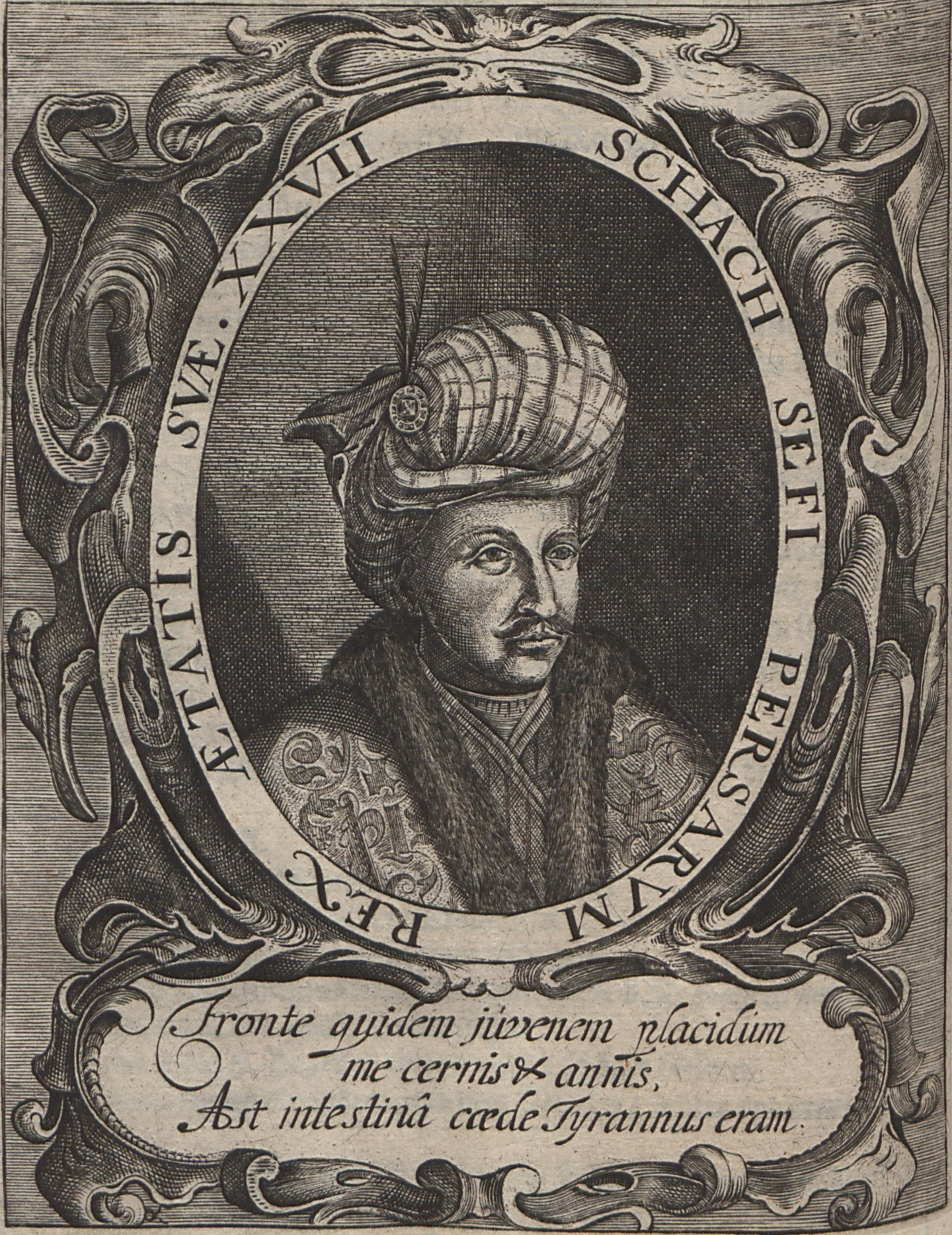
Сефи I
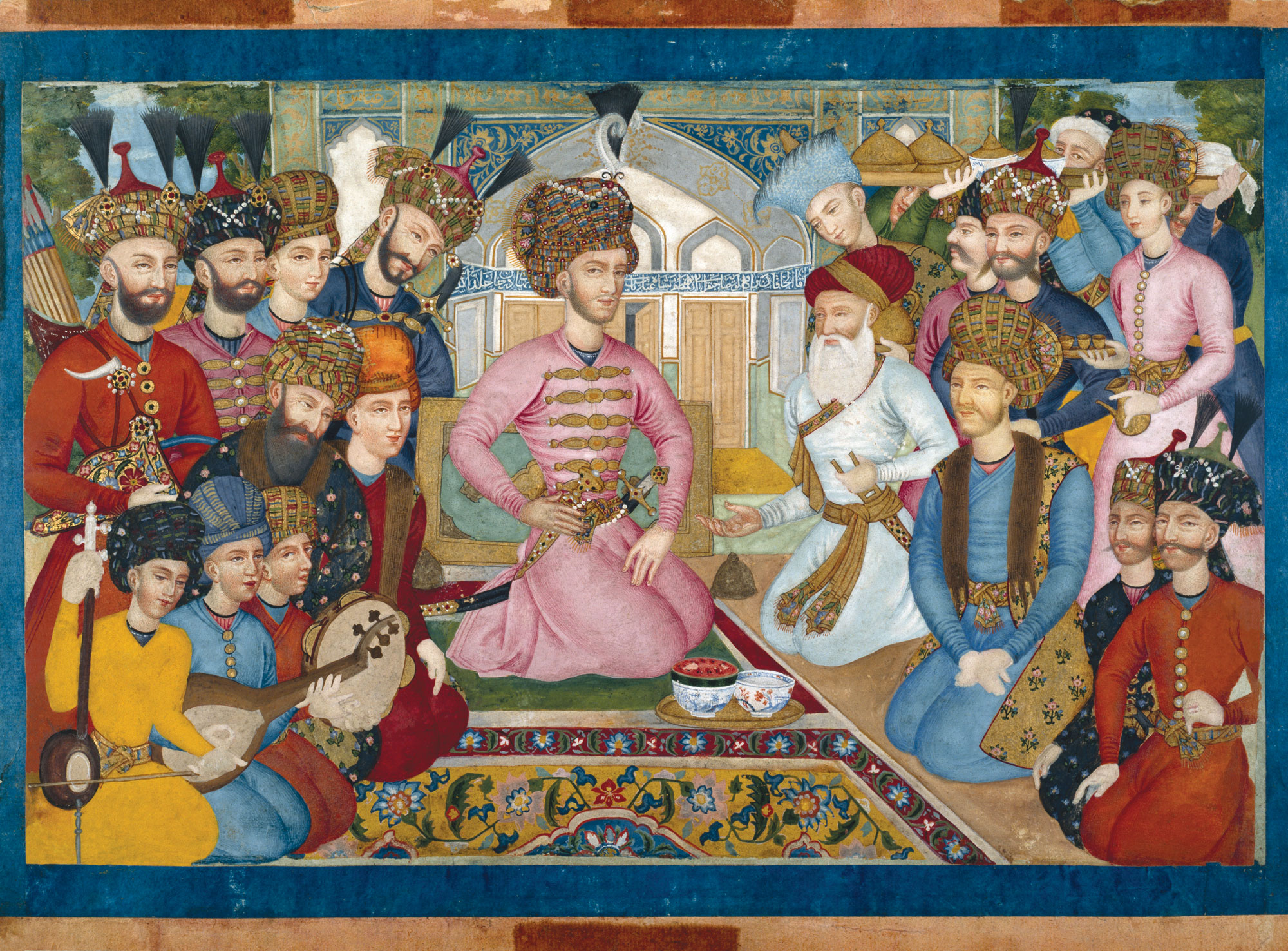
Шах Аббас II
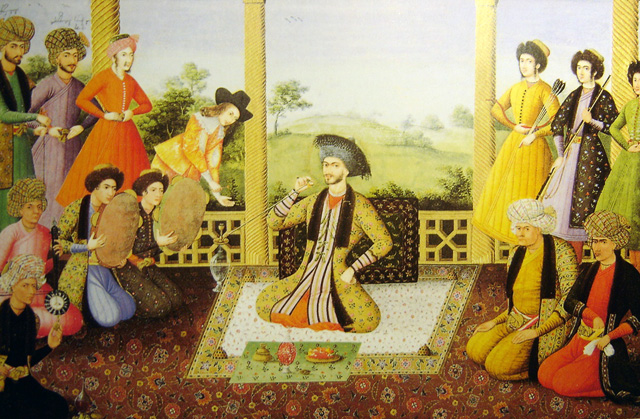
Шах Сулейман I
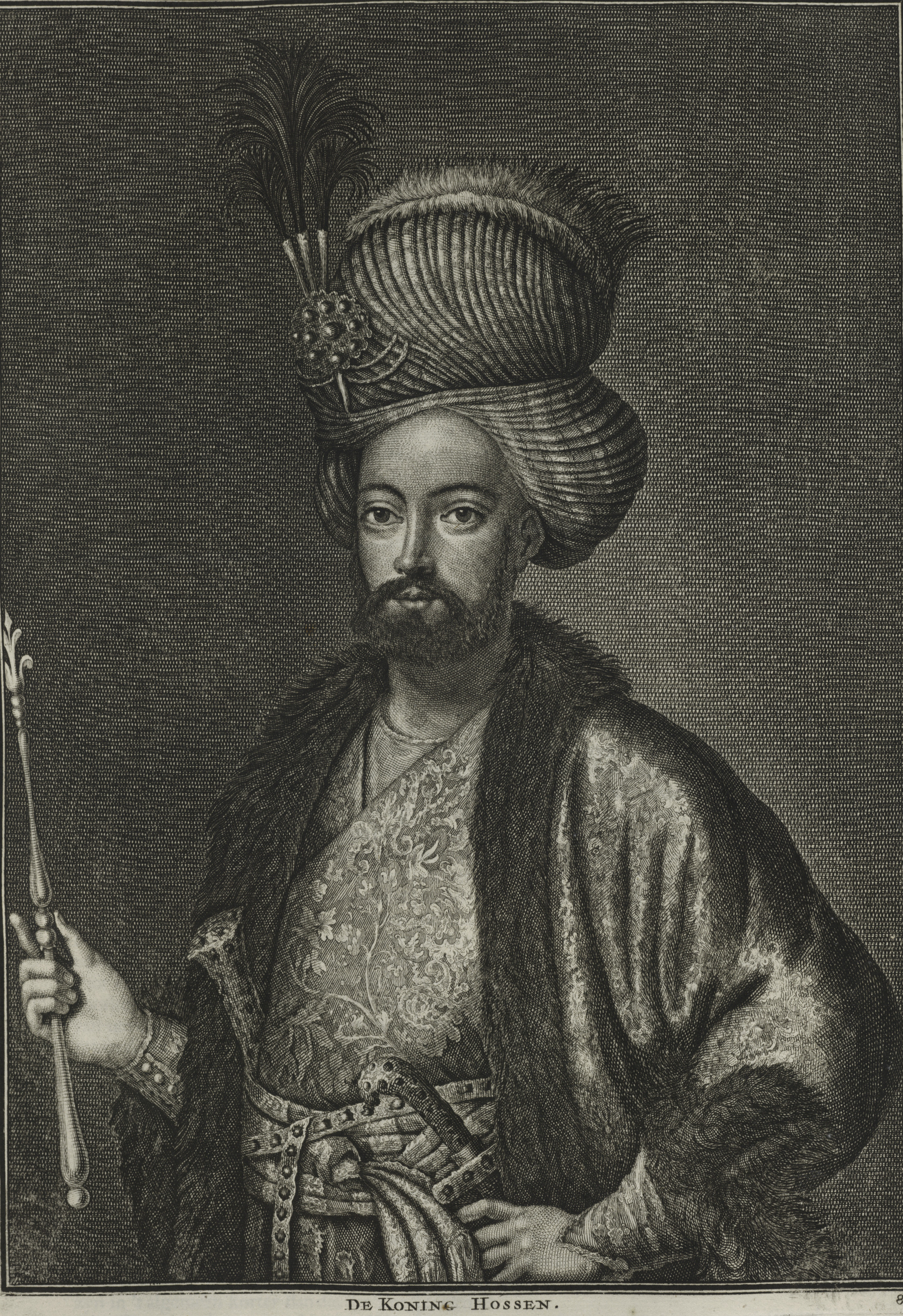
Шах Солтан Хусейн

### Флаги Сефевидского государства

Флаг с 1501 по 1524 гг.
Флаг с 1524 по 1576 гг.
Флаг с 1576 по 1666 гг.